# セリヌス
セリヌス（古代ギリシア語: Σελινοῦς, Selinous; ラテン語: Selinūs）はシケリア（シチリア島）南西部にあった古代ギリシアの植民都市で、現在はセリヌンテ（Selinunte）と呼ばれている。セリヌス川（現在のモディオーネ川）とコットーネ川（現在は溝が残るのみ）に挟まれた場所に立地していた。現在の行政区分ではトラーパニ県カステルヴェトラーノコムーネの分離集落（フラツィオーネ）であるトリスカーナ・ディ・セリヌンテとマリネッラ・ディ・セリヌンテの間にある。遺跡にはアクロポリスを中心にいくつかの神殿がある。これらの神殿のうち、神殿E（en）と呼ばれるヘラ神殿のみが修復されている。最も繁栄したのは紀元前408年以前であり、人口は奴隷を除いても30,000人程度あった。セリヌスは紀元前409年に一旦破壊され、その後再建されたが、紀元前250年頃に放棄された。

## 歴史

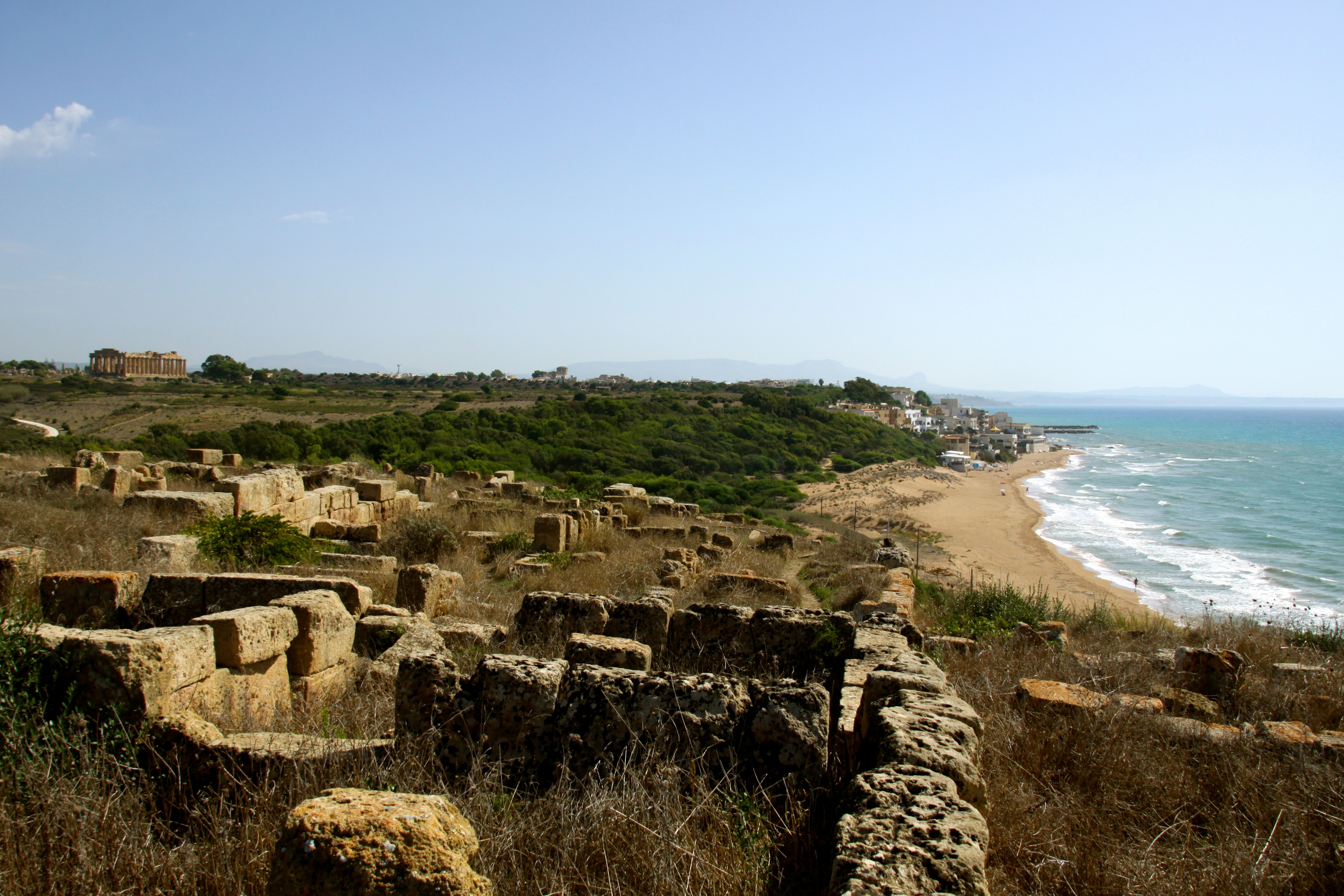
アクロポリスから見たマリネッラ・ディ・セリヌンテと神殿E

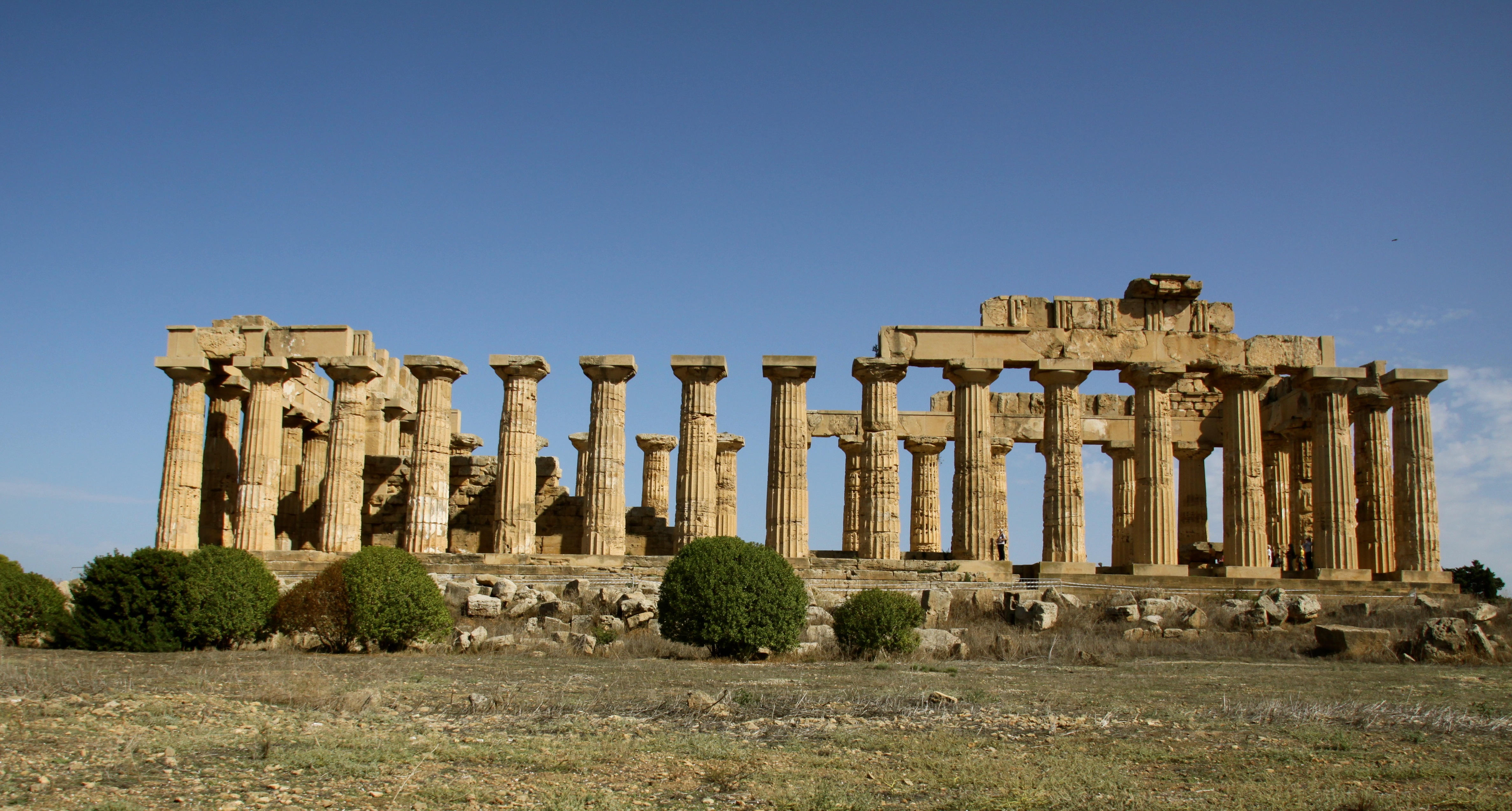
側面から見た神殿E

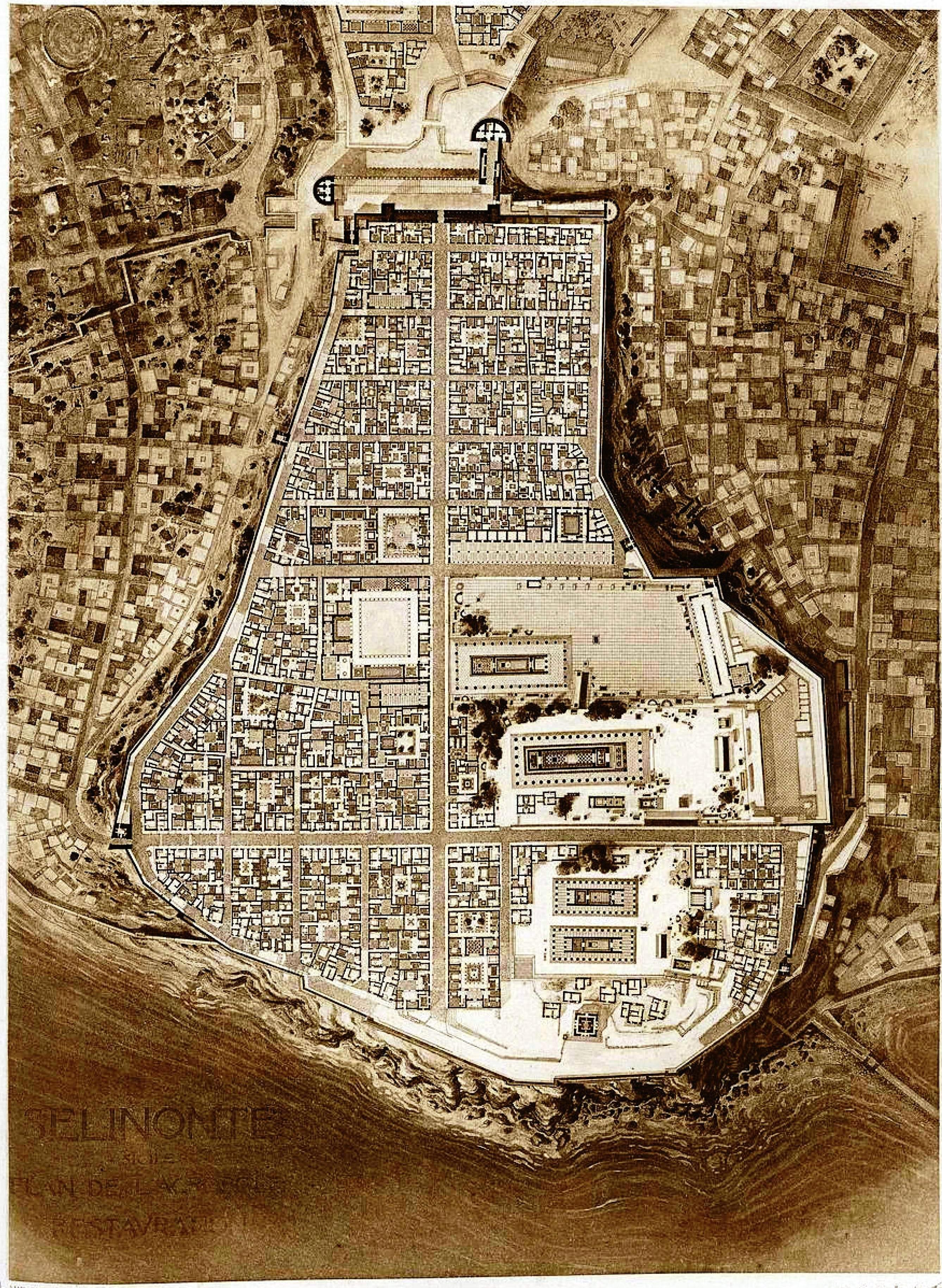
古代都市の平面図

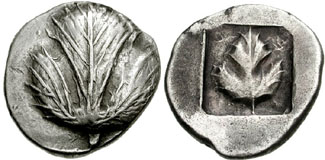
セロリ（セリノン）の葉が刻印されたセリヌスのドラクマ硬貨。紀元前515年-紀元前470年頃

セリヌスはシケリアにおける最も重要なギリシア都市のひとつであり、シケリア島の南西部、セリヌス川の河口に位置し、ヒプサス川（現在のベリーチェ川）の西6.5キロメートルにある。歴史家のトゥキディデスによると、セリヌスは同じシケリアのギリシア都市である メガラ・ヒュブラエア（現在のシラクーザ県アウグスタ）を母都市とし、 メガラ・ヒュブラエア建設のおよび100年後にパミルスという人物の指導のもとに建設され、ギリシア本土のメガラ（ メガラ・ヒュブラエアの母都市）から入植者を受け入れた。建設時期を正確に特定することは出来ないが、トゥキディデスの言に従えば紀元前628年頃、ディオドロスはそれより早い紀元前650年、ヒエロニムスは紀元前654年としている。この中ではトゥキディデスの説がもっとも信頼性が高く思われる。セリヌスはそこに自生していた野生のセロリを意味するギリシア語であるセリノン（古代ギリシア語: σέλινον）に由来すると思われる。このため、硬貨にはセロリの葉が刻印されていた。
セリヌスはシケリアでは最も西方に位置するギリシア植民都市であり、そのためシケリア西部のフェニキア人や、西北部の先住民と接触を持った。フェニキア人は当初ギリシア人と紛争を起こさなかったが、紀元前580年頃、先住民であるエリミ人の都市であるセゲスタ（現在のセジェスタ）と領土問題で争うようになった。このときは後にリパラ（現在のリーパリ）を建設することになるロドスとクニドスが支援したため、セゲスタが勝利している。しかしその後もセリヌスとセゲスタは対立関係にあった。ディオドロスは紀元前454年にセゲスタとリルバイオン（現在のマルサーラ）が戦争になったと記述しているが、実際にはセリヌスとの戦争と思われる（リルバイオンの建設は紀元前396年である）。
セゲスタとの境界とされていたマザルス川は、セリヌスの西方25キロメートルに過ぎず、やがてセリヌスは川の対岸にまで領土を広げ、その河口には砦と交易拠点を建設した。セリヌスの東側の境界はハリカス川（現在のプラティニ川）まで広がっており、その河口にはセリヌスの植民都市ミノア（後にはヘラクレアと呼ばれることになるため、現代ではヘラクレア・ミノアと呼ばれることが多い）が建設されていた。このことから、セリヌスが強大な勢力と富裕を誇っていたことが分かるが、その歴史に関しては詳しいことは分かっていない。他の多くのシケリアのギリシア植民都市と同じく、政治形態は寡頭政治から僭主政治へと移行し、紀元前510年頃にはペイタゴラスが独裁政治を行っていた。しかし、ペイタゴラスはスパルタの王子ドリエウスのシケリア遠征に随伴していたエウリュレオンに追放された。その後しばらくエウリュレオンが街を支配したが、セリヌス市民は反乱し、エウリレオンを処刑した。シケリアではシュラクサイの僭主ゲロンの力が強大となっていたが、紀元前480年にカルタゴのハミルカルがシケリアに大軍を率いて遠征すると、セリヌスはこれを支援した。さらにはカルタゴ軍に援軍を派遣することを約束したが、セリヌスからの援軍が到着する前にカルタゴ軍はゲロンに敗北した（第一次ヒメラの戦い）。
セリヌスが次に歴史に登場するのは紀元前466年である。僭主トラシュブロスをシュラクサイから追放するため、セリヌスは他のギリシア都市と協力している。紀元前416年のアテナイによるシケリア遠征直前のセリヌスに関して、トゥキディデスは富裕で陸海双方の戦力を保有し、神殿には莫大な財宝が蓄えられていると記載している。また、ディオドロスはカルタゴのシケリア遠征の記述の中で、セリヌスが長い間繁栄を謳歌し、多くの人口を有していたと述べている。城壁で囲まれたセリヌスの面積はおよぼ100ヘクタールであり、紀元前5世紀の人口は14,000から19,000と推定される。

### アテナイのシケリア遠征
紀元前416年にセリヌスとセゲスタの紛争が再発し、これがアテナイによる大規模なシケリア遠征を引き起こした。セリヌスはシュラクサイに支援を求め、また自身でセゲスタを封鎖することも可能であった。しかしセゲスタはアテナイに救援を求めた。アテナイはセゲスタ救援のための早急な行動は行わなかったが、その後のセゲスタとの紛争に関する記録はない。一方、アテナイの遠征軍は紀元前415年にシケリアに到着した。トゥキディデスによれば、将軍の一人であるニキアス（en）は、アテナイ軍をセリヌスに向かわせ寛大な条件で降伏させるべきと提案したが、この提案は採用されず、アテナイ軍はシュラクサイに向かった。結果として、その後の進展においてセリヌスの演じた役割は小さかった。しかしながら、セリヌスはシュラクサイに援軍を送ったと言われ、また紀元前413年春には、シュラクサイでアテナイと戦うスパルタのギュリッポス支援のためのペロポネソス同盟軍がリビュアからセリヌスに向かっていたが、暴風でアフリカ近くに吹き流されたと記述されている。

### カルタゴによる占領
アテナイ遠征軍の敗北のために、セリヌスは明らかにセゲスタに対して有利となった。問題となっていた両者の紛争地域はセリヌスのものとなった。しかしセリヌスはこれでは満足せず、セゲスタに対する敵対行為を続けていたため、セゲスタは今度はカルタゴに支援を求めた。いくらかの躊躇の後、紀元前410年にカルタゴ軍はハンニバル・マゴに小規模な軍を与えてシケリアに送り、セゲスタを支援してセリヌスに勝利した。その後カルタゴ、セゲスタ、セリヌスおよびシュラクサイの間で何回かの交渉が行われたが、セゲスタとセリヌスの和解は失敗した。このため翌紀元前409年の春、カルタゴはハンニバル・マゴが率いる120,000の大軍（古代の記述による。現在の推定では30,000-40,000）をシケリアに送った。カルタゴ軍はモティア近く（後のリルバイオン）に上陸してセリヌスに向かった。セリヌスの住民はこのような大軍の侵攻を予想しておらず、抵抗準備は全く出来ていなかった。城壁には何箇所も修理していない場所があり、シュラクサイ、アクラガス（現在のアグリジェント）、ゲラ（現在のジェーラ）が約束していた援軍も準備ができておらず、間に合わなかった。セリヌス市民は城壁がカルタゴ軍に突破された後でも、それぞれの家を守って戦った。しかし圧倒的なカルタゴ軍に抵抗しても望みは無く、10日の攻城戦の後にセリヌスは陥落し、防御側は殆どが戦死した。資料によると、16,000のセリヌス市民が殺され、5,000が捕虜となり、2,600のみがエンペディオンに率いられてアクラガスに脱出した。その後、かなりの数の生存者や逃亡者が、シュラクサイを追放されていたヘルモクラテスの下に集まり、セリヌスのアクロポリスの城壁を修復してそこを根拠とし、カルタゴ領に度々襲撃を行った。これを鎮圧するために、紀元前406年にハンニバル・マゴは三度目の遠征を実施し、セリヌスの城壁を完全に破壊した。しかし、生存者に対しては、カルタゴの属領となるという条件で、セリヌスに居住することを認めた。かなりの数の市民がこの条件を受け入れ、翌紀元前405年にカルタゴとシュラクサイの僭主ディオニュシオス1世の間で締結された講和条約で正式なものとなった。

### 破壊
紀元前397年にセリヌスは再び歴史に登場する。ディオニュシオスがカルタゴとの戦争を再開すると、セリヌスはこれを支援したが、紀元前383年の平和条約では再びカルタゴの支配となることが決められた。ディオニュシオスは死の直前にもセリヌスを再度征服するが、その後直ぐにカルタゴの支配が復活している。紀元前383年の条約ではハリカス川がシケリアのカルタゴ領の東端とされたが、紀元前314年のアガトクレスとカルタゴの条約でも、ハリカス川が境界とされている。このカルタゴとシュラクサイの最後の条約でも、セリヌスはヘラクレアとヒメラ（現在のテルミニ・イメレーゼ）と共に、以前と同様にカルタゴに従属することになった。しかしながら、紀元前276年にエピロス王ピュロスがシケリアに遠征してくると、ヘラクレアの占領後にセリヌスは自発的にピュロスの軍に加わった。紀元前264年の第一次ポエニ戦争発生前までに、セリヌスは再びカルタゴの支配下となり、その領域ではローマ軍とカルタゴ軍の軍事行動が何度も行われた。しかし紀元前250年頃からカルタゴ軍は撤退を開始し、防御拠点を少数の都市に絞ったため、セリヌスの住民はリルバイオンに移されて街は破壊された
。
その後セリヌスが再建されなかったのは事実と思われるが、大プリニウスは「セリヌス・オッピドゥム（小規模な城塞都市）」と言う名前で、彼の時代にも街が存在していたかのような記述をしている。しかしストラボンは破棄された都市と分類しており、プトレマイオスはセリヌス川の名前は記しているものの、都市としてのセリヌスの記述は無い。
シャッカにある温泉であるテルマエ・セリヌンティアエは、紀元前5世紀にセリヌスの温泉地として建設された。セリヌスから30キロメートルの距離にあり、ローマ時代にも頻繁に訪れられていたようである。泉質は硫黄泉であり、ローマ時代にも医学的価値が高く評価されていた。後にはアクア・ラボデスまたはラルボデスと呼ばれ、アントニウスの旅程表のポイティンガー図にも記載されている。

## 考古遺跡

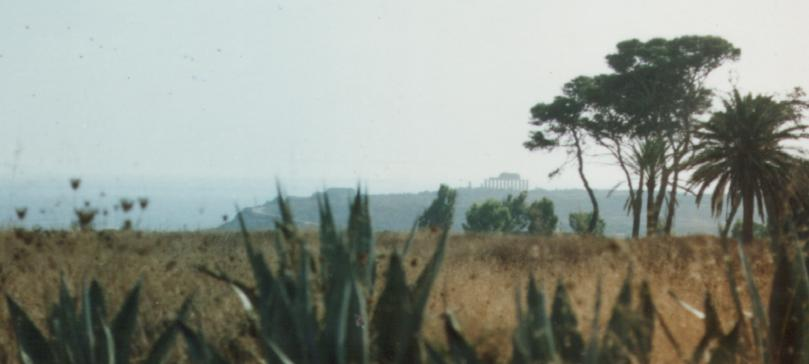
東側の丘から見たセリヌスのアクロポリス

セリヌスの遺跡は海に面しており、西にモディオーネ川（古代のセリヌス川）、東に川の名残であるコットーネ溝がある。街の東西には高地があり、それをつなぐ鞍部に街が建設されているため、街自体も標高48メートルと周囲より高い。海に隣接する街の南側にはアクロポリスがあり、二つの大通りの交差点と多くの神殿（神殿A、B、C、D、O）がある。街の北側、すなわち内陸側には住居とヒッポダモス式の都市計画に従ってアクロポリスと2箇所のネクロポリス（ゲレラ=バグリアッツォとマヌッツァ）が作られている。
他の重要な遺跡が、街の東西の高地にもある。東側の高地の現代のマリネッラの北側には、3つの神殿（神殿E、神殿F、神殿G）およびネクロポリス（ブッファ）がある。西側の高地には、セリヌスの最も古い時代の遺跡であるモロフォロスの聖域とアルカイック式のネクロポリス（ピピオ、マニカルンガ、ティンポーネ・ネロ）がある。二つの川の河口にはそれぞれ港があった。
現代の考古学公園地域は約40ヘクタールあり、以下の地域に分かれている：
- 中央のアクロポリスと神殿および城壁
- 西部のガゲラ丘のモロフォロスの聖域
- 北部のマヌッツァ丘と古代の住居
- 東側の丘と神殿
- ネクロポリス

### アクロポリス

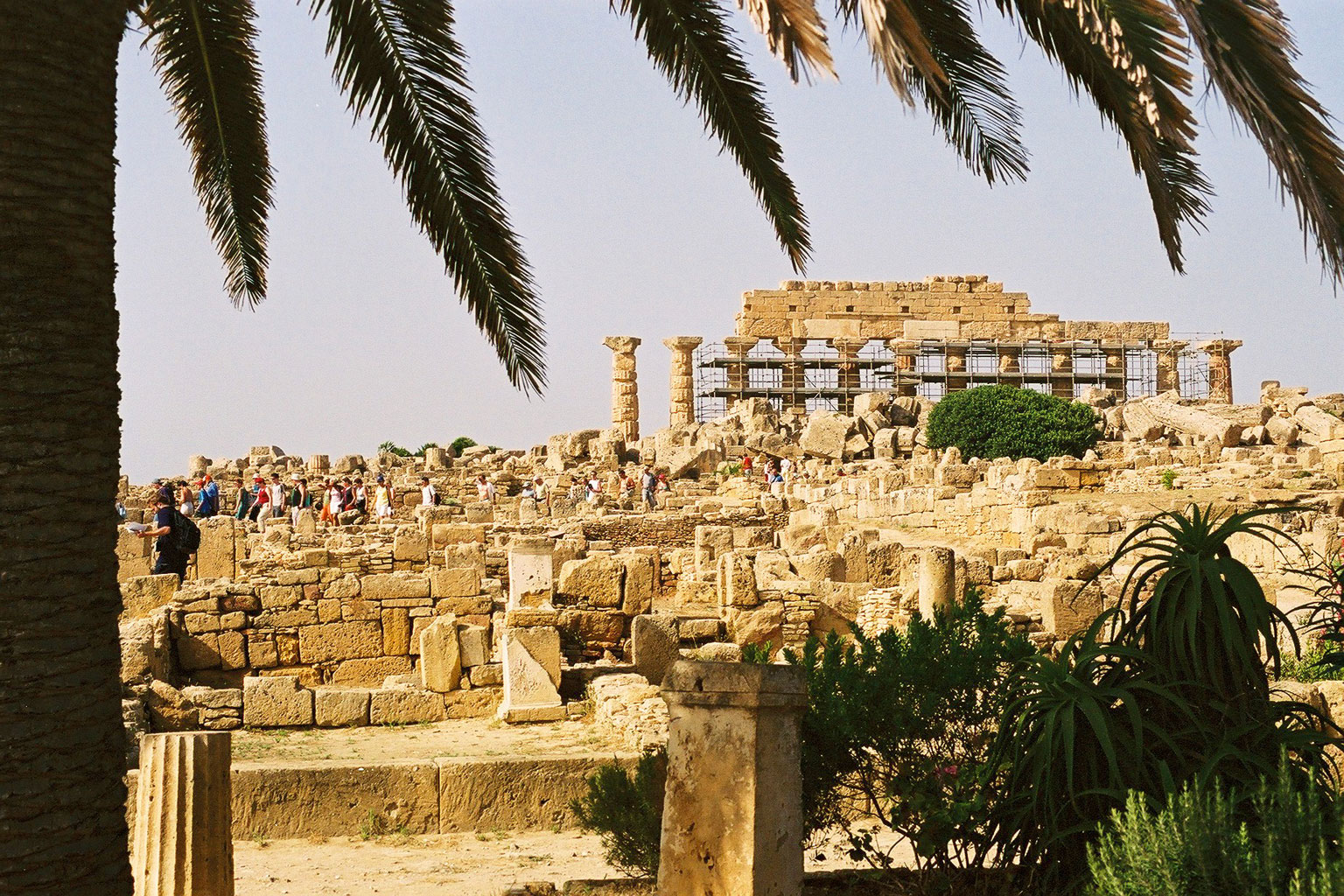
セリヌスのアクロポリス：手前は神殿A、BおよびOの後部。奥はテンプルCの列柱。

アクロポリスは白色石灰岩の台地で、南側は海に面した50メートル近い崖である。南側の幅は300メートル以上あるが、北側は幅140メートル程度まで狭くなり、全体として台形状である、高さ11メートル程度の支持壁で覆われ、さらに城壁（何度も改修・変更されている）で囲まれている。城壁は外部を四角に切断した石で、内部は自然石で作られている。かつては6箇所の塔櫓と4つの門があった。北部には紀元前4世紀初めに作られた3階建ての長い通廊（ギャラリー）からなる大規模な要塞建造物がある。この要塞はアクロポリスの北面すべてを覆っている。アクロポリスに入り口にはポルックスの塔があるが、これは16世紀にバルバリア海賊を阻止するために、古代の塔または灯台の上に作られたものである。

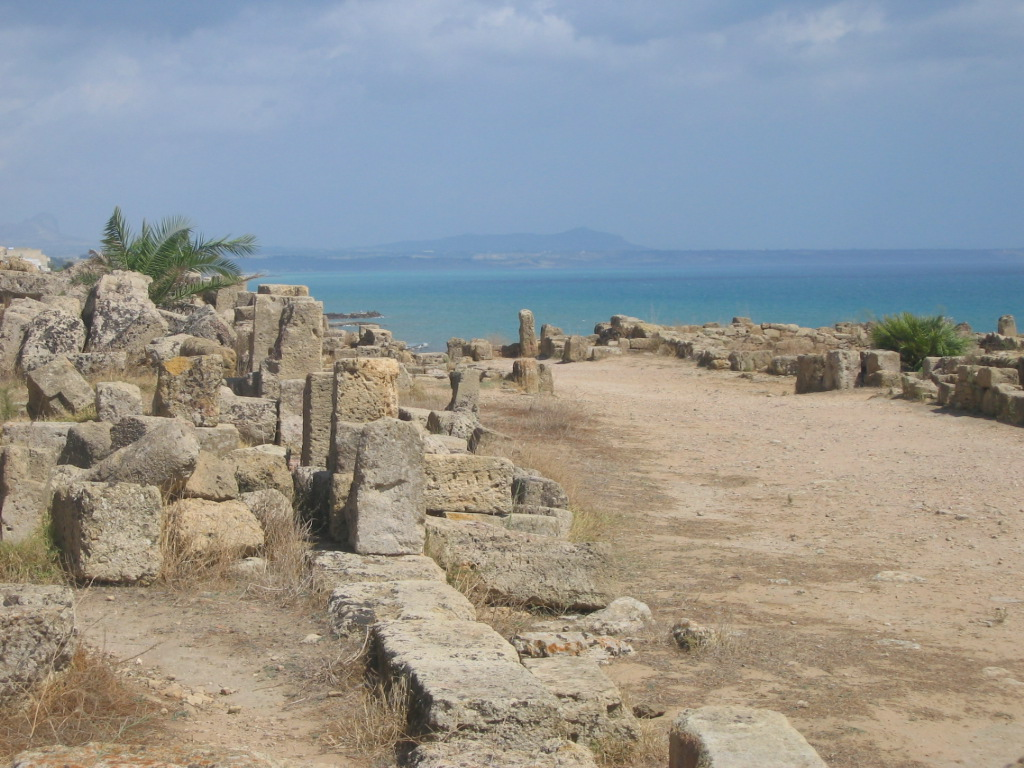
アクロポリスの道路

街は都市計画によって直交する2本の大通り（幅9メートル）で4つの区域に分けられている。南北の道路の長さは425メートル、東西の道路の長さは338メートルである。32メートル毎に幅5メートルの小さな道路が作られている。この都市計画は紀元前4世紀（すなわちカルタゴ支配時代）に遡るものである。
複数の祭壇と小さな聖域は、植民地が建設されたときのものであり、その50年後により大きく恒久的な神殿に置き換えられた。最初の祭壇は神殿CおよびBの近くにあり「メガロン」と呼ばれている。神殿Oの正面には、紀元前409年の征服後にカルタゴの生贄祭壇が作られている。空積みレンガで作られた部屋で部屋で構成されており、灰が入った花瓶やカルタゴ式の「魚雷型」アンフォラが堆積していた。アクロポリスの丘の上にはいくつかのドーリア式神殿が建っている。

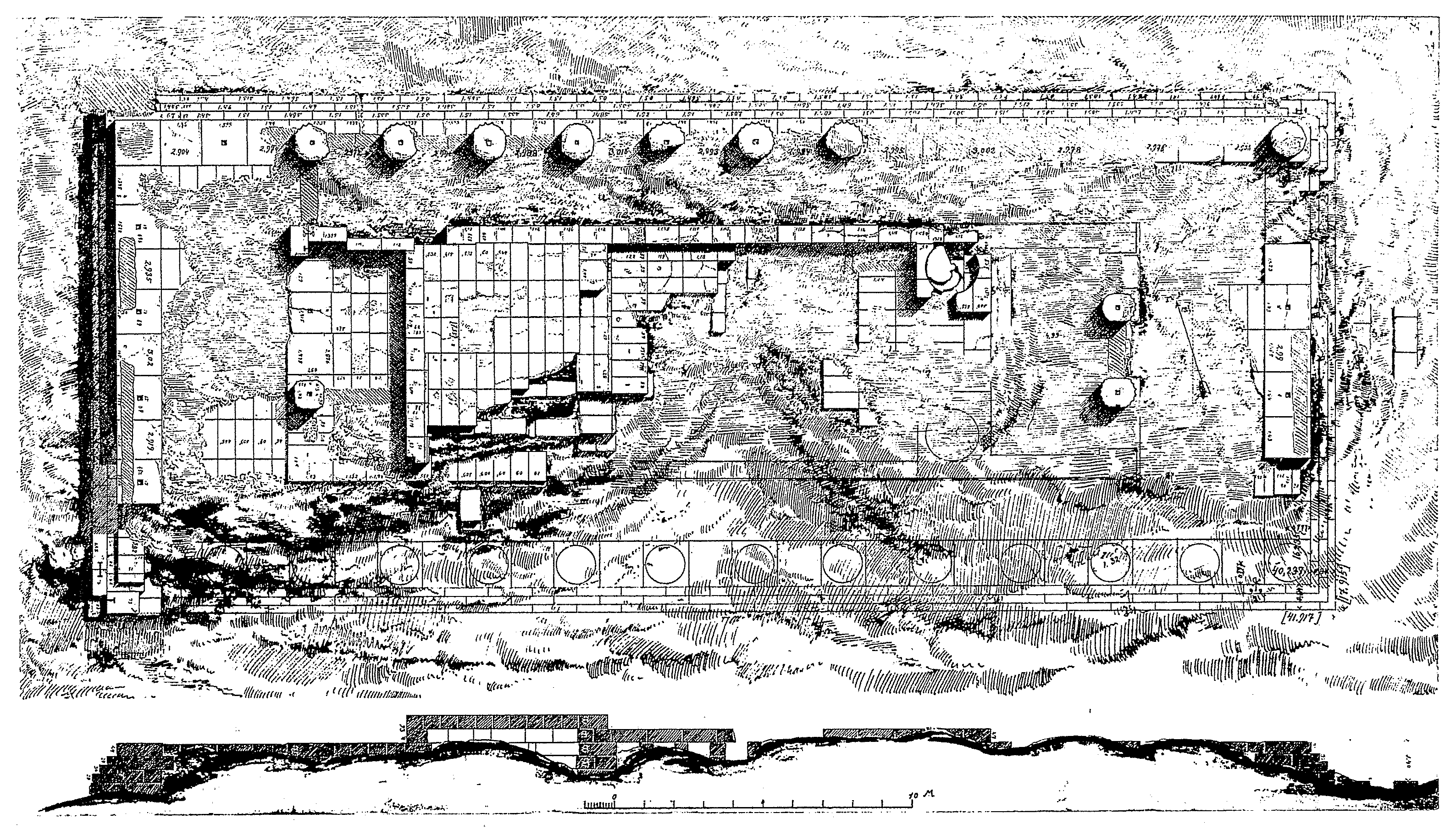
神殿Aの平面図 (Koldewey, 1899)

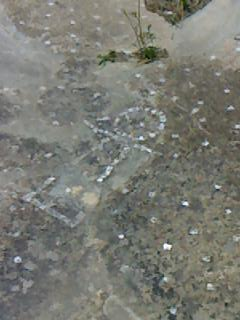
神殿A：カルタゴのタニト神の象徴が描かれたモザイク

神殿Oと神殿Aは、岩盤の基礎と紀元前490年から460年の間に建設された祭壇以外はほとんど残っていない。両者の構造は全く同一で、東側の丘にある神殿Eとも類似している。ペリスタイルは幅16.2メートル、長さ40.2メートルで、6 x 14 本の柱（高さ6.23メートル）で屋根が支えられていた。内部にはプロナオス（神殿の前室）とナオス（内陣）があった。ナオスはプロナオスから一段高くなっており、ナオスにはさらに一段高くなったアディトン（神像安置室）があった。神殿Aのナオスとプロナオスの間の壁には、2箇所の螺旋階段があり、上部のギャラリーに行けるようになっていた。神殿Aのプロナオスはモザイクとなっており、フェニキアの神であるタニト女神（en）の象徴、ケーリュケイオン、太陽、クラウン、ブクラニウム（雄牛の頭）が描かれており、カルタゴ時代の宗教的あるいは家庭的施設からの再利用が示唆される。神殿Oはポセイドンあるいはアテーナーに捧げられたものと思われる。神殿Aはディオスクーロイまたはアポロ神殿である。
神殿Aの34メートル東側には、アクロポリスへの堂々とした入り口が残っている。入り口はT型のフロアプランを持ったプロピュライア形式で、5 x 12の円柱配列からなるペリスタイルを持つ13 x 5.6メートルの長方形と、6.78 x 7.25メートルの長方形の部屋で構成されている。
東西に走る大通りを挟んで、最初の聖域とその北側に2番目の聖域がある。神殿Cの南側には、紀元前580年から紀元前570年頃に建設された17.65 x 5.5 メートルの「祭壇」がある。アルカイック形式のメガロン（en）はおそらくは神に捧げることを意図したものであろう。プロナオスは無く、東端の入り口は直接ナオスに繋がっている。後部には正方形のアディトンがあり、後日にはさらに第三の部屋が追加された。祭壇はデーメーテールに捧げられたものと思われる。

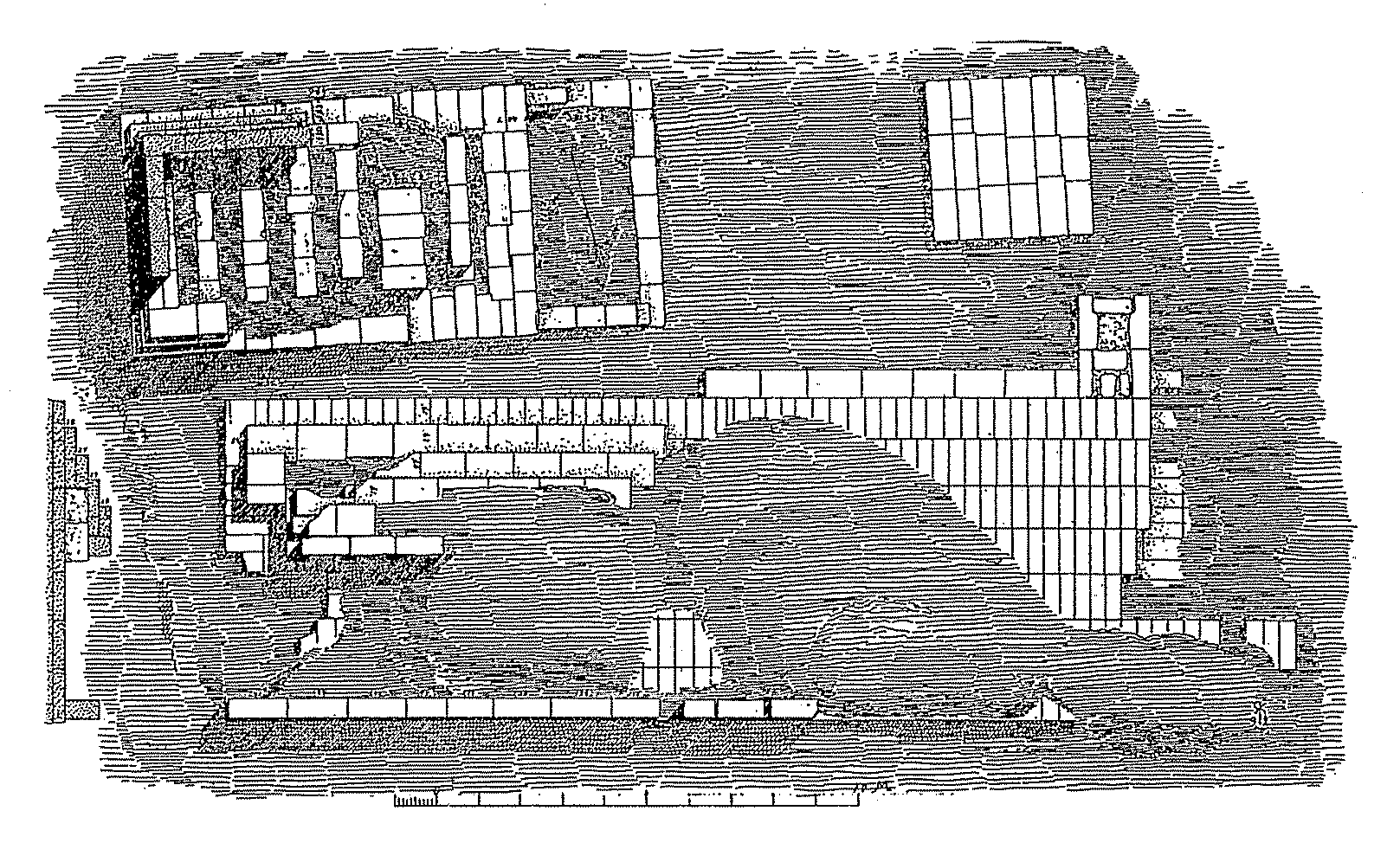
神殿Bの平面図 （左上）と正方形の祭壇(Koldewey, 1899)

祭壇の右横にはヘレニズム期の神殿Bが建つ。神殿は8.4 x 4.6メートルと小さく、状態も悪い。この神殿はプロスタイル（前柱廊式）のポルチコを持ち、柱は4本で9段の階段があり、その奥にプロナオスとナオスがある。1824年には、まだ多色のスタッコが明瞭に視認できた。おそらくは紀元前250年前後に建設されたもので、セリヌスが放棄される直前のものである。紀元前409年にセリヌスは一旦破壊され、その後再建されてはいるが、この神殿はその間に建設された唯一の宗教施設である。その目的はあいまいである。以前にはセリヌスの湿地帯を資材を投げ打って改良したエンペドクレスのヘローン（廟）と信じられていたが、現在では建設時期からその説は否定されている。現在ではヘレニズムの影響を受けたカルタゴの宗教、おそらくはデメテルかアスクレーピオス - エシュムン（en）の神殿と推定されている。

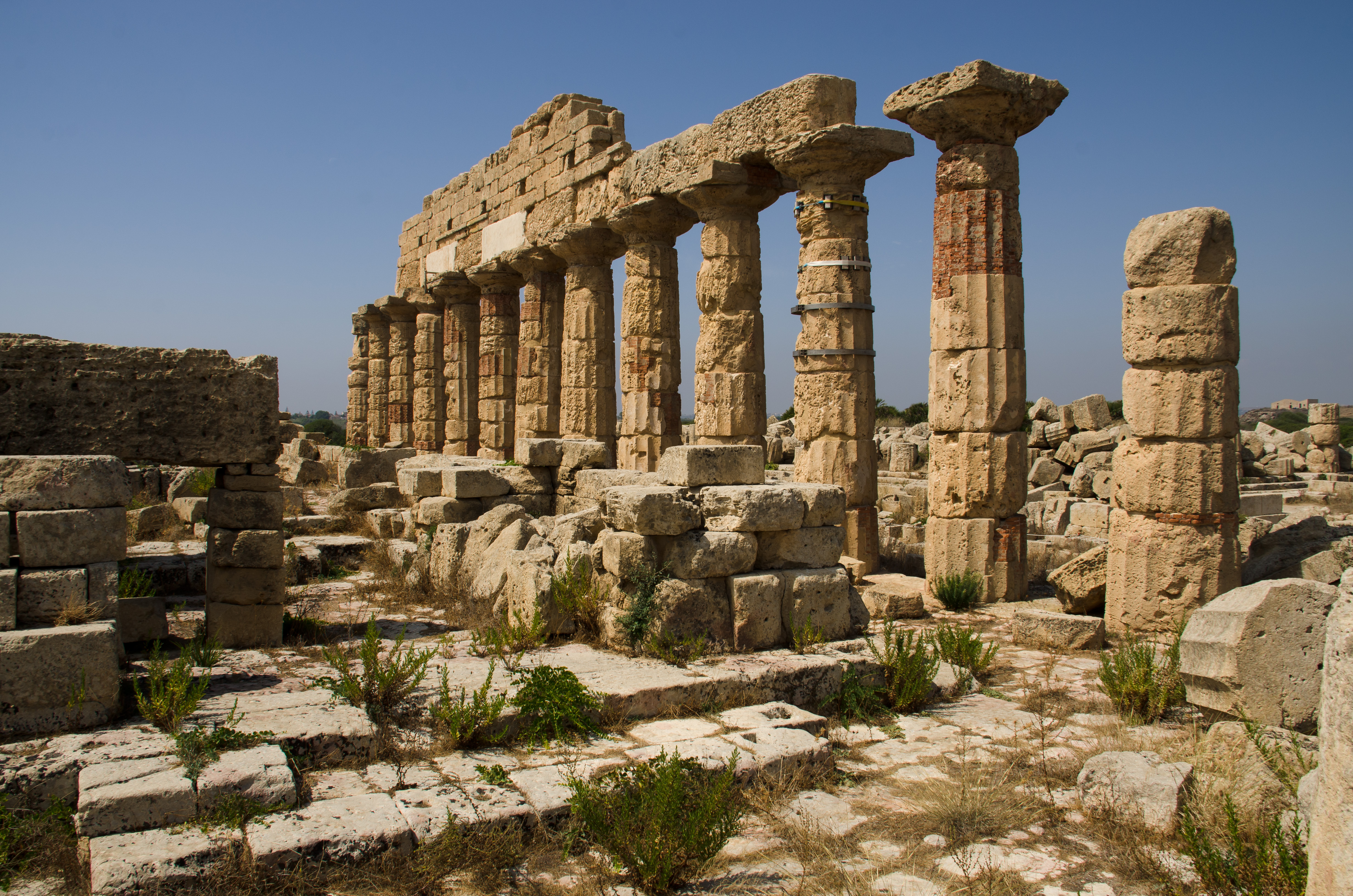
神殿C

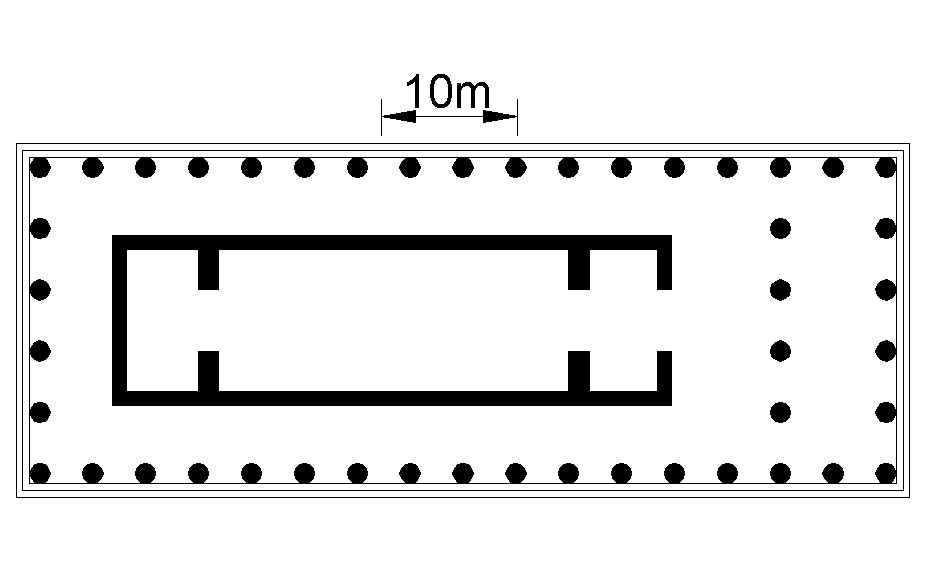
神殿Cの平面図

神殿C（en）はこの地区では最も古く、紀元前550年に建設されたものである。1925年-27年にかけて北側の17本の円柱のうち14本が、エンタブラチュアの一部と共に再建されている。24 x 63.7メートルのペリスタイルと 6 x 17の円柱配列（高さ8.62メートル）を持つ。階段を8段上ると2列目の柱を持つポルチコに達し、プロナオスにつながる。その背後には、ナオスとアディトンが細長い単一の構造体として設けられている（アルカイック形式の特徴である）。これは基本的には東の丘の神殿Fと同じフロアプランである。典型的なドーリア式神殿からいくつかの実験的試みあるいは変更が行われているが、それらは後には標準的なものとなっている：円柱は太くて巨大であり（何本かは一つの石材で作られている）、エンタシスは無く、円柱の溝の数にはバリエーションがあり、柱間幅も変わり、四隅の円柱は他のものより直径が大きい、等である。この神殿から発見された遺物には：コーニスの装飾に使われていた赤、茶色、紫の多色テラコッタの一部、ペディメントを飾っていた高さ2.5メートルのゴルゴンの頭、ゴルゴンを倒すペルセウスを意味する3つのメトープ、ケエルコプスを捕らえたヘラクレス、アポローンのカドリーガ（4頭立ての戦車）の正面図、などがある。これらは全てパレルモの考古学博物館に展示されている。碑文から全てアポローンのもの、あるいはヘラクレスに捧げられた数百の印章が発見されていることから、神殿Cはおそらく収蔵庫として使われていたと思われる。
神殿Cの東には長方形の大祭壇（長さ20.4メートル×幅8メートル）があり、基礎と何段かの階段が残っている。その後にヘレニズム期のアゴラがある。少し離れたところに、ドーリア式ポルティコ（長さ57メートル、深さ2.8メートル）に接してアクロポリスの支持壁の一部を見下ろす家とテラスの遺跡がある

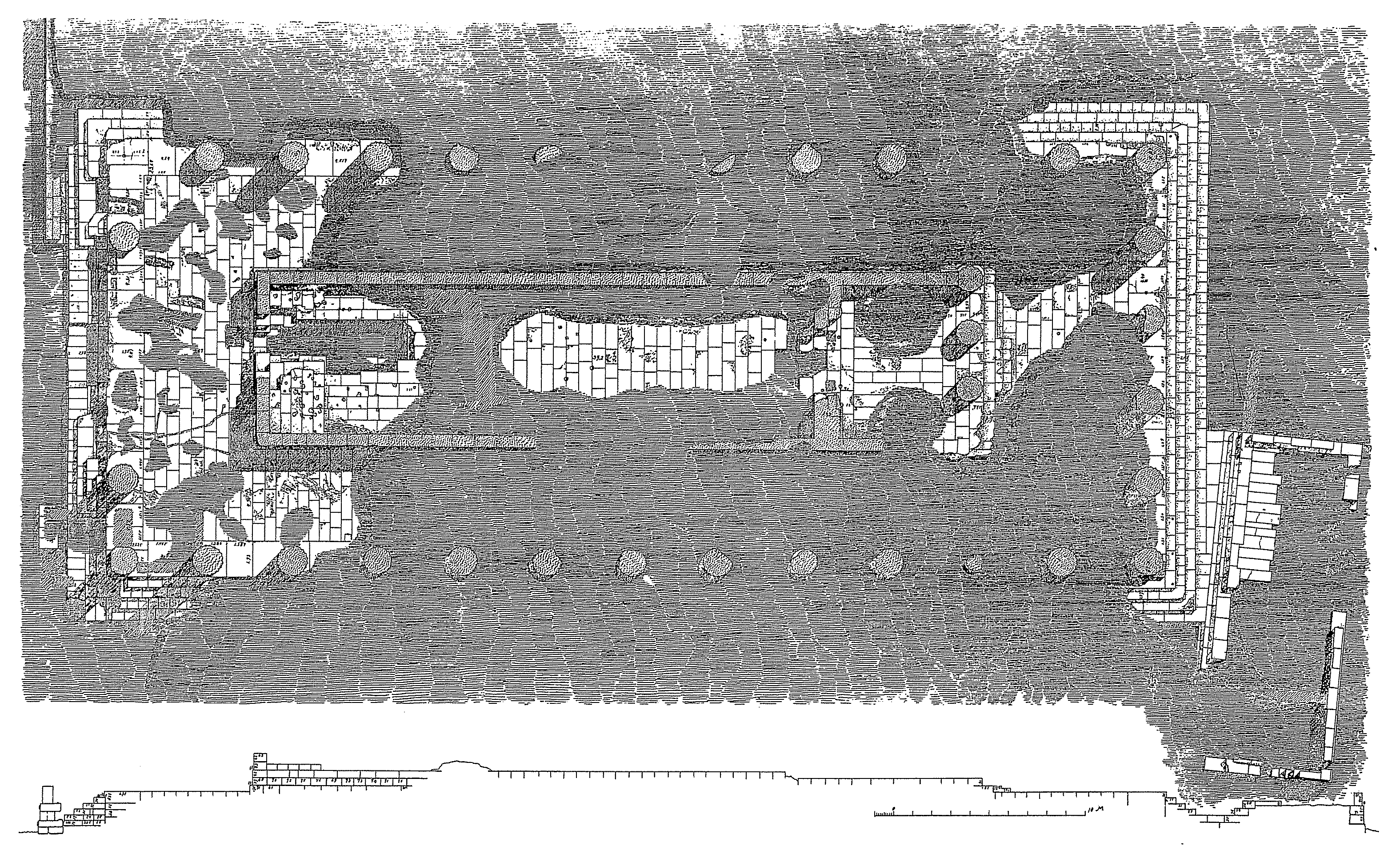
神殿Dの平面図 (Koldewey, 1899)

次の神殿Dは紀元前540年に建設されている。西面は南北に走る大通りに面している。ペリスタイルは24メートル x 56メートルで、6 x 13本の円柱配列（高さ7.51メートル）を持つ。プロナオスはイン・アンティス形式で、細長いナオスがあり、一番奥にアディトンがある。神殿Dは神殿Cより標準化されているが（円柱はやや傾いており、より細く、エンタシスを持っている）、円柱間の長さおよびその直径が一定でないこと、円柱に溝の数などアルカイック様式の特徴もある。神殿Cと同様に、ナオスとペリスタイルの舗装には多数の円形または四角形の窪みがあるが、これらの目的は不明である。その碑文から、神殿Dはアテーネーに捧げられたものと思われるが、アプロディーテーの可能性もある。外部の大きな祭壇の向きは、神殿の軸とは一致しておらずが、南西の角にずれて位置している。このことから、かつては同じ場所に古い神殿が違う向きで建っていたことを示唆している。

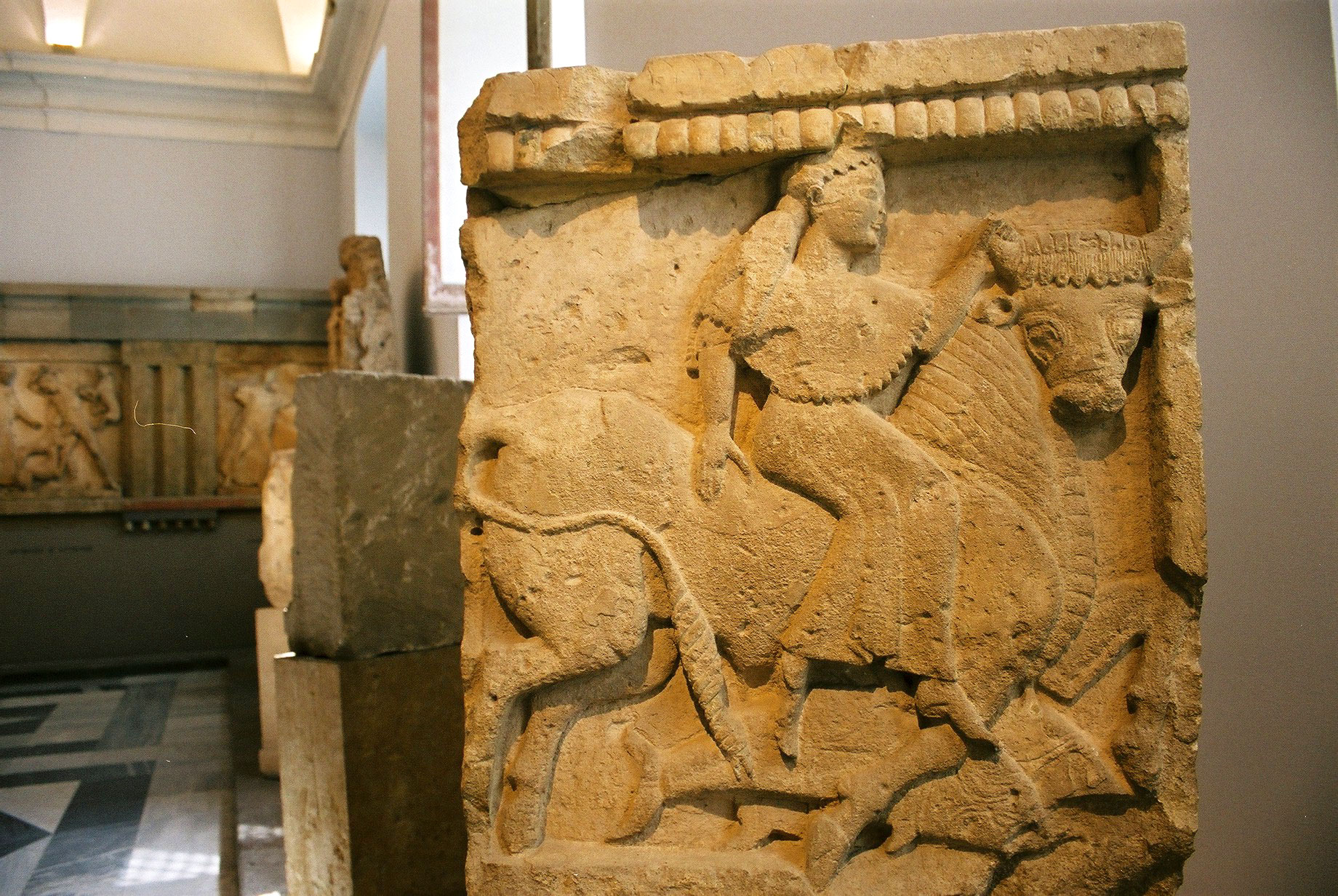
雄牛に乗るエウローペー：神殿Yのメトープ（装飾板）

神殿Dの東には、小さな祭壇があり、これはアルカイック形式の神殿Y（または小メトープの神殿）の地下室の正面にあたる。復元されたメトープ（装飾板）は、高さ84センチメートルで、紀元前570年に遡ることができると思われる。それはしゃがんだスフィンクス、デルフォイ三神（レートー、アポローン、アルテミス）の正面図、牡牛（ゼウスが化けた）に乗るエウローペーを描写したものである。残り二つのメトープは紀元前560年頃のもので、ヘルモクラテスが城壁を修復した際（紀元前408年）に利用したものである。それらはデーメーテールとコーレー（またはヘーリオス、アポロ、セレーネー）が乗る4頭立ての戦車と、エレウシスの密議と3人の女性（デーメーテール、コーレー、ヘカテーまたはモイライ三女神）。これらもパレルモの考古学博物館に保管されている。
神殿Cと神殿Dの間にはギリシア・カルタゴ時代の石材を再利用した5世紀のビザンチン村の廃墟がある。いくつかの家が神殿Cの倒れた円柱に押しつぶされていることから、セリヌスの神殿を破壊した地震が中世に発生したことがわかる。
アクロポリス北部には、南北に走る大通りを挟んで二つの区域があるが、紀元前409年の破壊後にヘルモクラテスが修復している。家は大きくなく、回収した材料で建てられている。十字架が刻まれているものもあり、後にキリスト教の建物として使用されたか、あるいはキリスト教徒が住んでいた可能性がある。
アクロポリスの最北端には、アクロポリス防衛のために壮大な要塞建造物がある。アクロポリスの城壁に並行して三階建ての長いギャラリー（屋根付き通路）が建設されていた。ギャラリーには多数の弓狭間があり、アーチ天井の連絡通路を通って兵は直ちに移動できる。さらには防衛用の深い空堀がある。ギャラリーの西端、東端（北側に突出）には半円形の塔がある。北側の塔（地下に武器庫がある）の外側には、東西に走る塹壕への入り口がある。要塞建造物のほんの一部のみが旧市街に属しているが、これは主に紀元前4世紀のヘルモクラテスの修復と、紀元前3世紀の修復の際のものである。神殿の建材が要塞に再利用されていることから、紀元前409年にセリヌスが破壊された際に、いくつかの神殿も破壊されたことを示している。

### マヌッツァ丘
アクロポリスの北側のマヌッツァ丘の現代の道路は、巨大な台形をした古代のアゴラの境界を巡っていると思われる。全体が住居区域でヒッポダモス式の都市計画に従っており（航空写真による再現）、アクロポリスの向きと比較すると、やや傾いている。インスラ（街区）は190 x 32メートルと南北に細長く、元々は壁で囲まれていた。この地域の系統的な発掘は行われていないが、何回かの試掘の結果、セリヌスの建設時点（紀元前7世紀）から住居地域として使われており、すなわち街の規模が後日に拡大したものではないことが確認された。
紀元前409年のセリヌスの破壊跡、この区域に再入植は行われなかった。ヘルモクラテスの支持者達も、より防御しやすいアクロポリスにのみ居住していた。1985年に丘の上で凝灰岩の構造物が発見されたが、紀元前5世紀の公共建築物と思われる。居住区域を越えたさらに北側には、ネクロポリスが2箇所ある。マヌッツァとより古いものがガレラ-バグリアッツォにある。

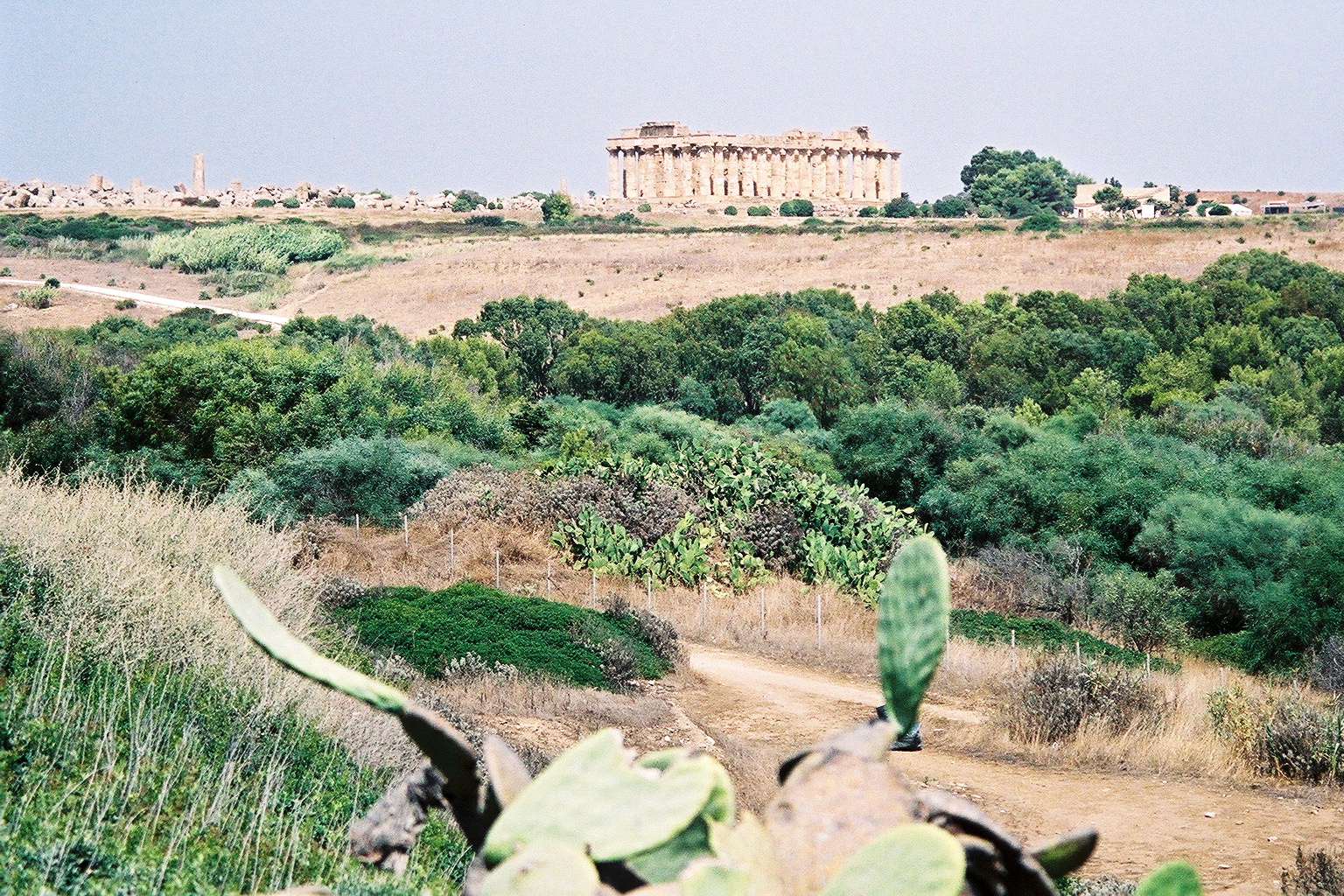
セリヌスの東の丘

### 東の丘
東の丘には3つの神殿がある。これらの神殿は同じ地域にあり、かつ南北に並んで建てられてはいるが、神殿Eと神殿Fの間は壁で隔てられているため、一つの聖域内の神殿複合体（テメノス）では無いと思われる。この神殿複合体は、セリヌスの母都市（正確には祖母都市）であるメガラのアクロポリスの西側斜面と極めて類似性が高く、これらの神殿が誰にささげられたものかを推定することができる。

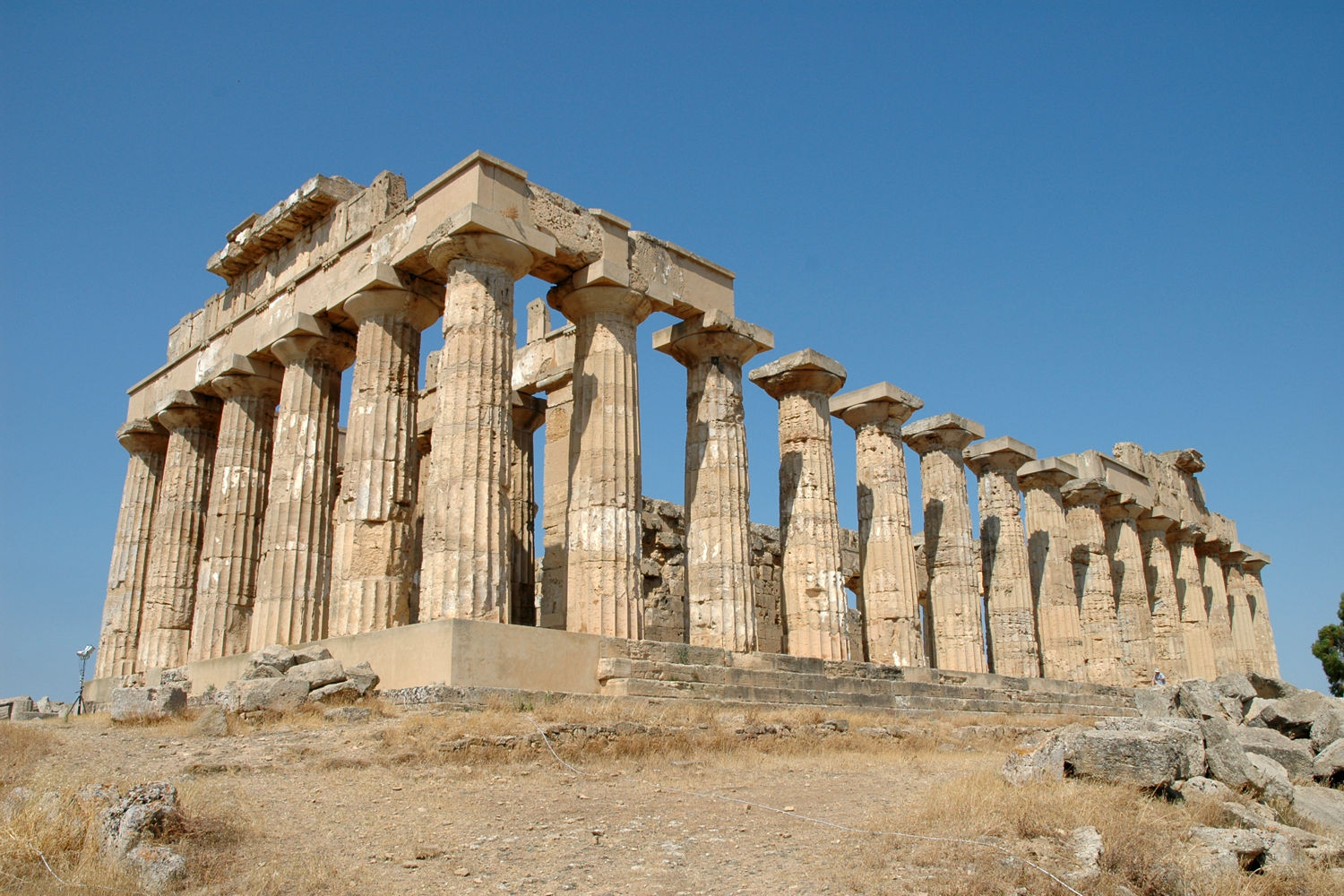
神殿E。ヘラ神殿とも呼ばれている

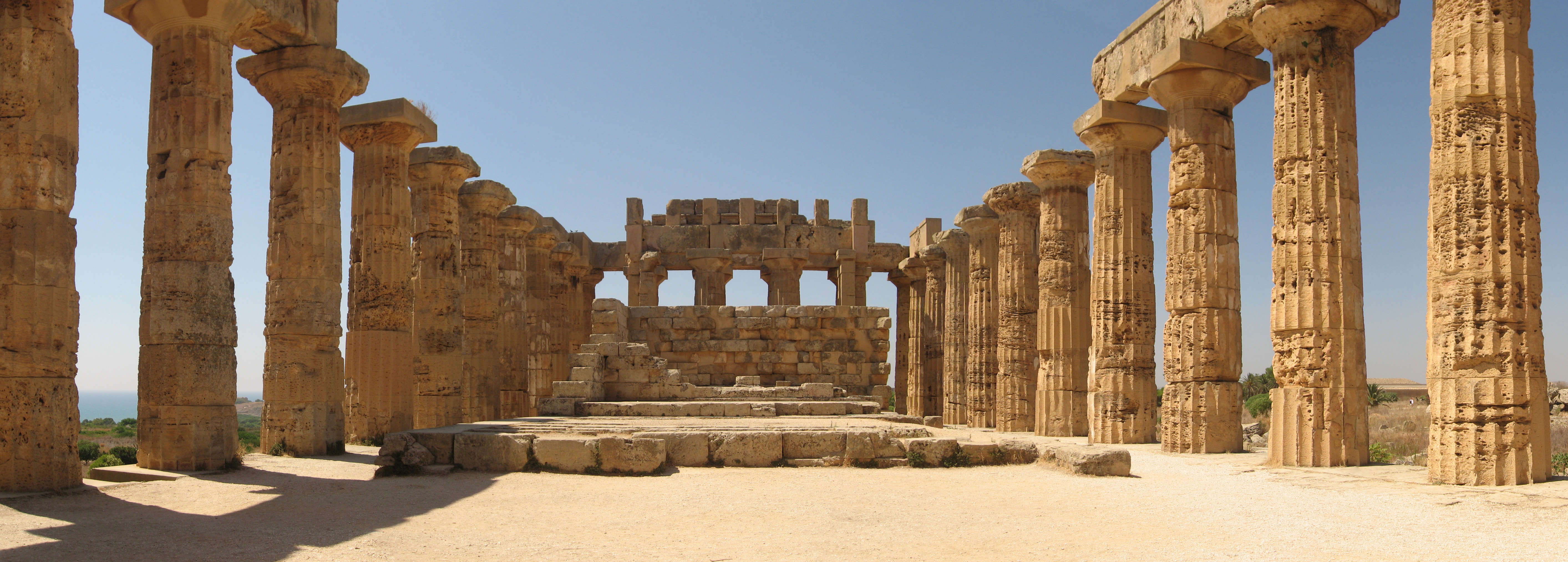
内部から見た神殿E

神殿E（en）はこの三つの中で最も新しく、紀元前460年-紀元前450年頃に建設されており、アクロポリスの神殿Aと神殿Oとの類似性が高い。現在の姿は1956年から1959年にかけて実施されたアナストリシス（en、オリジナルの素材を用いた修復）の結果である。ペリスタイルは 25.33 x 67.82 メートル、6 x 15本の円柱配置（高さ10.19メートル）で、外観化粧用のスタッコの跡が多く残っている。神殿の各部屋の高さがそれぞれ変わるという特徴を有している。10段の階段を登ると東側の入り口がある。イン・アンティス形式のプロナオスに続き、6段の階段を登ってナオスに入る。ナオスの背後のアディトンまでにはさらに6段の階段がある。アディトンの背後には、壁で隔てられてイン・アンティス形式のオピストドモス（宝物庫）がある。ナオスの壁の上方のドーリア式のフリーズには人を描写したメトープがある。顔および女性の肌が露出した部分は高級な純白のパリアン大理石（en）で作られており、残りの部位は地元産の石材が使われている。
メトープの内4つが復元されている：アマゾーンの女王アンティオペーを倒すヘラクレス、ヘーラーとゼウスの婚姻、アルテミスの猟犬に襲われるアクタイオーン、ギガントマキアーでエンケラドスを倒すアテーナー、である。小さな破片が見つかっているものは、アポローンとダプネーと推定されている。これらはパレルモの考古学博物館に保管されている。近年お神殿Eの内部および地下の試掘の結果から、以前には2つの神聖な建物があり、その一つは紀元前510年に破壊されたことが判明した。奉納された石碑の碑文から神殿Eはヘラに捧げられたものと分かるが、何人かの学者は構造的な類似性からアプロディーテーの神殿と推定している。

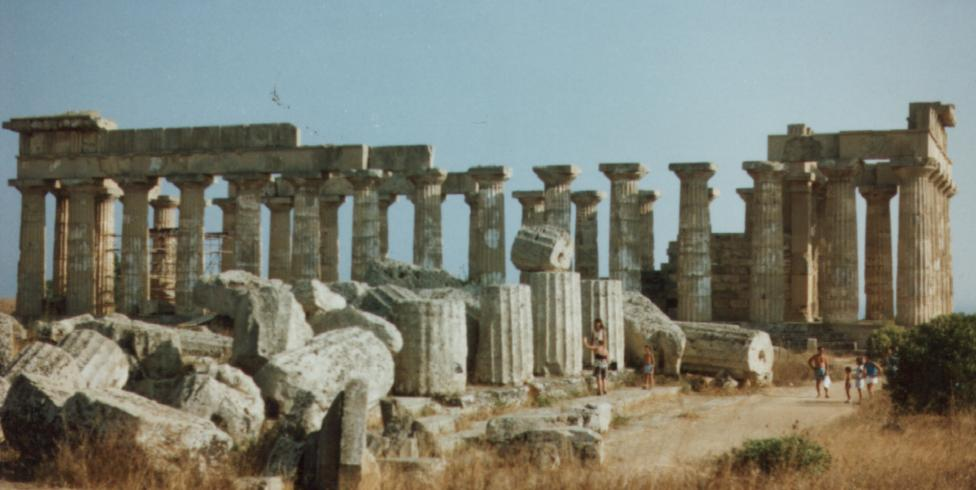
東の丘：前が神殿F、後ろが修復された神殿E

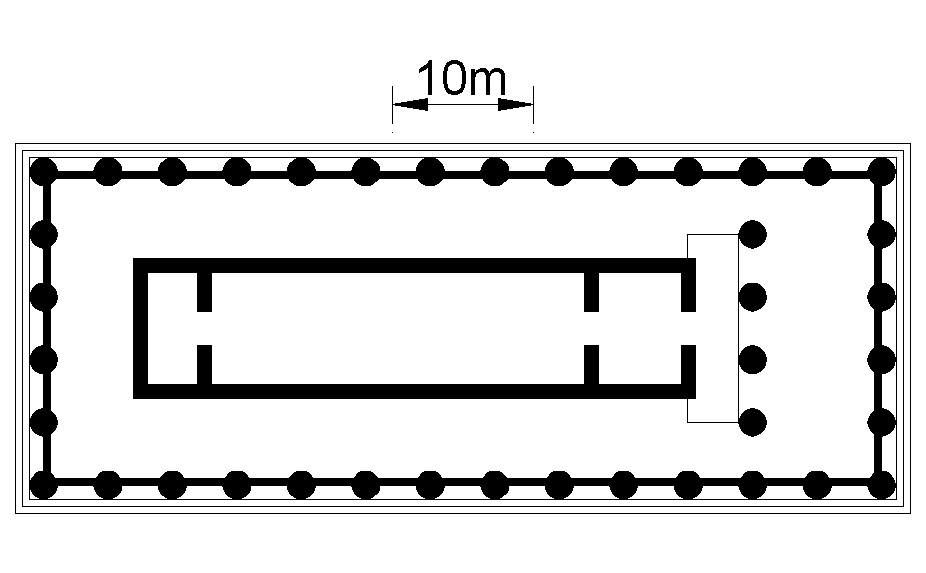
神殿Fの平面図

神殿F（en）は最も古く、最も小さな神殿で紀元前550年から紀元前540年の間に、神殿Cをモデルとして建てられた。3つの神殿の中では最もひどく略奪されている。ペリスタイルは24.43 x 61.83メートル、6 x 14の円柱配置（高さ9.11メートル）で、円柱の間のスペースに石の遮蔽物（高さ4.7メートル）があり、そこに付け柱と台輪を有する偽のドアが描かれている。実際の入り口は東端にある。この遮蔽物の目的は不明である、ギリシア神殿の中では珍しい。奉献物を守り、特定の儀式（ディオニソスの密議など）を意図しない人物から見られないようにするための物ではないかと考える者もいる。内側には円柱の第2列が立つポルチコと、プロナオス、ナオス、アディトンが細い単一の構造物の中にある（アルカイック期の形式である）。
東側では後期アルカイック形式のメトープ（紀元前500年）が、1823年の発掘で発見されている。アテーナーまたはディオニソスが二人の巨人を倒すところが描写されている。現在ではこのメトープはパレルモの州立考古学博物館に保管されている。学者は神殿Fをアテーナーもしくはディオニソスに捧げられたものと考えている。

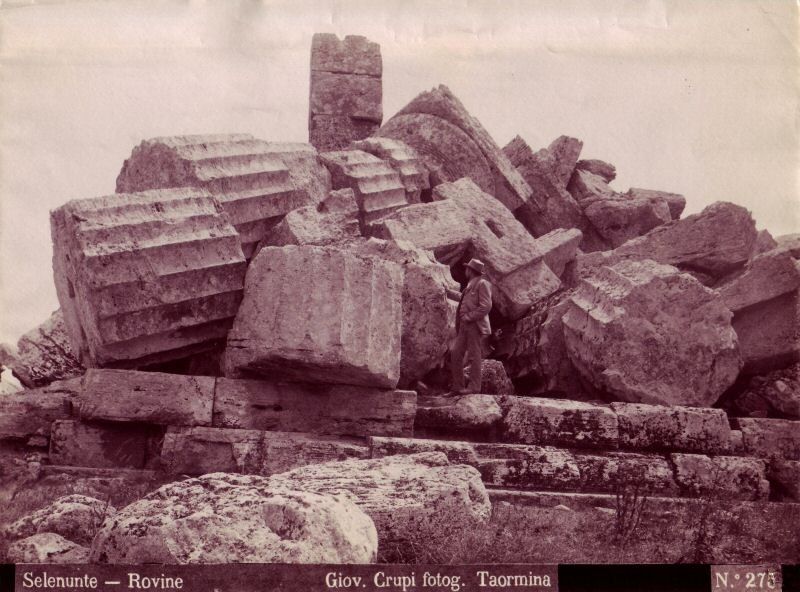
神殿Gの古い写真（1925年以前）

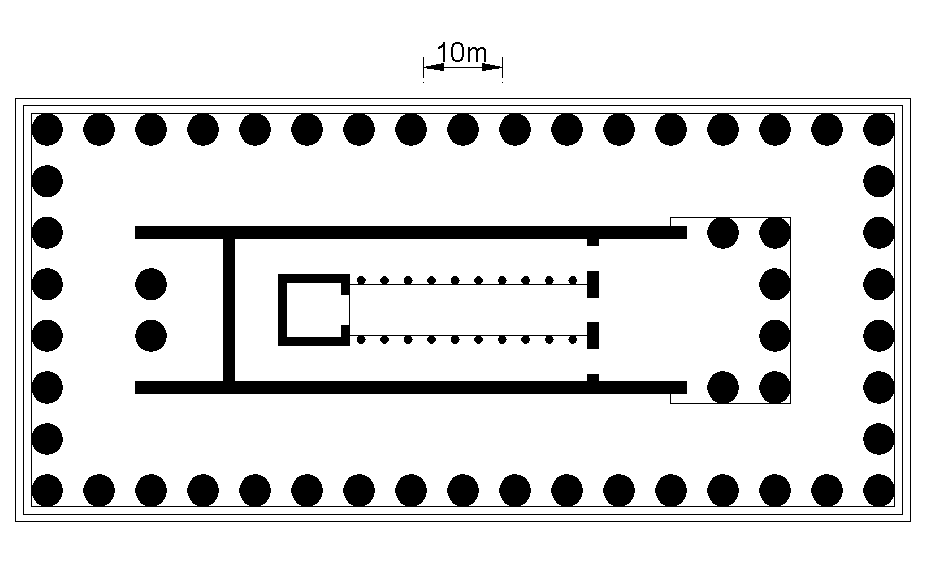
神殿Gの平面図

神殿G："lu fusu di la vecchia"

神殿G（en）はセリヌスで最も大きな神殿（長さ113.34メートル、幅54.05メートル、高さ30メートル）でギリシア世界の中でも最も大きな神殿の一つである.。紀元前530年から建設が始まり、紀元前409年時点でもまだ建設途中であった（建設が長い期間に渡ったため、複数の異なる様式が採用されている。東側はアルカイック様式で、西側は古典様式である）。いくつかの円柱には溝がなく、10キロメートル離れたキャヴェ・ディ・クーサに同じサイズの円柱の一部が転がっている。

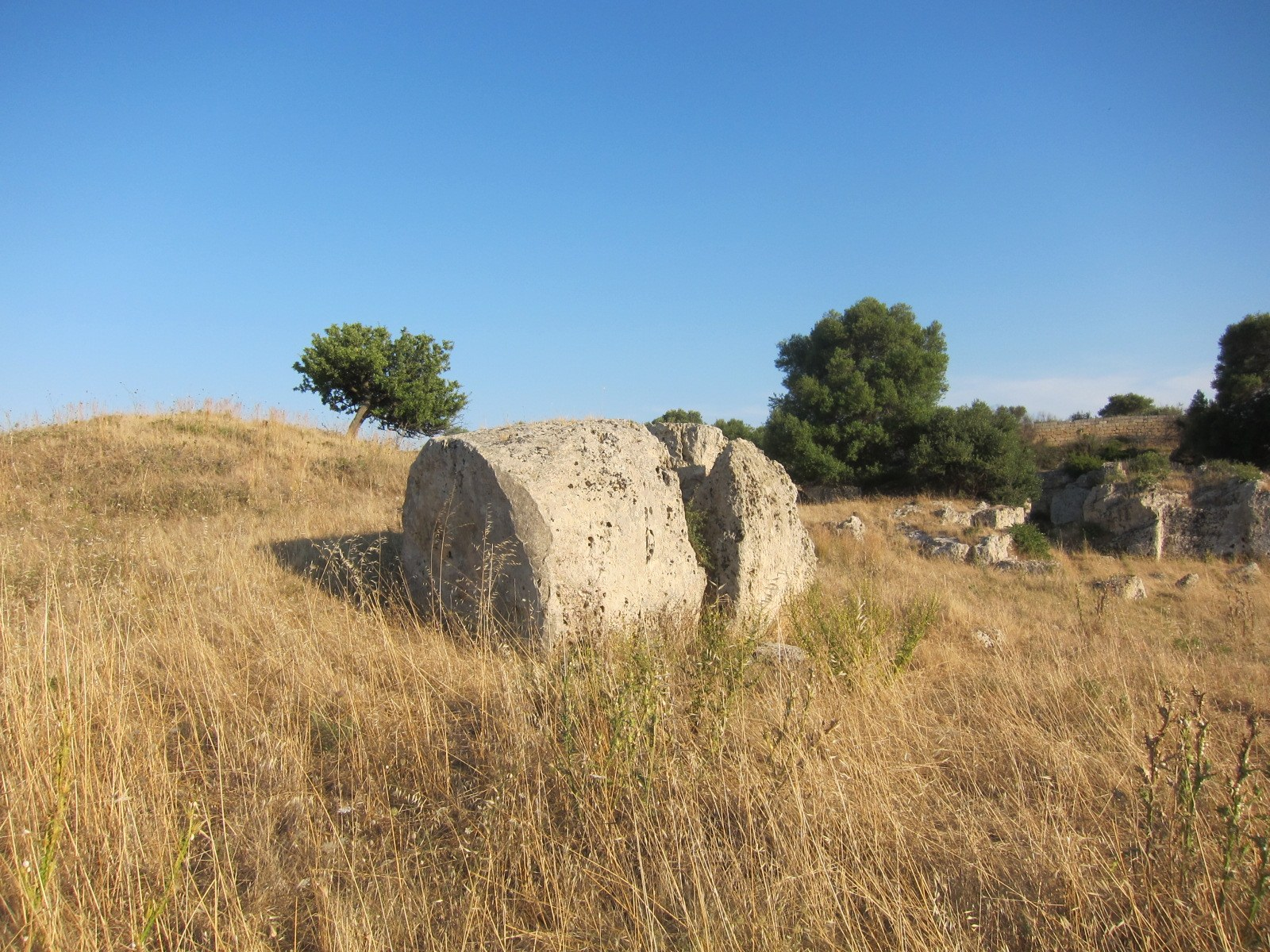
運搬途中の神殿Gの円柱の一部

現在は瓦礫となっているが、本来は8 x 17の円柱（高さ16.27メートル、直径3.41メートル）配置のペリスタイルで、1832年に修復された1本の円柱みが立っている。この柱はシチリア語で“lu fusu di la vecchia”（古代の柱の場所）と呼ばれている。プロナオスは前面に四本の円柱を並べたプロステュロス形式である。ナオスは最後部が付け柱となったアンタエ（壁端柱）で仕切られており、プロナオスからは前面3箇所の扉で出入りする。ナオスは非常に大きく、上部は開放されており、3本の廊下で分けられていた。両側は各階が10本の細い支柱で支えられた3階建ての屋根つきギャラリーで、天井室につながる二つの並行した階段があった。中央の廊下には屋根が無かったと思われる。中央廊下の後部にはアディトンがあり、壁でナオスと仕切られている。アディトン内部からは傷ついたあるいは瀕死の巨人の胴体と、「セリヌスの大テーブル」として知られる重要な碑文が発見されている。後部には、イン・アンティス形式のオピストドモス（宝物室）があり、ナオスからは直接出入りできないようになっている。遺跡の中で特に注目すべきは、スタッコで化粧された何本かの完成した円柱と、側部に蹄鉄型の溝を持ったエンタブラチュアのブロックである。この溝にロープをかけてエンタブラチュアを引き上げた。神殿Gは都市の宝物庫として機能し、碑文からはアポローンに捧げられたものと思われるが、最近の研究ではゼウスの神殿とも示唆されている。
丘の麓、コットーネ川の河口には「東港」があり、内部の幅は600メートル以上で、アクロポリスを守る防波堤があったと思われる。紀元前4世紀および3世紀に拡張され、また南北向きの埠頭が作られた。セリヌスの二つの港は現在では堆積してしまっているが、セリヌス川河口の「西港」が主力の港であった。
城壁の外側の広い段丘には、貿易、商業および港湾管理専門の区域があった。
現在のマリネッラ村の北部には、ブッファのネクロポリスがある。

### ガッゲラ丘とマロフォロスの聖域
アクロポリスからモディーネ川に沿って西の丘（ガッゲラ丘）に向かう道がある。

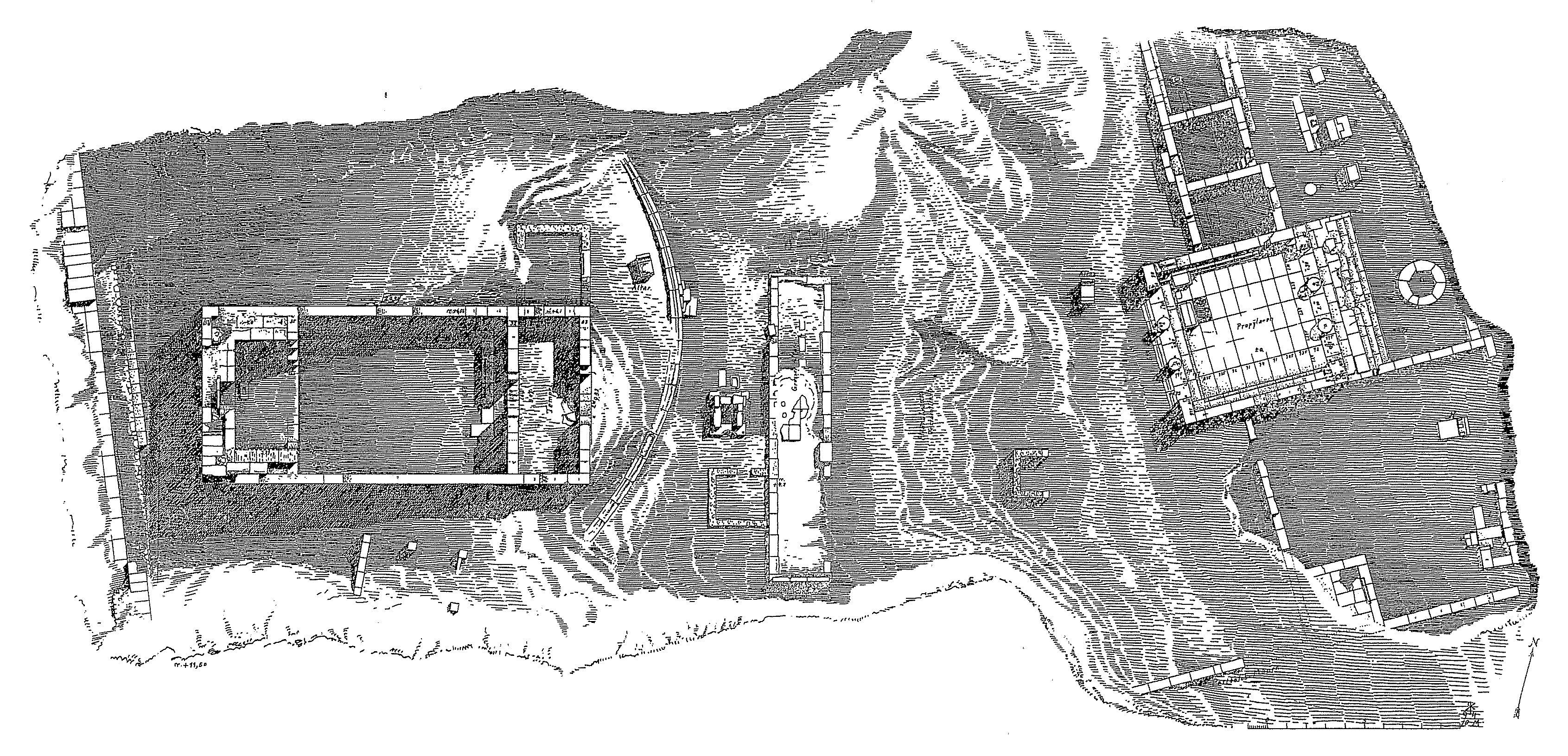
マロフォロスの聖域の平面図 (Koldewey, 1899)

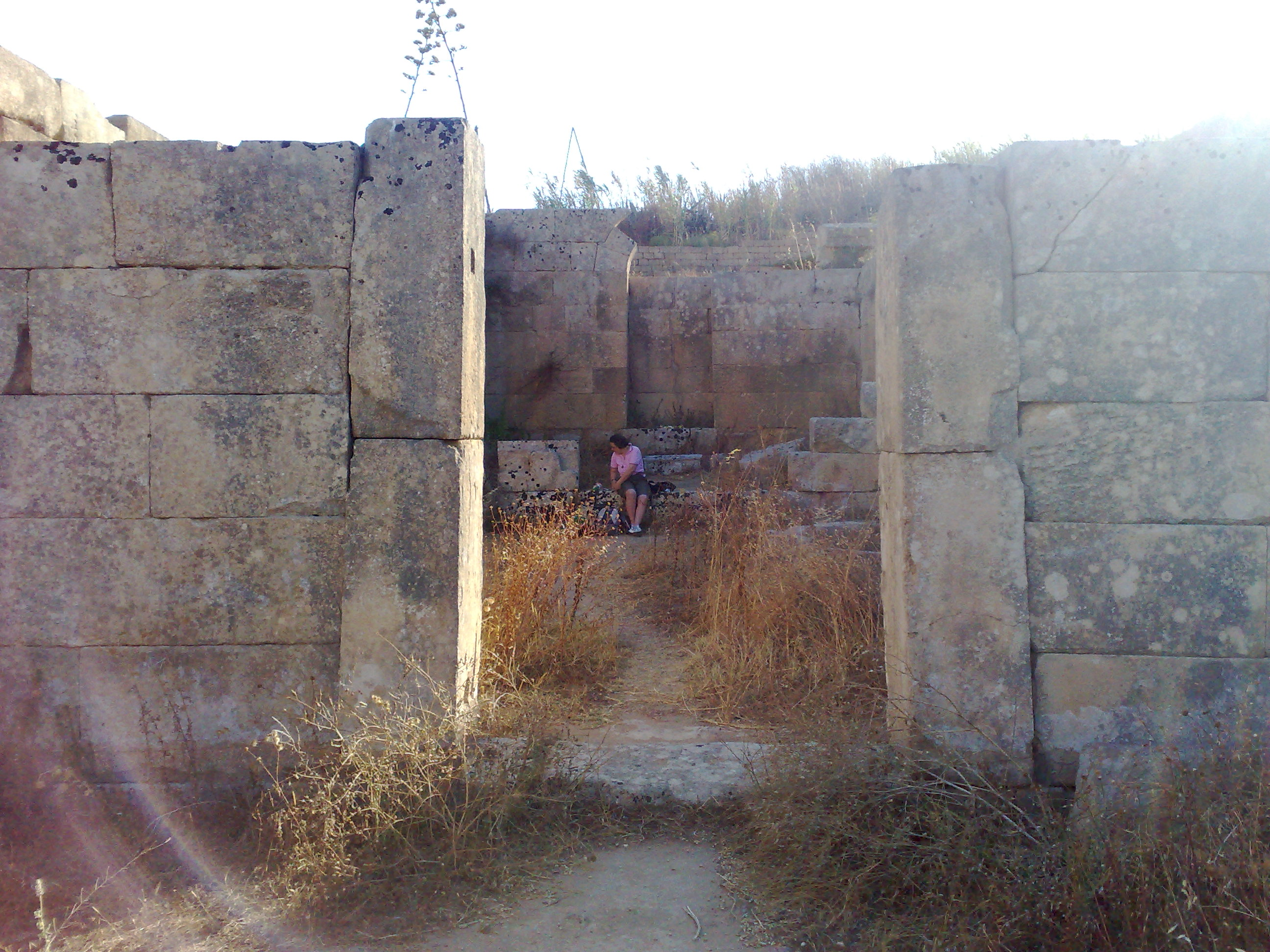
マロフォロスのメガロン

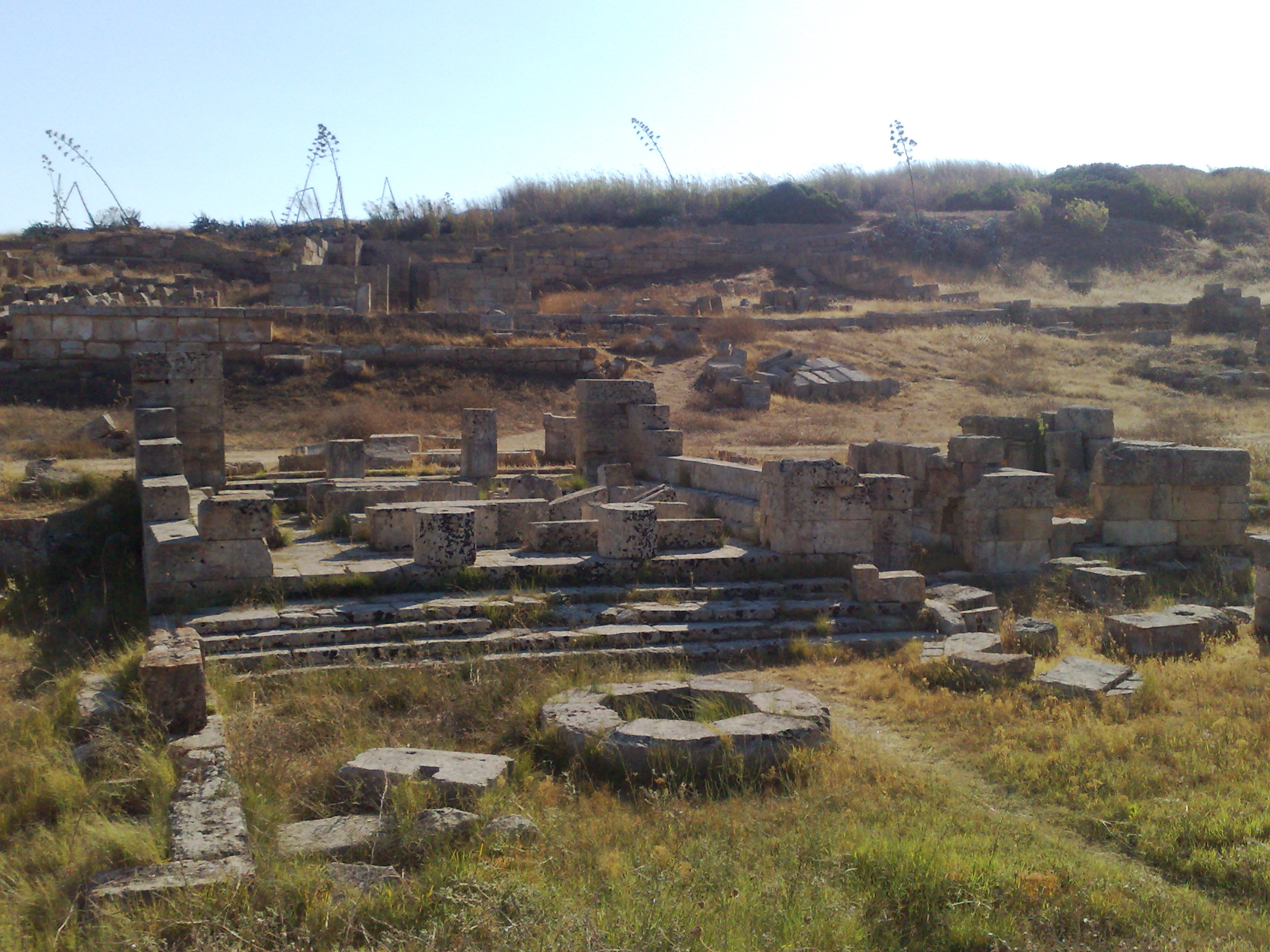
ヘカテー神殿

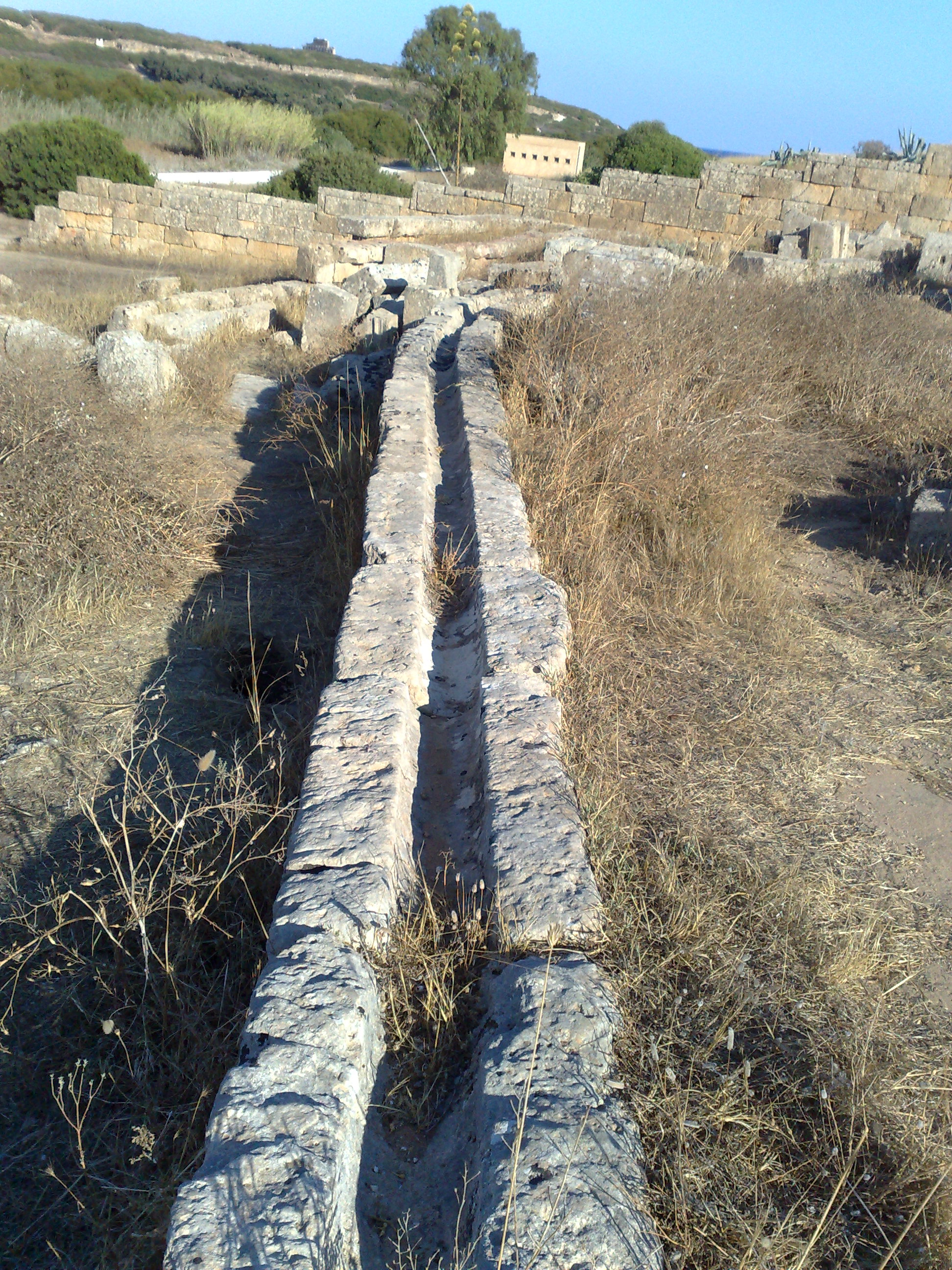
長い用水路

ガッゲラ丘の上には、1874年から1915年にかけて発掘された、豊穣の女神デメテールに捧げられた非常に古い聖域があり、現在でも上空からのでその痕跡がはっきりと確認できる。この複合体の保存状態は様々であるが、紀元前6世紀に丘の斜面に建造されており、おそらくはマニカルンガのネクロポリスが作られる以前には葬儀場所として用いられていたと思われる。当初、この場所には建物はなく、宗教儀式の祭壇として使用された広場であった。その後神殿が建てられ、周囲を高い壁で囲って、聖域（テメノス）に転換された。テメノスは60 x 50メートルの長方形の壁で囲われた領域で、東側にイン・アンティス形式の長方形のプロピュライア（紀元前5世紀に建築）があり、そこから内部に入るようになっていた。プロピュライアの北側、壁の外側には壁に沿って巡礼者のための椅子がある長い屋根付きポルチコ（ストア）があった。テメノス内部には、中央に大きな祭壇（16.3 x 3.15メートル）があり、その上には生贄の骨等の灰が高く積みあがっていた。テメノスの奥側（西側）にはメガロン形式（20.4 x 9.52メートル）のデメテール神殿があり、クレピドーマ（en、階段状の基壇）や円柱は無いものの、プロナオス、ナオス、後部に壁龕を持つアディトンを有する。プロナオスの北側には長方形のサービスルームが取り付けられている。神殿の南側には、用途不明の正方形および長方形の構造物がある。祭壇と神殿の間には、近くの泉から聖域に水を供給るための、岩を彫った用水路が北側から流れている。用水路と祭壇の間に正方形の窪みがある。壁の北側には、後世に建てられた、テメノスの外側と内側が開放された二つの部屋を持つ建造物があり、これが第二の入り口として機能していた。南西方向に拡張部があり、その端には前アルカイック期の祭壇の残存が認められる。南側の壁は斜面の地盤沈下に対応するために何度も補修されている。プロピュライアの南側、即ちテメノスの南東部にはそれと隣接してヘカテー女神専用のテメノスがあった。このテメノスは正方形で、入り口近くの東の角に神殿があり、南西の角には目的不明の舗装された正方形のスペースがある。
北側15メートルには、ゼウス・メリキオス（シケリアの地方信仰で、優しいゼウスという意味）およびパシクラテイア（ペルセポネー）に捧げられた別の正方形（17 x 17メートル）のテメノスがあり、かなりの遺物が残っているが、紀元前4世紀末に建てられた建造物を正確に推定するのは困難である。周囲を囲む壁と、様々な種類の支柱が両側にあり、小規模（5.22 x 3.02メートル）のイン・アンティス形式のプロスタイルを持った神殿が後方にある。この神殿の支柱はドーリア式であるが、エンタブラチュアはイオニア式である。
テメノスの外部、西側には、上部に二人の神（一人は男神、もう一人は女神）が薄く彫られた小さな石碑が多くある。それらに沿って、灰や奉納物が発見されているが、これはギリシアの宗教であるクトニオス（en、冥界）とカルタゴの宗教が融合していた証拠である。
マロフォロスの聖域からは非常に多くの遺物が発見されているが、それらには神話のシーンが彫刻されたレリーフ、紀元前7世紀から5世紀にかけての約12,000点のテラコッタ製の奉納用の人形、デメテールとおそらくタニトを描く大きな胸像型の香炉、大量のコリント式陶器、聖域のの入り口にあるペルセポネーの略奪を描いたレリーフ、等があり全てパレルモの博物館に保管されている。キリスト教関連の遺物、特にXPのモノグラム（コンスタンティヌス1世が使い始めたもので、ギリシア語でキリストの最初の2文字）が描かれたランプは、この聖域跡に3世紀から5世紀のにキリスト教の宗教コミュニティが存在していたことを証明している。
ガッゲラ丘をもう少し登ると、マロフォロスの聖域に水を供給していた泉がある。その50メートル下流には、一時は神殿と思われていた（神殿Mと呼ばれていた）建物があり、実際には大きな噴水であった。長方形（長さ26.8メートル、幅10.85メートル、高さ8メートル）の建物で、正方形のブロックで建築され、内部には貯水槽があり、支柱のあるポルチコが地上から4段高くなった吐水部分を覆っており、前方には大きな舗装部分があった。発見された建築用テラコッタから、建物は紀元前6世紀半ばのドーリア式のものでると思われる。アマゾーン戦争を描いたメトープの破片が付近で発見されているが、これはこの建物のものではない。この建物のメトープはもっと小さく、フラットである。聖域から数百メートル離れた所に別のメガロンが、最近発掘されている。

### ネクロポリス

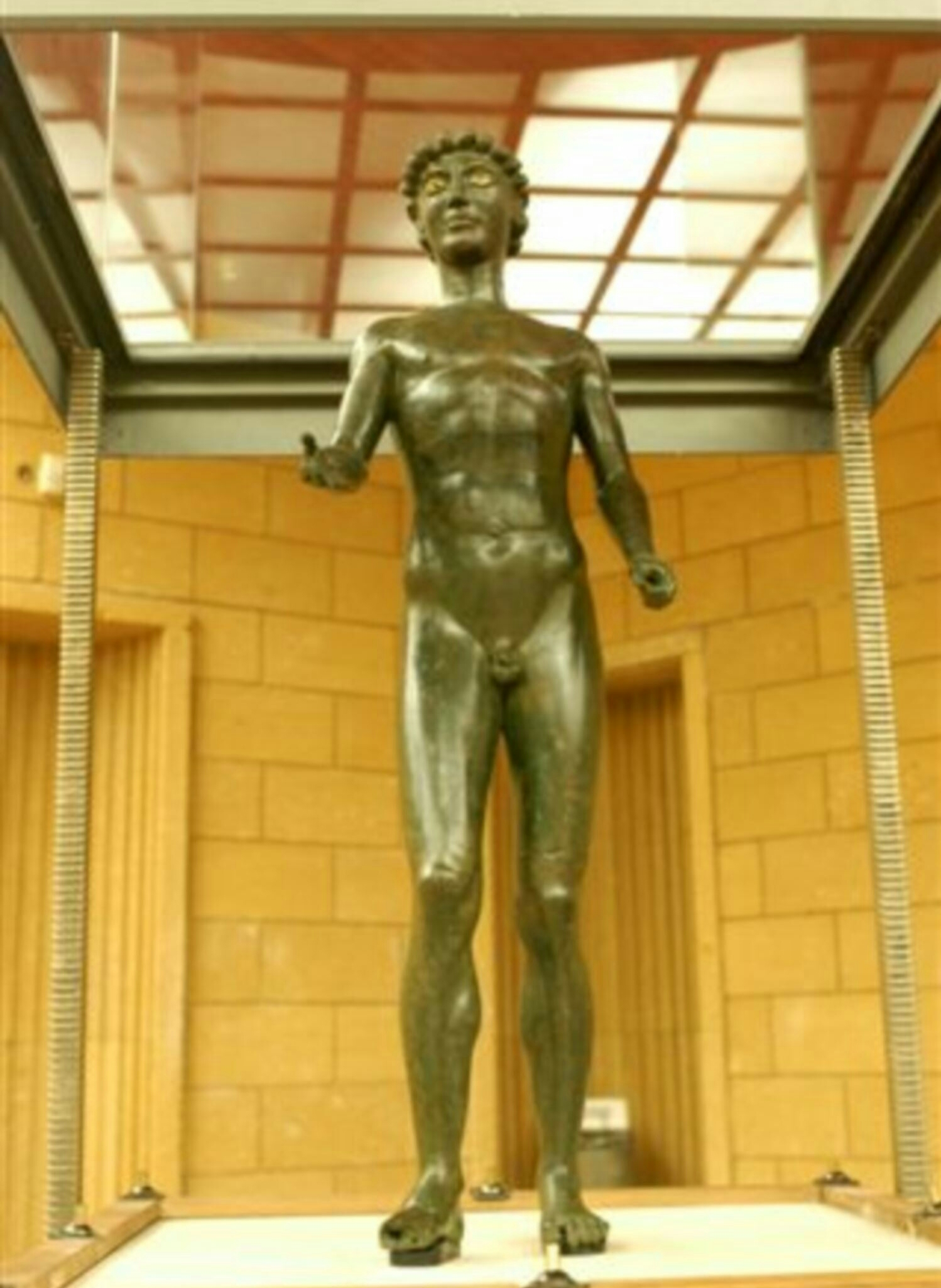
セリヌスのエフォーベ（青年）

セリヌスの周辺にはいくつかのネクロポリスが確認されている。
- ブッファ（紀元前7世紀末から紀元前6世紀）：東の丘の北側。この区域には、テラコッタ、花瓶、動物遺骸（おそらく生贄）が発見された三角形の奉納溝（25×18×32メートル）がある[34]。
- ガレラ・バグリアッツォ（紀元前6世紀）：マヌッツァ丘の北側。ここの石灰層に掘られた墓には、単一ではなく様々な種類の副葬品が発見されている。1882年にセリヌスのエフォーベと呼ばれる彫像がここから発見されている。現在カステルヴェトラーノの市民博物館に展示されている[34]。
- ピピオ・ブレスキアーナおよびマニカルンガ・ティンポーネ・ネロ（紀元前6世紀から紀元前5世紀）：ガッゲラ丘の西側、セリヌスで最も大きなネクロポリス。市内中心部からの距離を考えれば、それが市の墓地か郊外地域の墓地かどうかは明らかではない。遺体をそのまま埋葬した痕跡だけでなく、火葬が行われていたことを示すアンフォラとピトスも発見されている。テラコッタあるいは石灰岩で作られたサルコファガス（装飾が施された棺）や、棺室も発見されている[34]。

### キャヴェ・ディ・クーサ

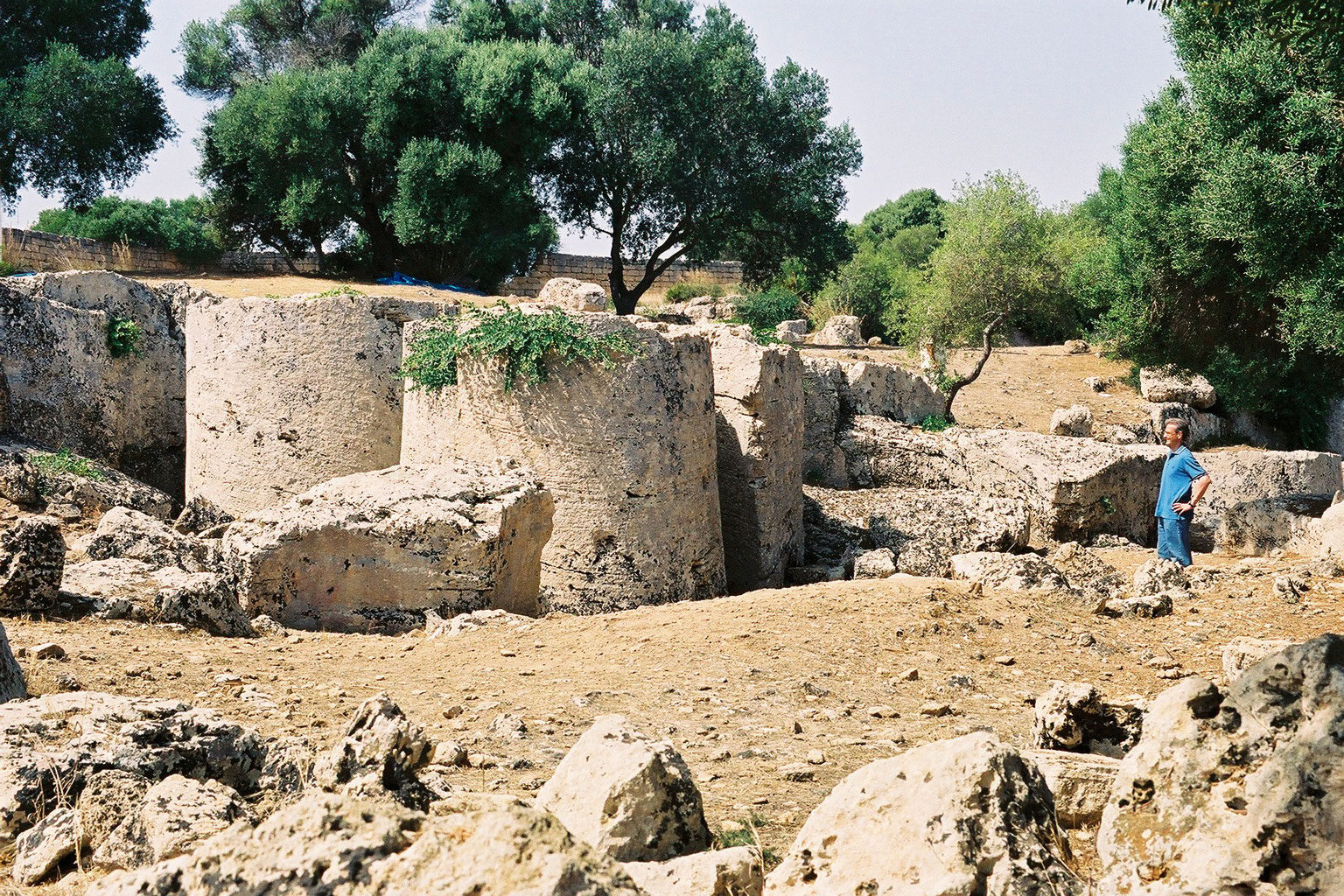
キャヴェ・ディ・クーサ：神殿G用の2個の円柱ブロック。まだ岩盤から完全には切り離されていない。

キャヴェ・ディ・クーサ（クーサの石切り場）はキャンベッロ・ディ・マッツァーラ近くの石灰岩の層で、セリヌスからは13キロメートル離れている。セリヌスの建造物に使われた石材は、ここで切り出された。この石切り場で最も特徴的なのは、紀元前409年の包囲戦のために突然作業が中断されたことである。石工や他の労働者も戦闘に備えるために急にここを離れたため、当時の様子を再現することが可能なだけでなく、最初の切り込みから輸送を待つ円柱のドラムまで、様々な段階の加工途中の石材を見ることができる。円柱のドラムと並んで、セリヌスの神殿に使用するための柱頭や立方体に切断した石材もある。すでに切り出されたドラムのうち、いくつかは輸送の準備が整っており、またセリヌスへの輸送途中に路上に放棄されたものもある。いくつかの巨大な円柱は、明らかに神殿Gに使うためのものであり、キャヴェ・ディ・クーサの西の地域で見つかっている。

## コイン
セリヌスから発掘されたコインは多く、また種類も多様である。最も初期のものは、単純にセロリの葉を刻印しただけのものである。やや後期のものはアスクレーピオス（ギリシア神話に登場する名医）に奉納された祭壇に犠牲を捧げるところがデザインされている。この主題は後にディオゲネス・ラエルティオスが示唆しているように、セリヌスはその両側を流れる川が作る湿地のために疾病がはやりやすかったが、エンペドクレスの示唆により湿地の排水が行われ、この問題が解決されたことと関連している。いくつかのコインには、街の健康に貢献したセリヌスの川の神が描かれている。
ロンドン大学熱帯医学校の紋章は、紀元前466年のセリヌスのコインを基に、アラン・G・ウィオン（en）がデザインしたものである。そこには健康に関連した二人のギリシアの神、アポローンとその妹であるアルテミスが戦車に乗った姿が描かれている。アルテミスが御者を務め、アポローンが矢を射ようとしている。

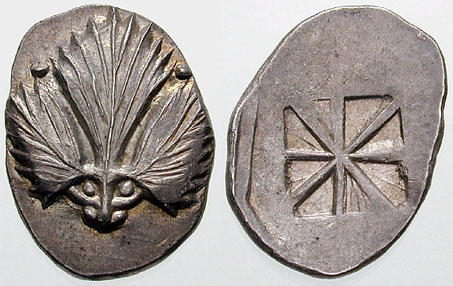
セロリ（セリノン）の葉がデザインされたドラクマコイン。裏には8つに分割された正方形が刻印されている。紀元前540/530-510年頃。
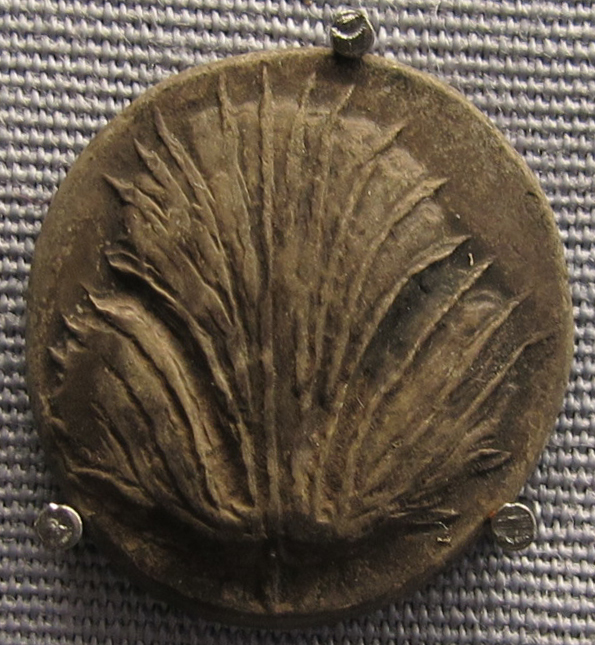
紀元前480-466年頃のドラクマコイン。
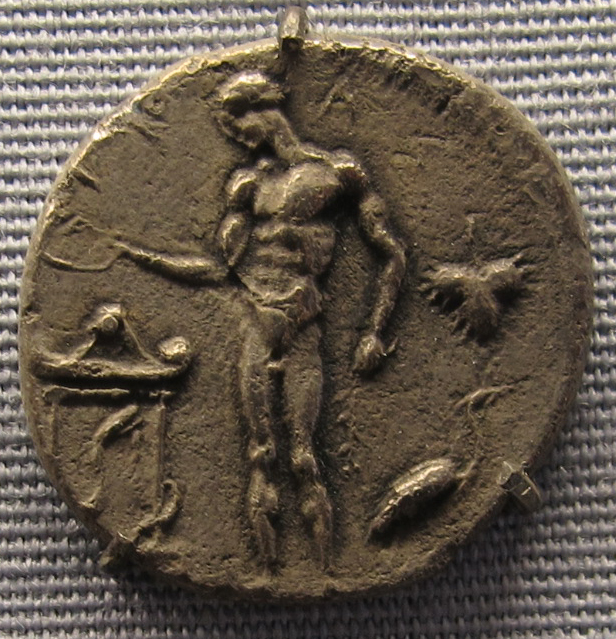
紀元前466-415年頃のドラクマコイン。
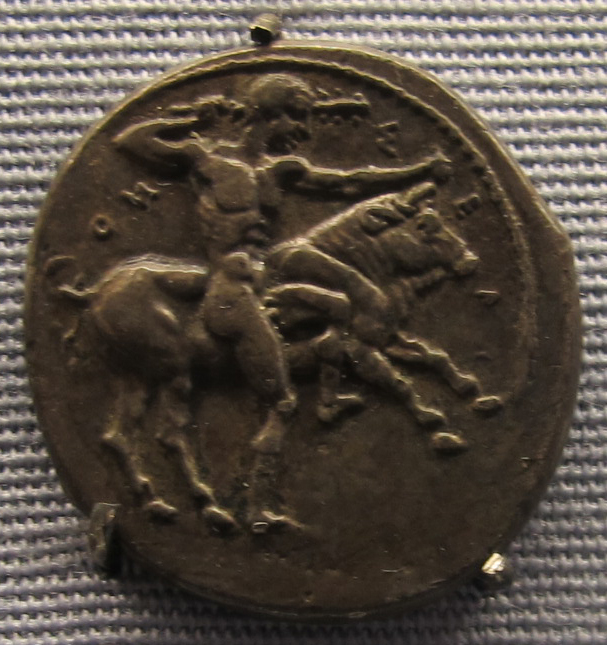
紀元前466-415年頃のドラクマコイン。
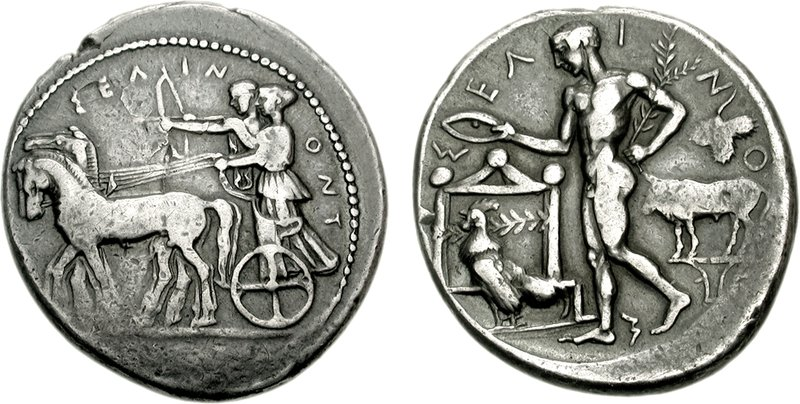
アポローンとアルテミスが描かれたコイン。

## セリヌスの美術品、発掘品
- セリヌスの大テーブルは1871年に神殿Gのアディトンで発見されたものである。そこにはセリヌスの宗教の目録が含まれており、したがってセリヌスの各種神殿の宗教を特定する際の基礎となった。そこには「セリヌス人はゼウス、ポボス、ヘラクレス、アポローン、ポセイドーン、ディオスクーロイ、アテーナー、デメテール、セイクラテイア、その他の神々の加護で勝利したが、特にゼウスに感謝する。平和が回復された後、一番上にゼウスの名前を刻み、その他の神々の名前も刻んだ金の碑文を作成してアポローン神殿に捧げ、16タレント分の金をこれに用いる法令を定める」と記されている。
- セリヌスで修復された寓意的芸術品は非常に重要であり、その多くはパレルモの考古学博物館に保管されている。 セリヌスの代表的な芸術としてはメトープがあげられる。
- セリヌスのエフォーベは紀元前470年に作られたもので、ギリシャ西部の像の典型的な特徴を備えた鋳物ブロンズ像である。 シュラクサイの雄羊像を除くと、シチリアに現存するギリシア時代の唯一の大型青銅作品である。 この像はカステルヴェトラーノに保管されている。
- ネクロポリスからは、非常に多数の原コリントス様式、コリントス様式、ロードス様式、アッティカ様式の黒の花瓶が発掘されているが、セリヌスでは小さな陶器を生産しておらず、セリヌス独自のものはない。
- 最も価値のある奉納物としては、テロコッタの小像、陶磁器、香箱、祭壇、ペルセフォネの強奪を描いたベースレリーフ、キリスト教の灯火などが、マロフォロスの聖域で発見されている。これらはパレルモの考古学博物館に保管されており、一部は展示されている。

### セリヌスのメトープ

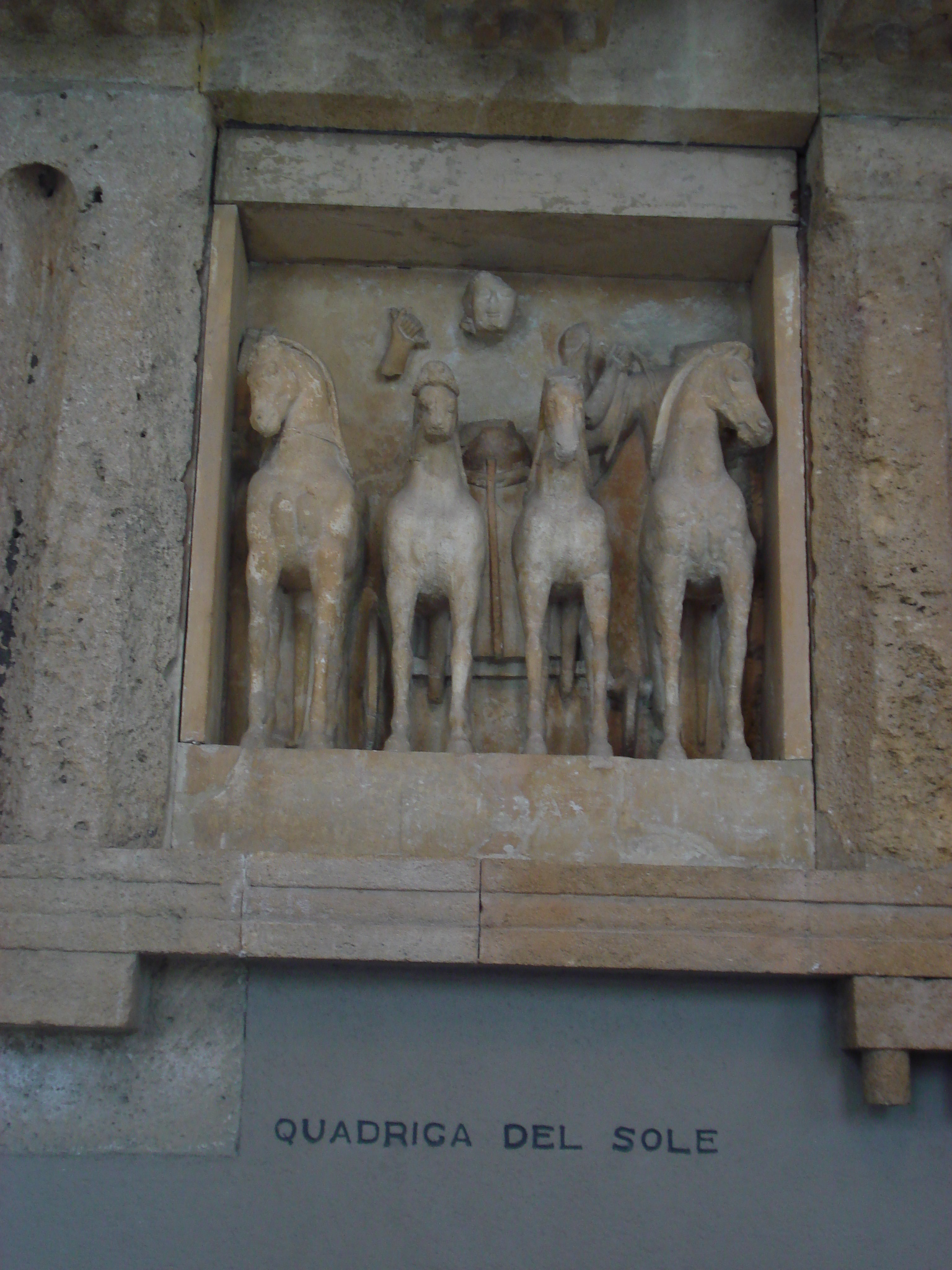
神殿C アポローンのカドリーガ（4頭立ての戦車）
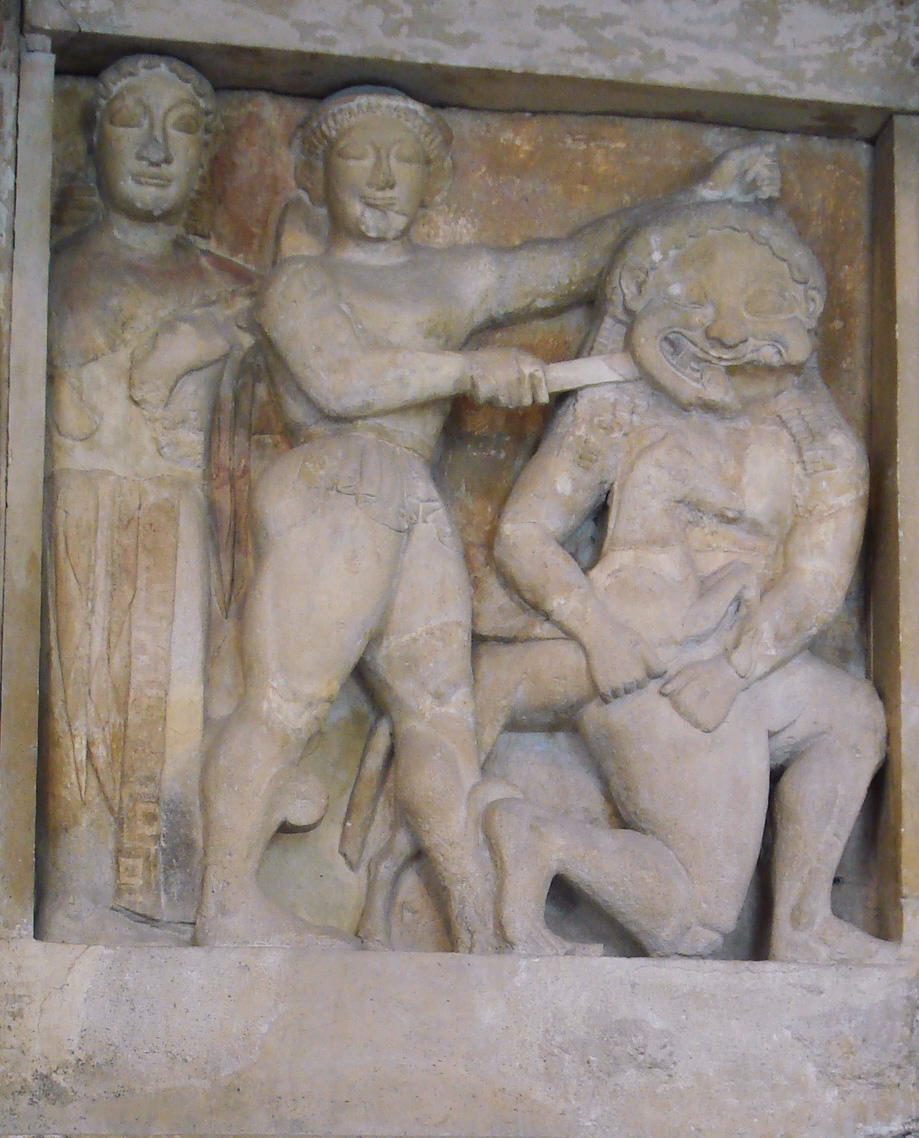
神殿C メドゥーサ倒すペルセウス
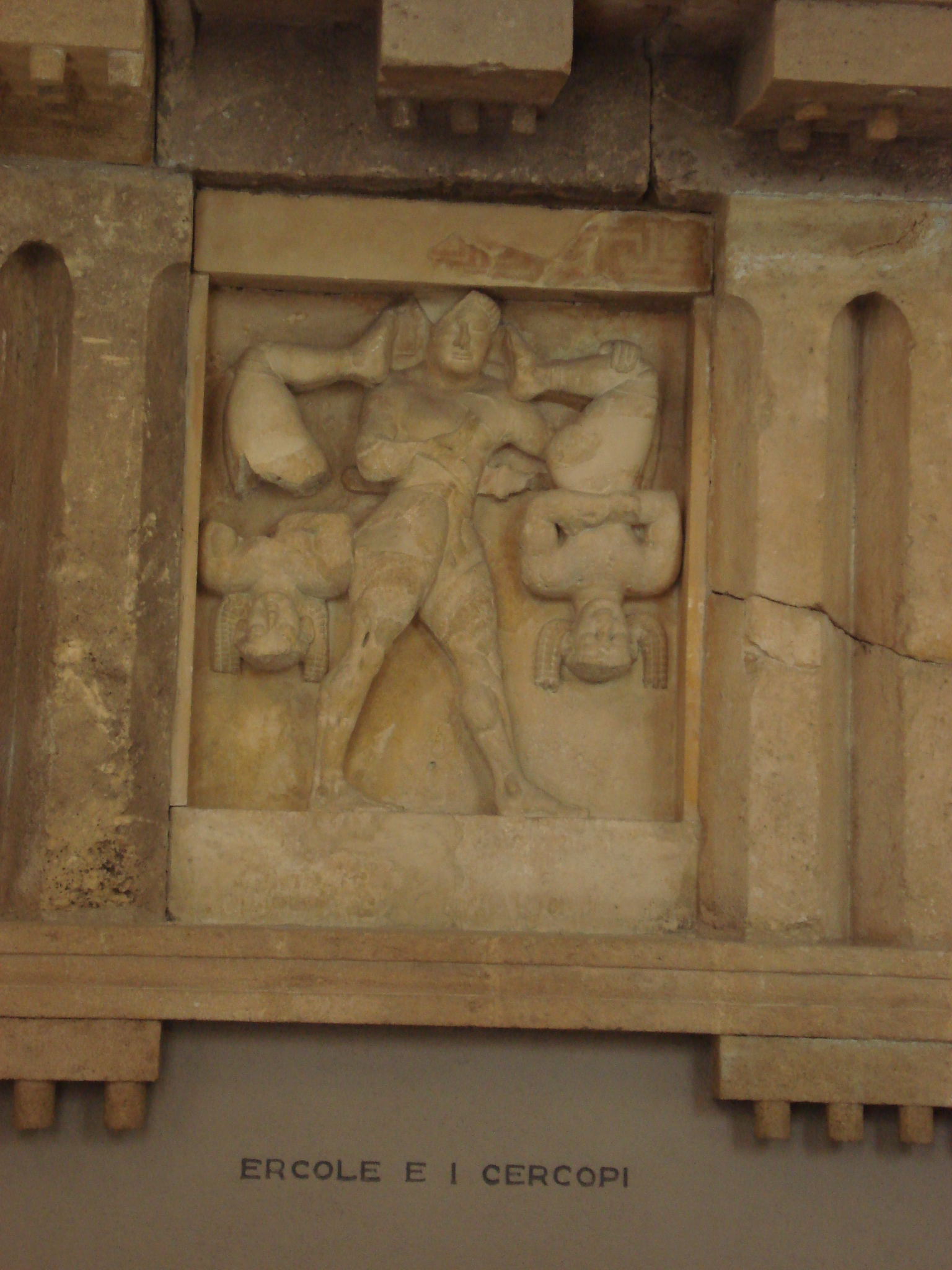
神殿C ヘラクレスとケエルコプス
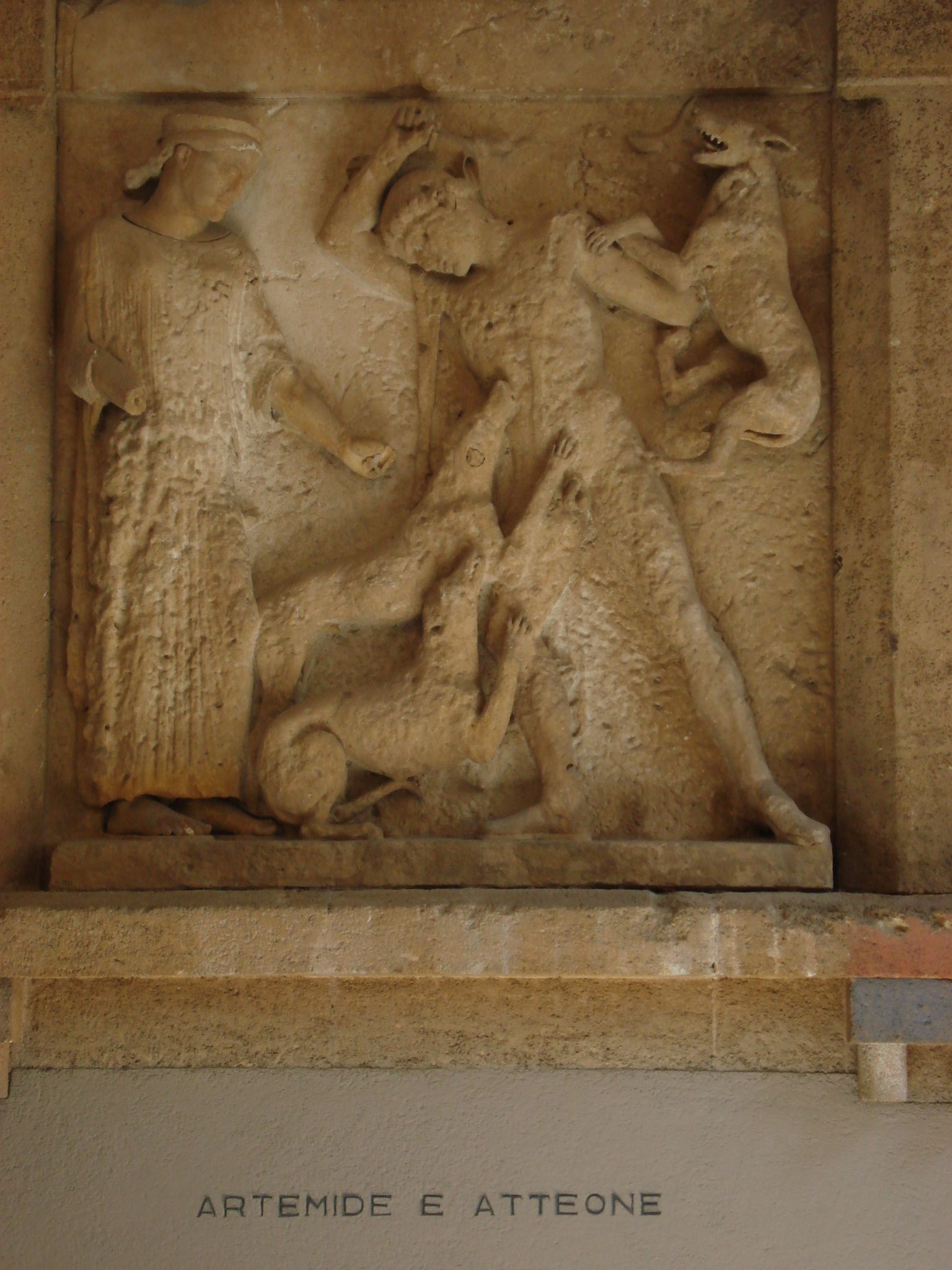
神殿E アルテミスとアクタイオーン
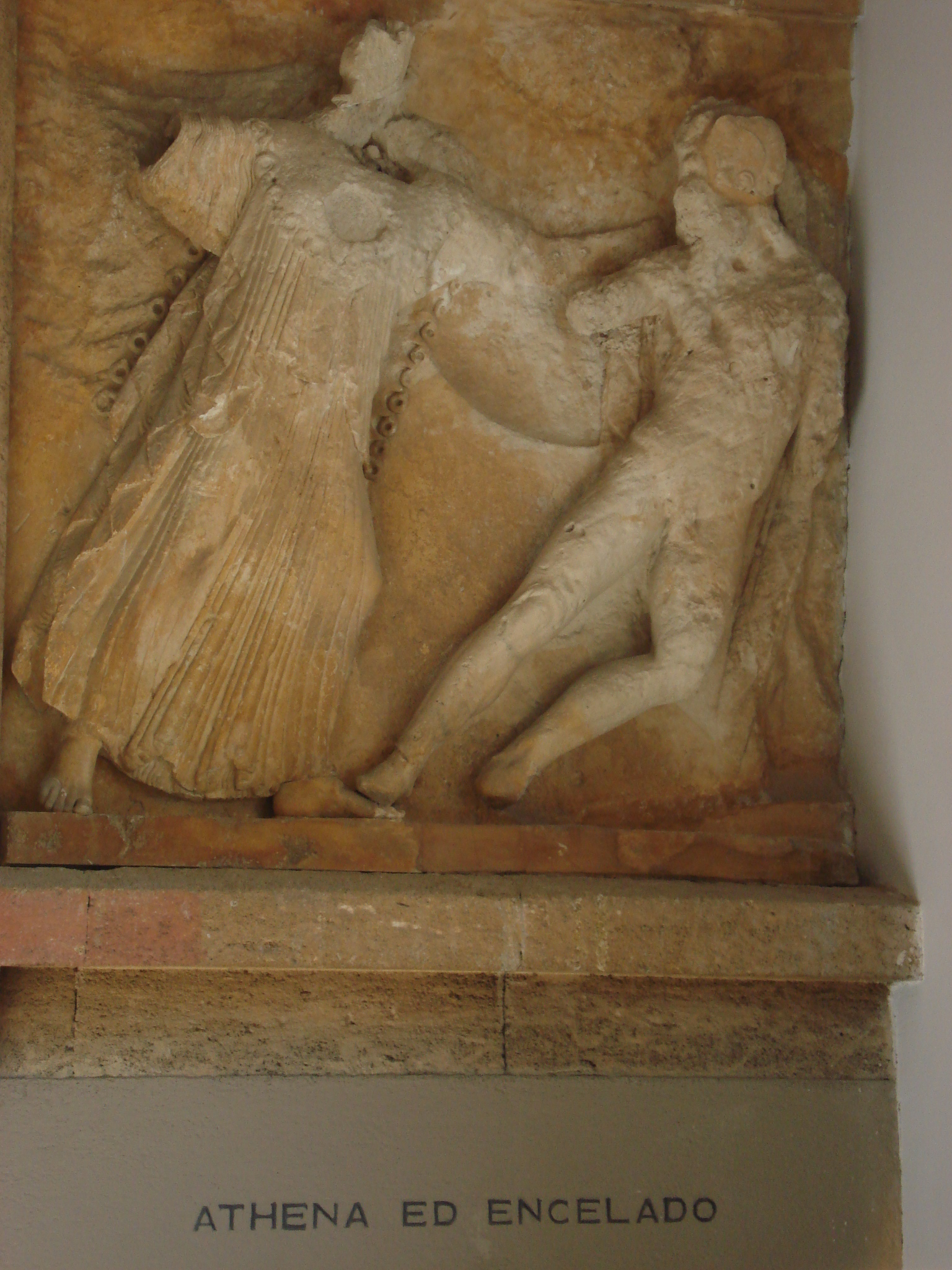
神殿E アテーナーとエンケラドス
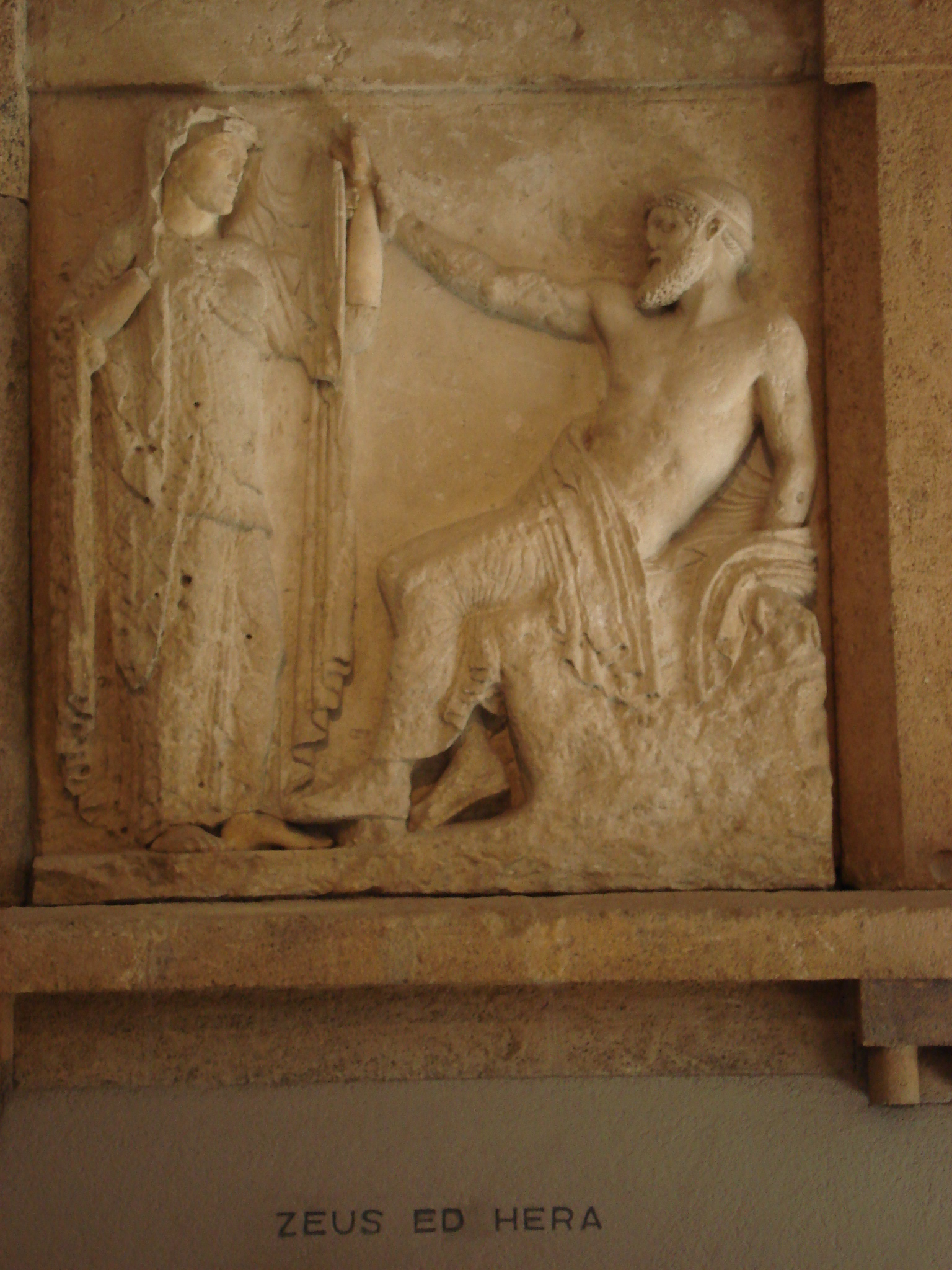
神殿E ゼウスとヘラー
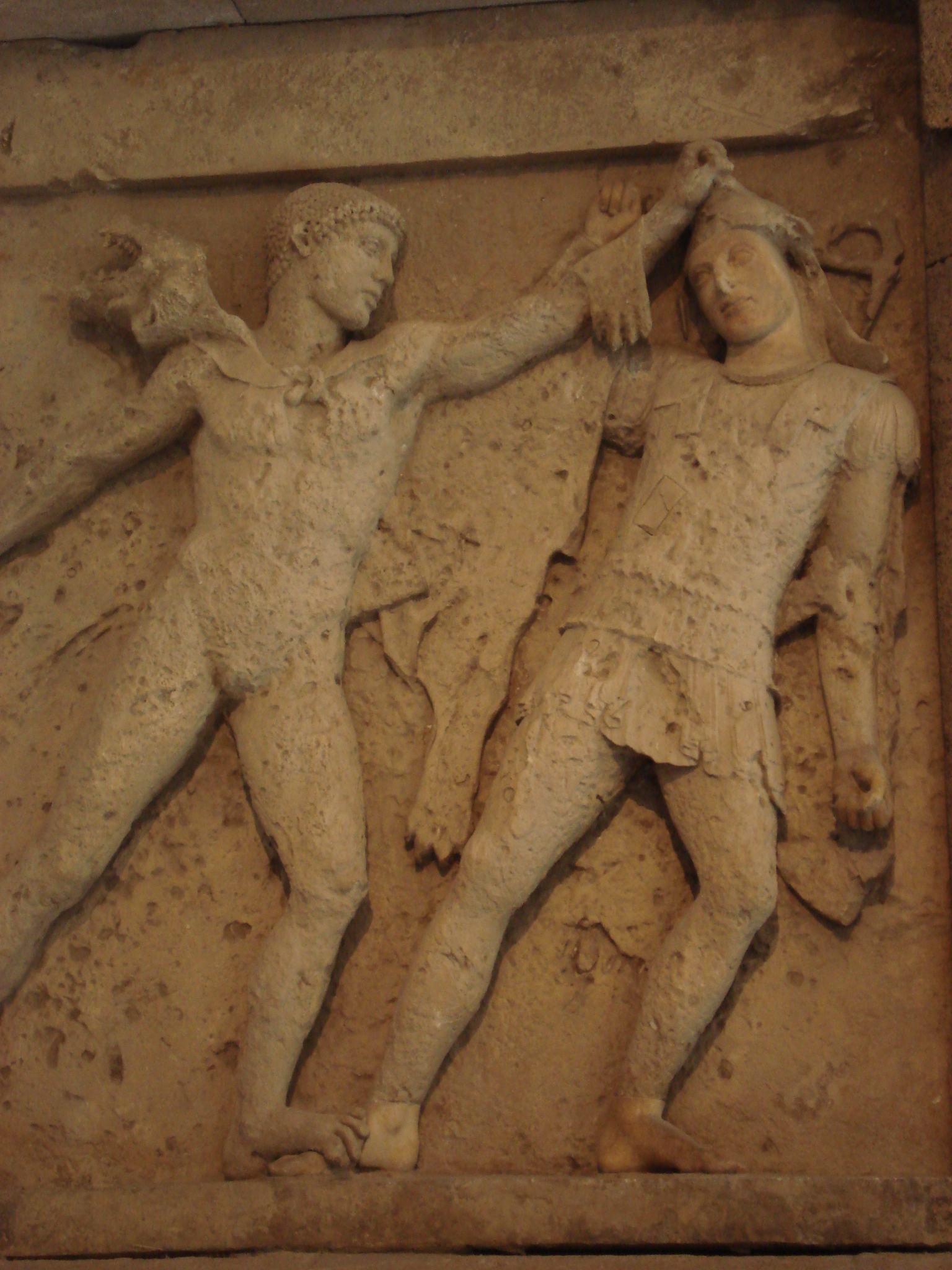
神殿E ヘラクレスとアンティオペー
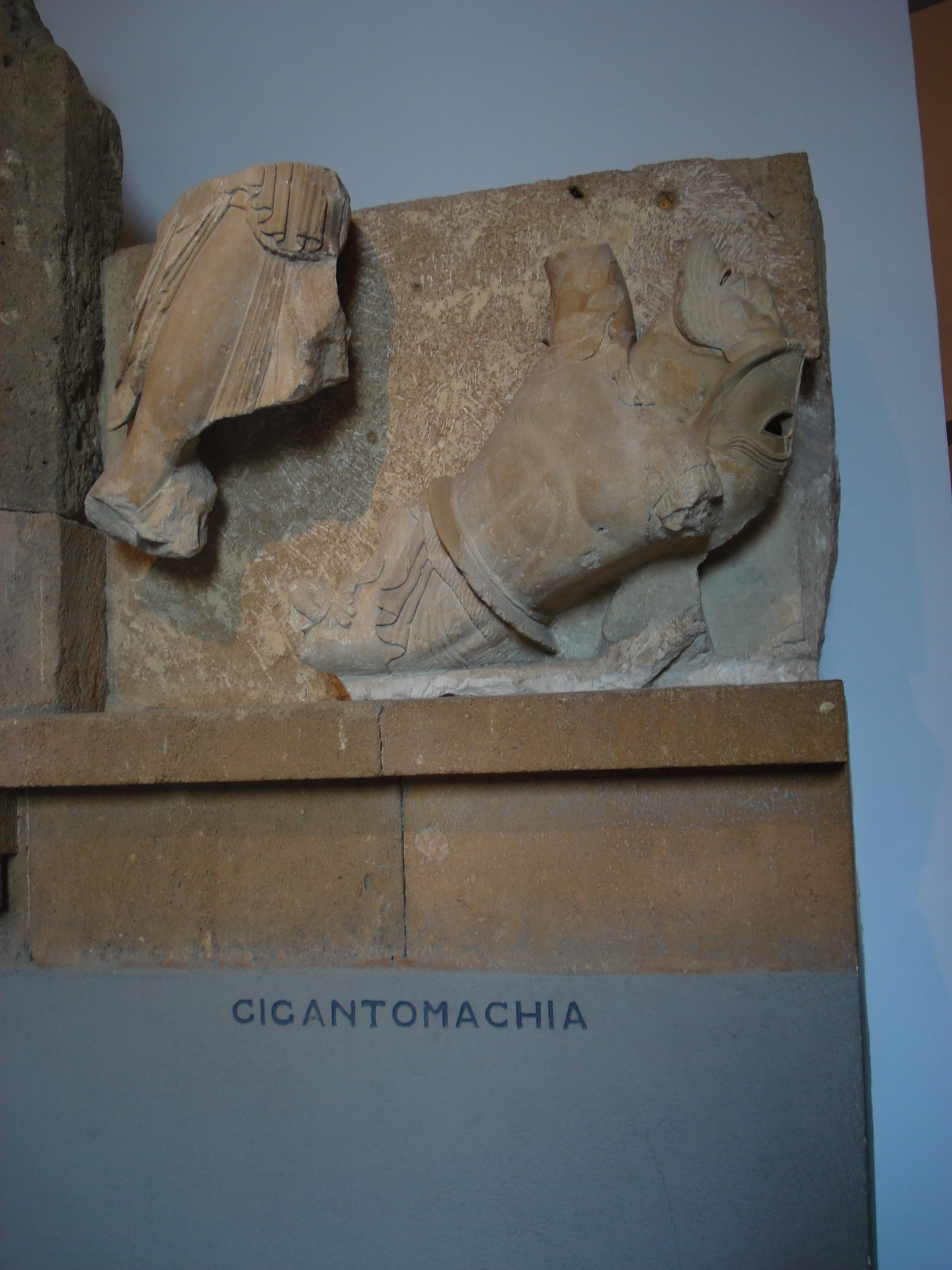
神殿F 巨人の戦い
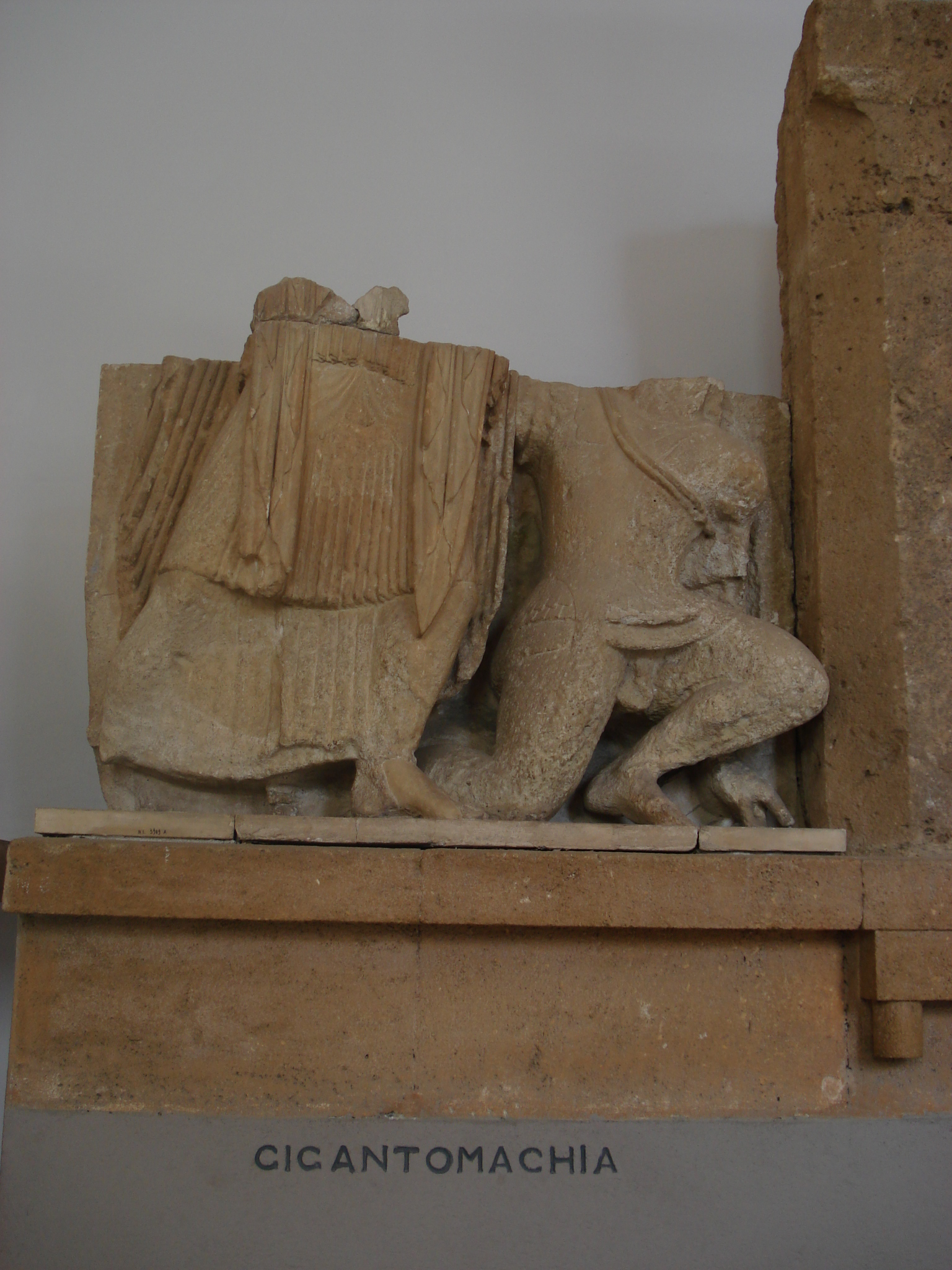
神殿F 巨人の戦い
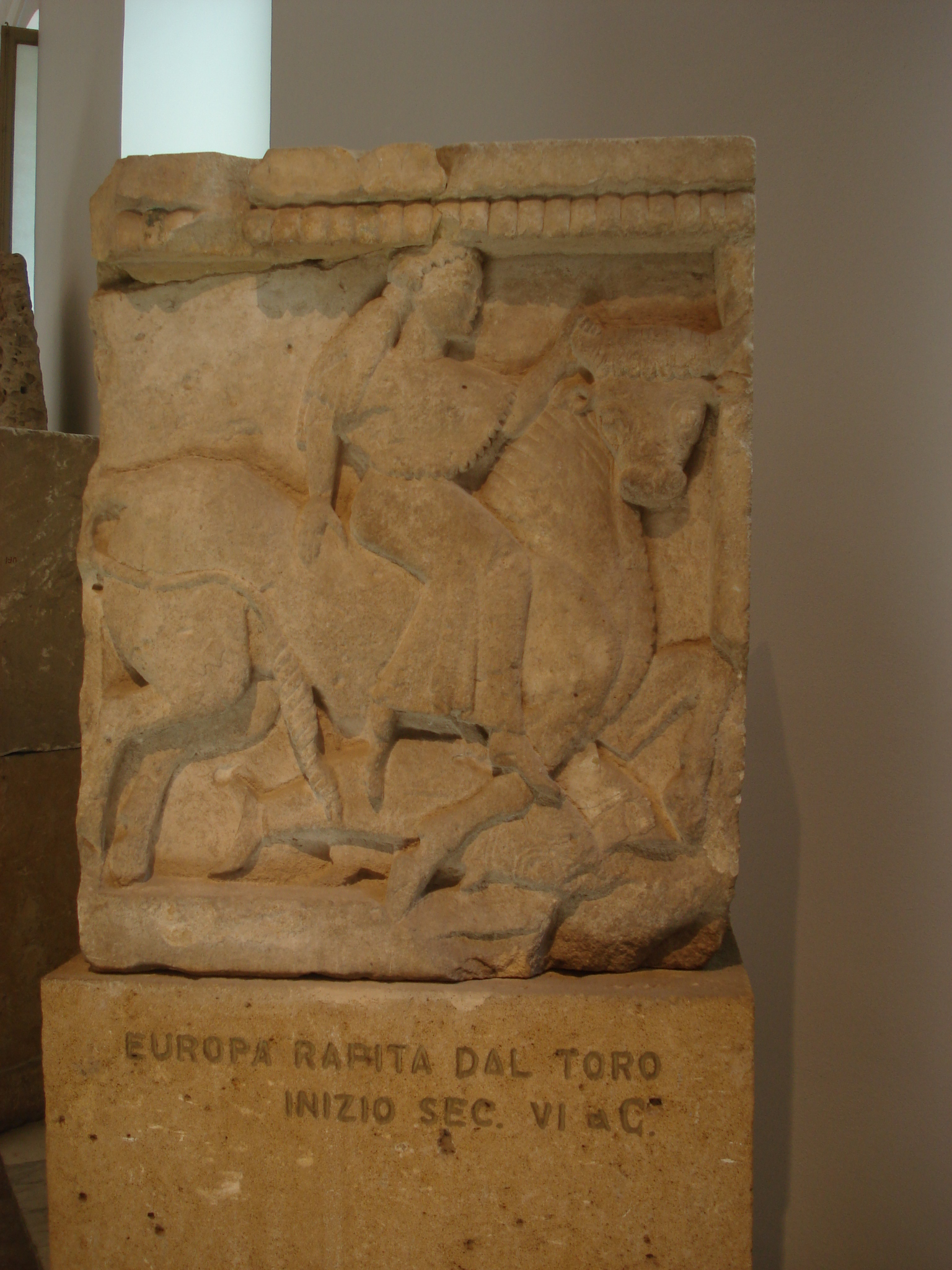
神殿Y エウローペーと雄牛
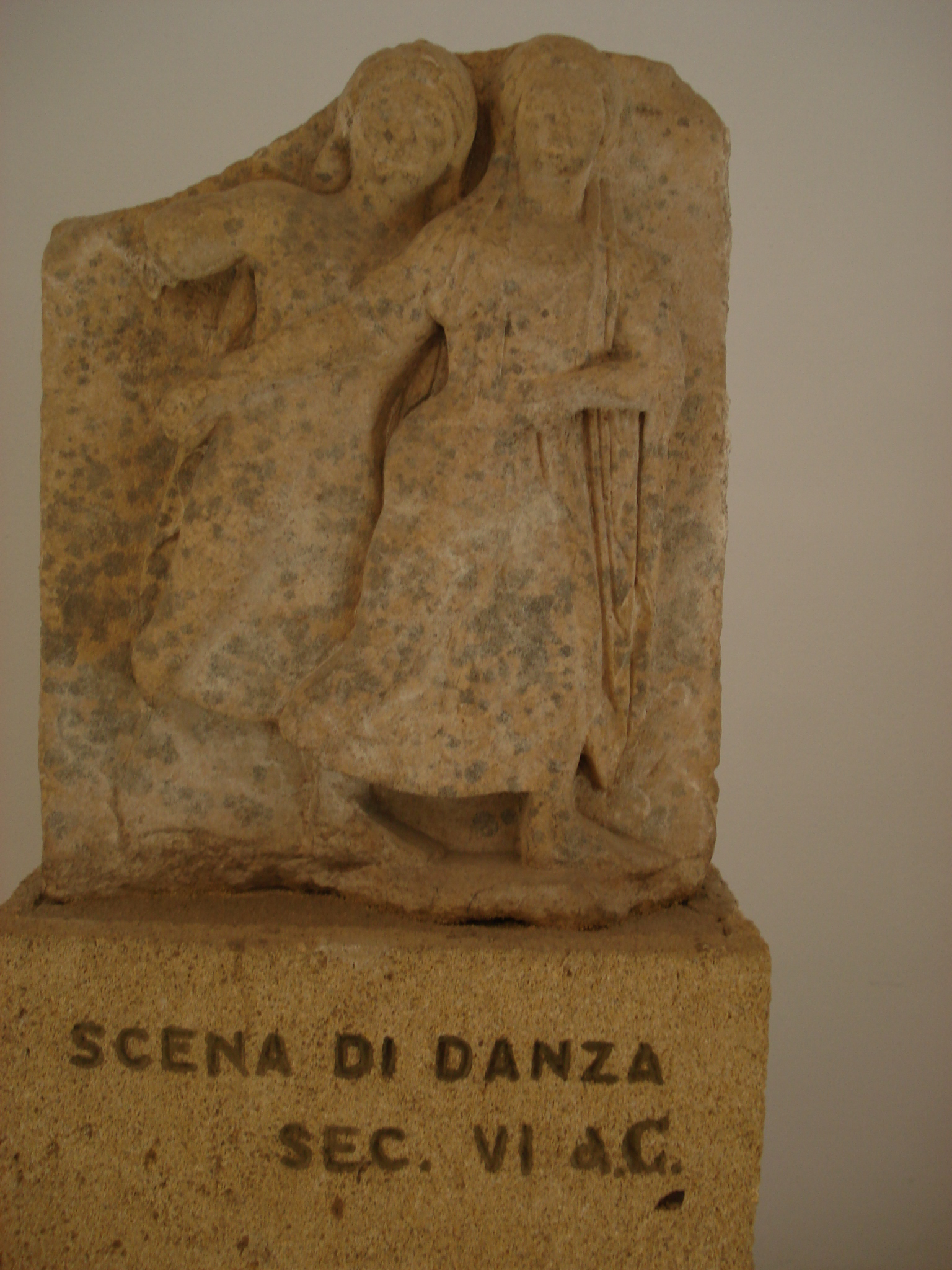
神殿Y 踊り
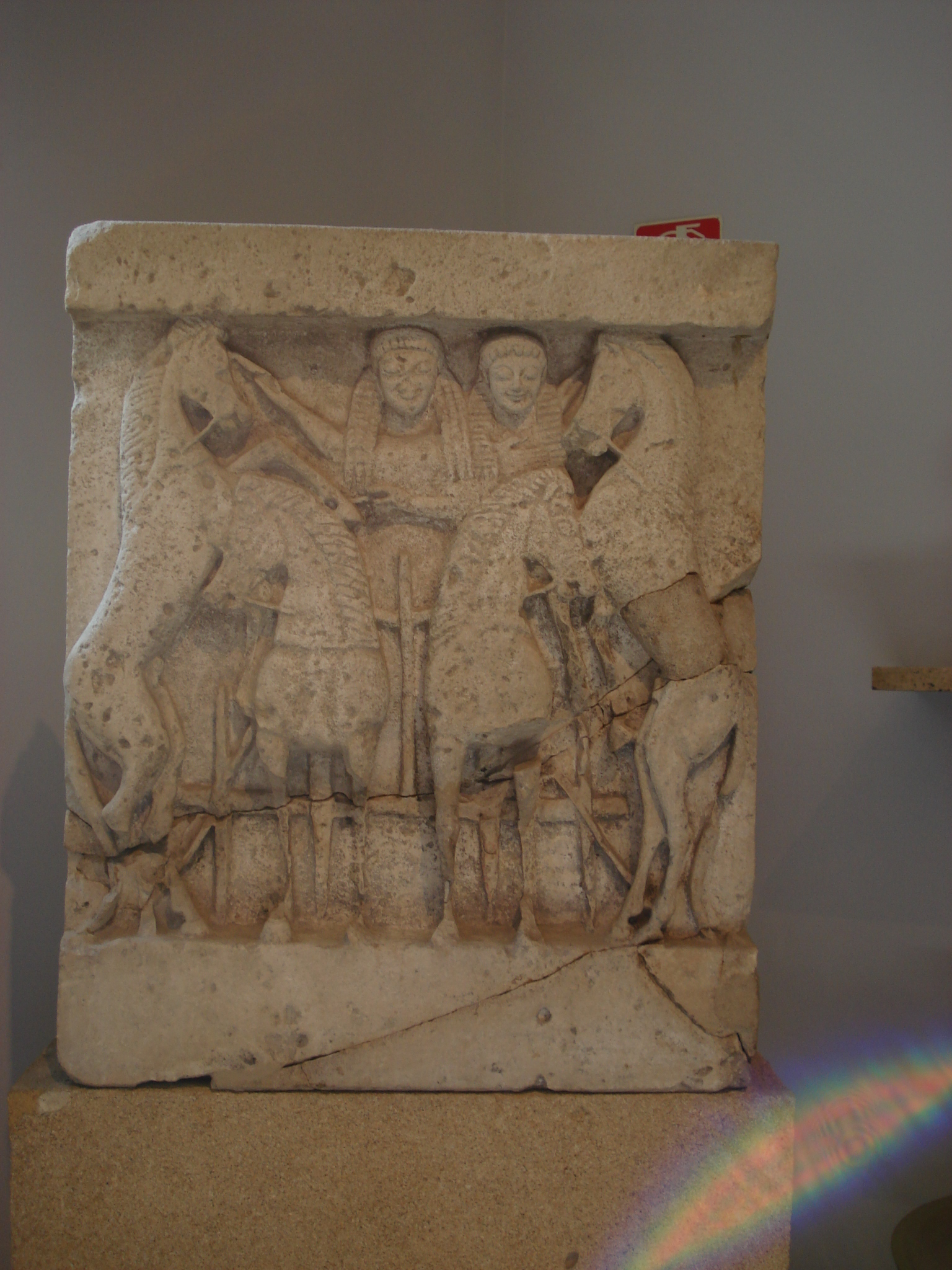
神殿Y 4頭立て戦車に乗るデーメーテールとコレー
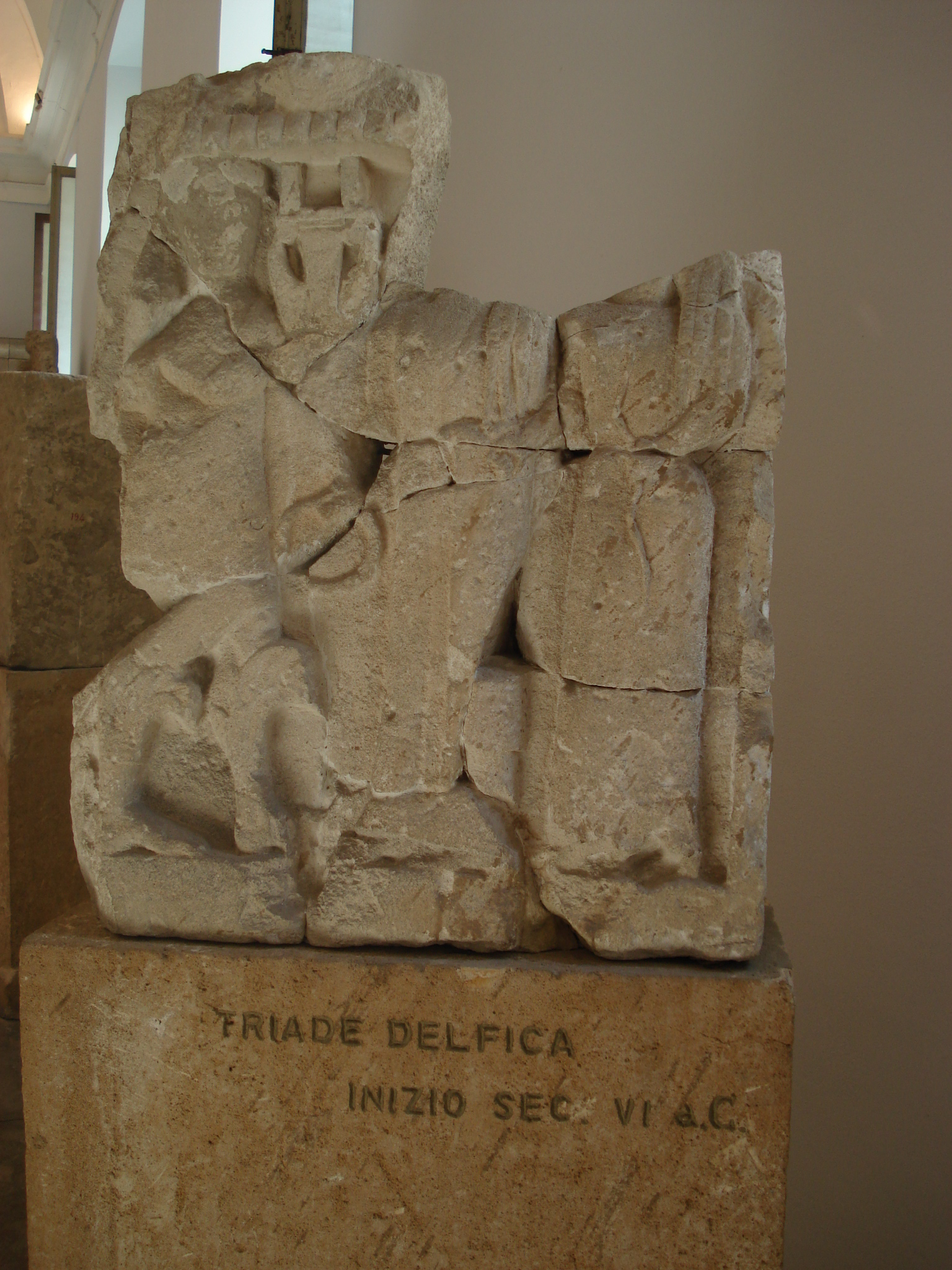
神殿Y デルフォイの3女神

### テラコッタと小像

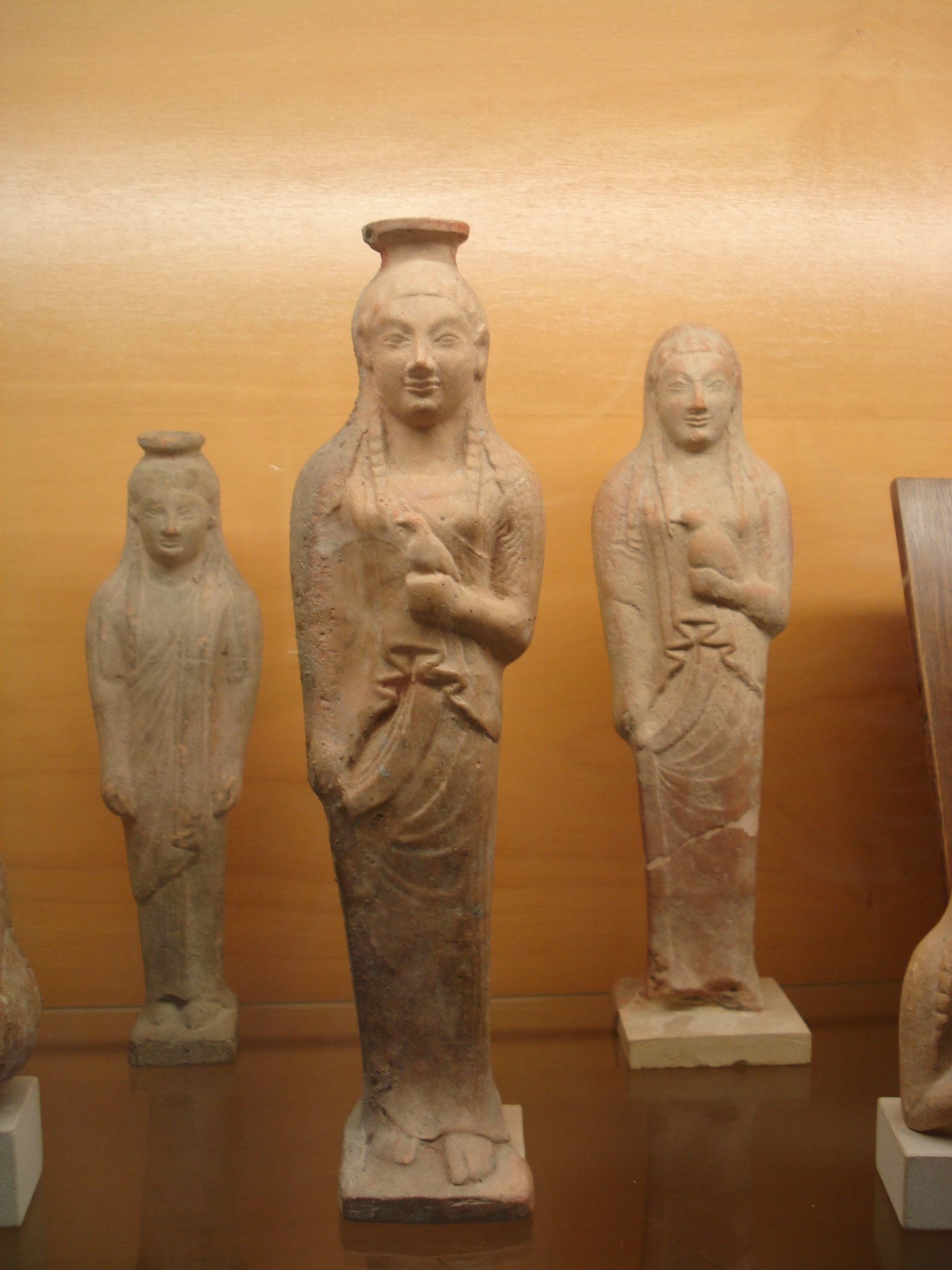
鳩を持つコレー
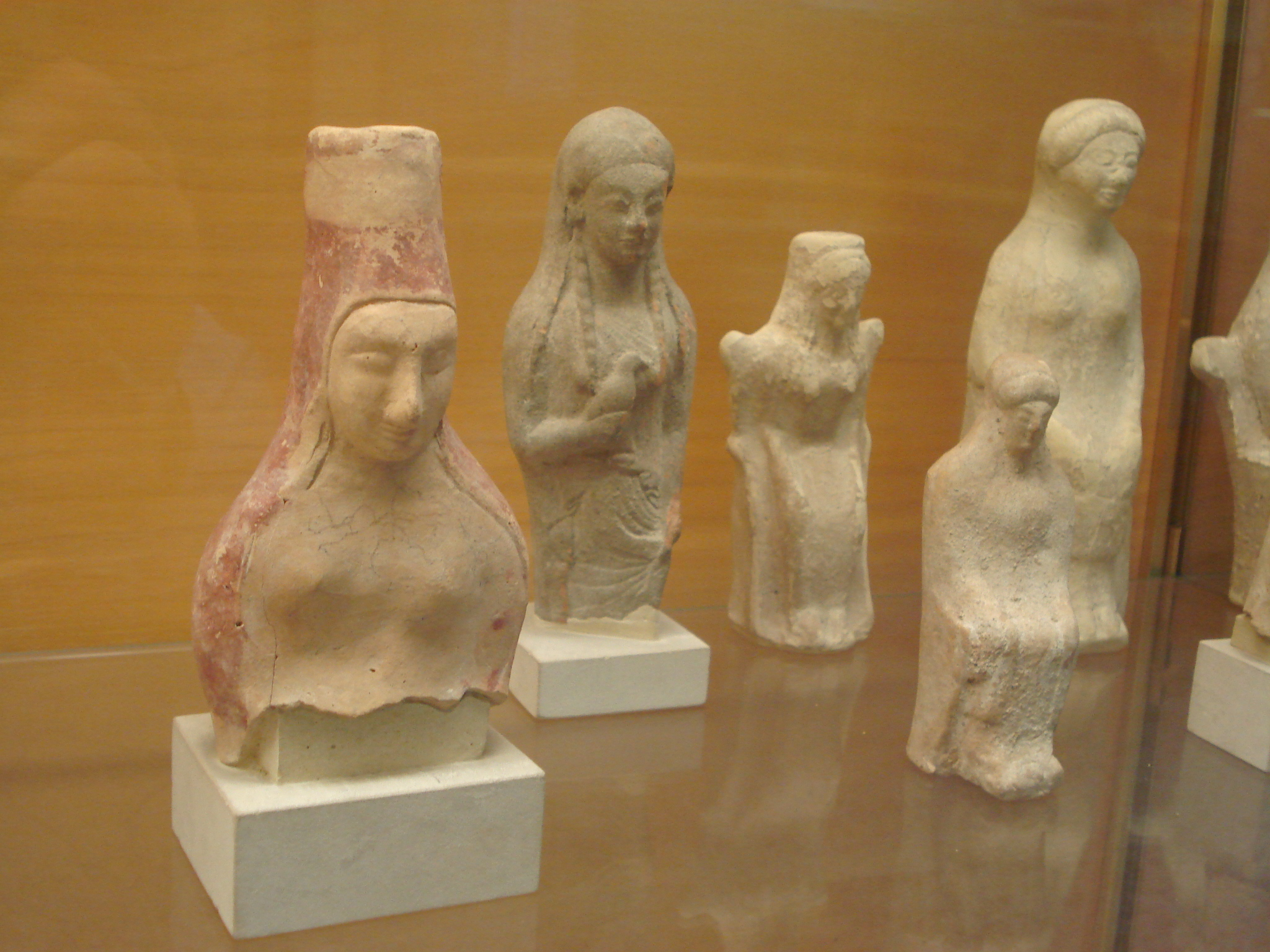
コレー
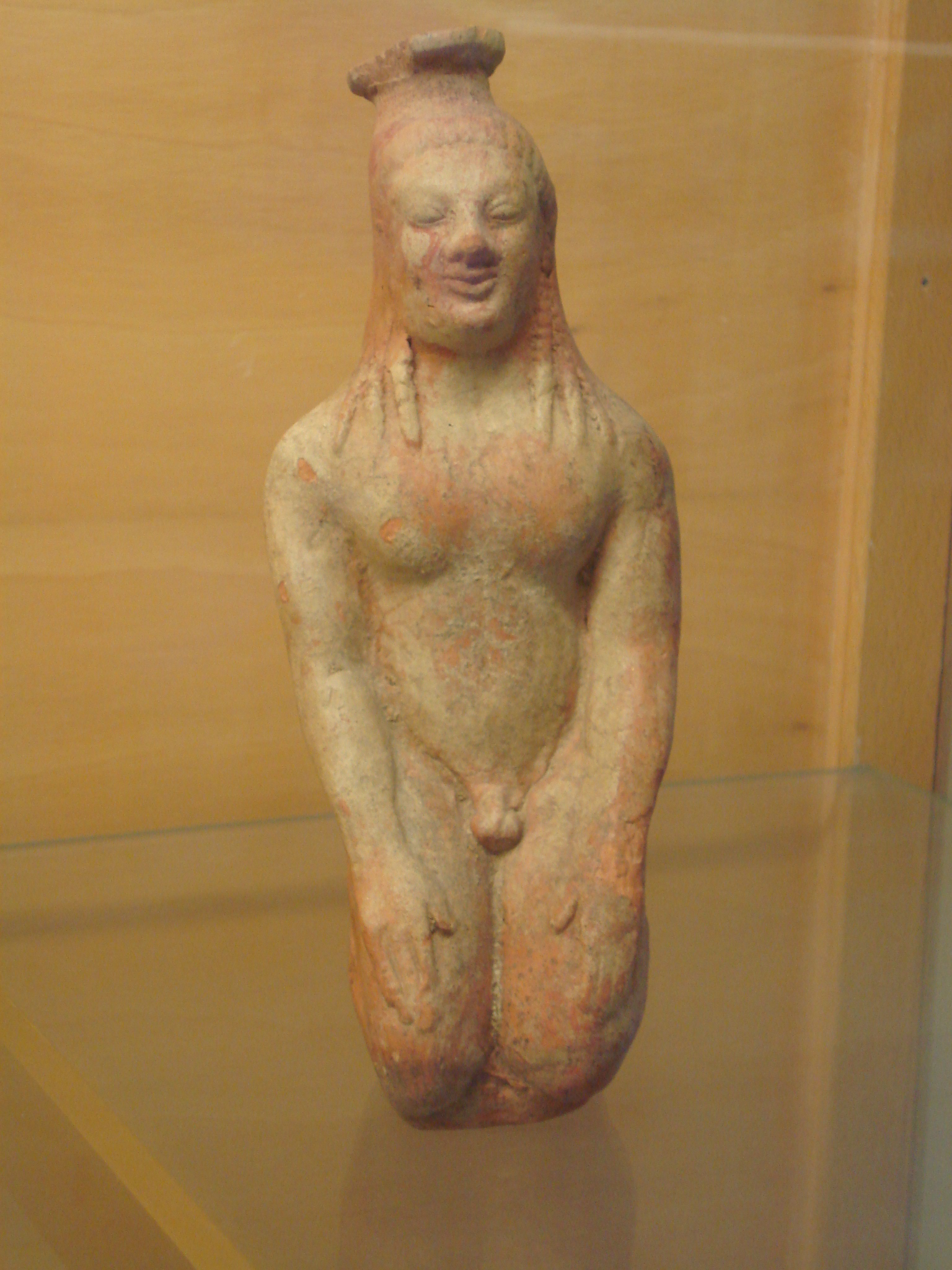
ひざまずく男性
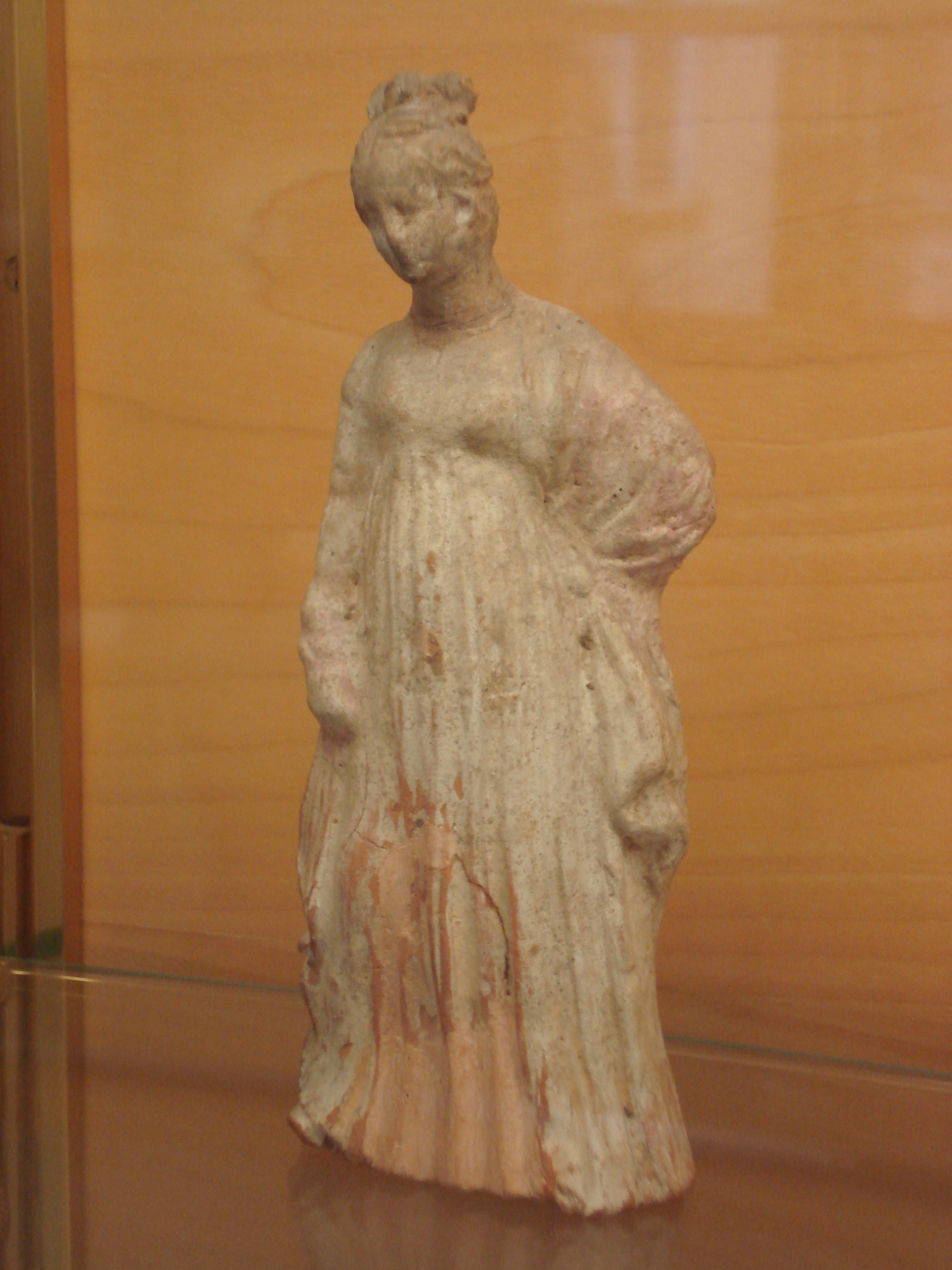
タナグラ様式の捧げもの
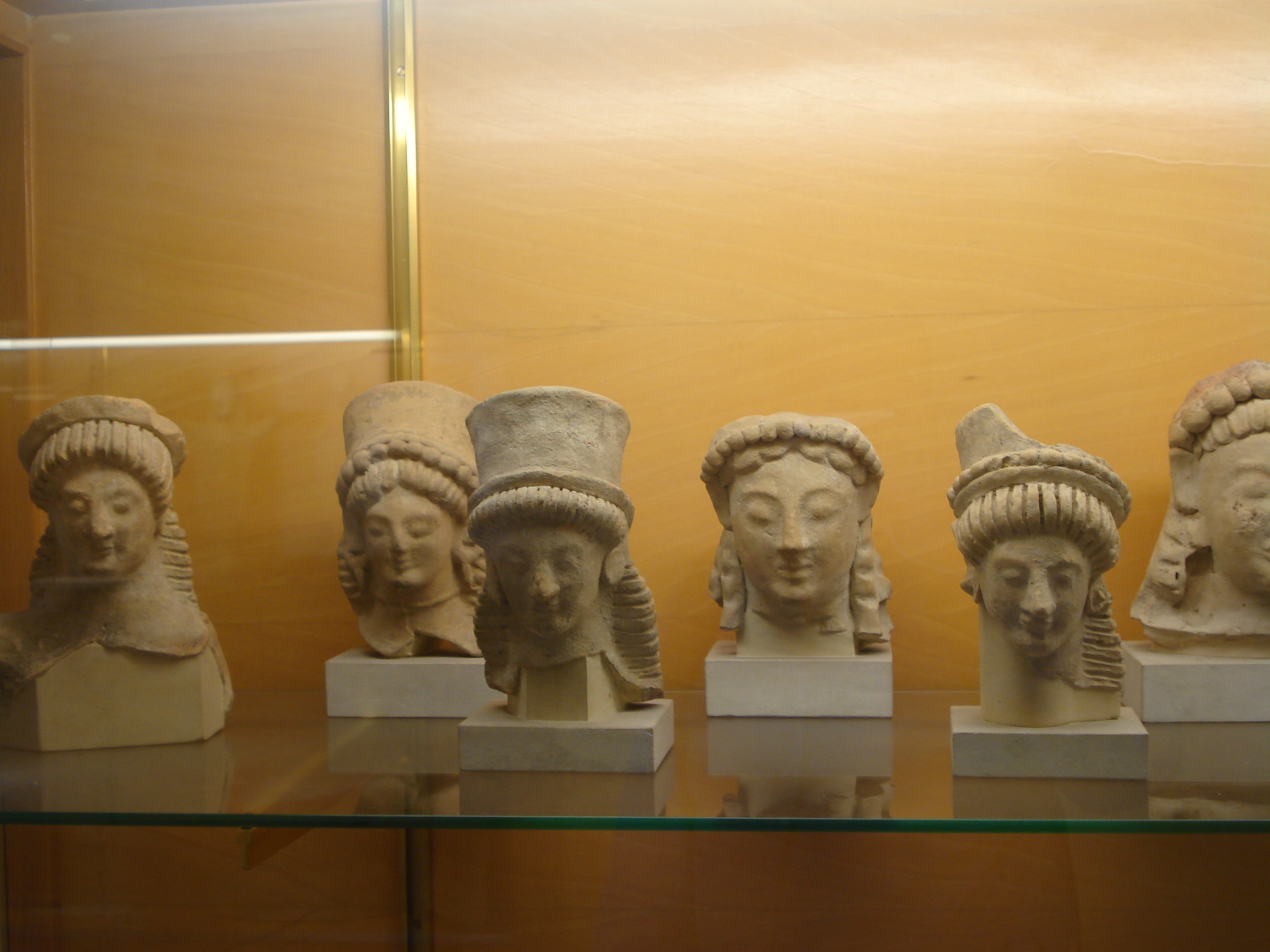
奉納された頭像
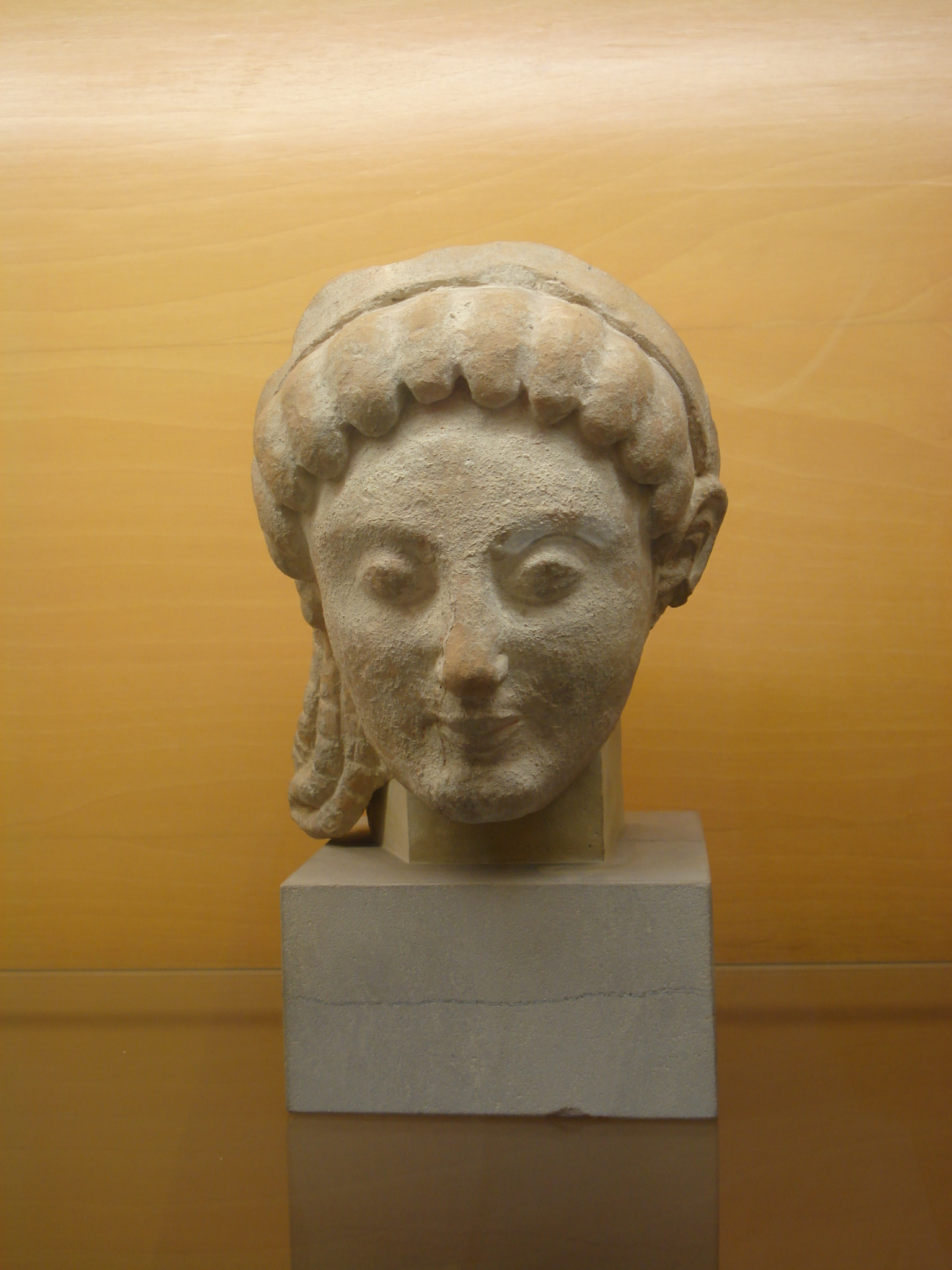
奉納された頭像
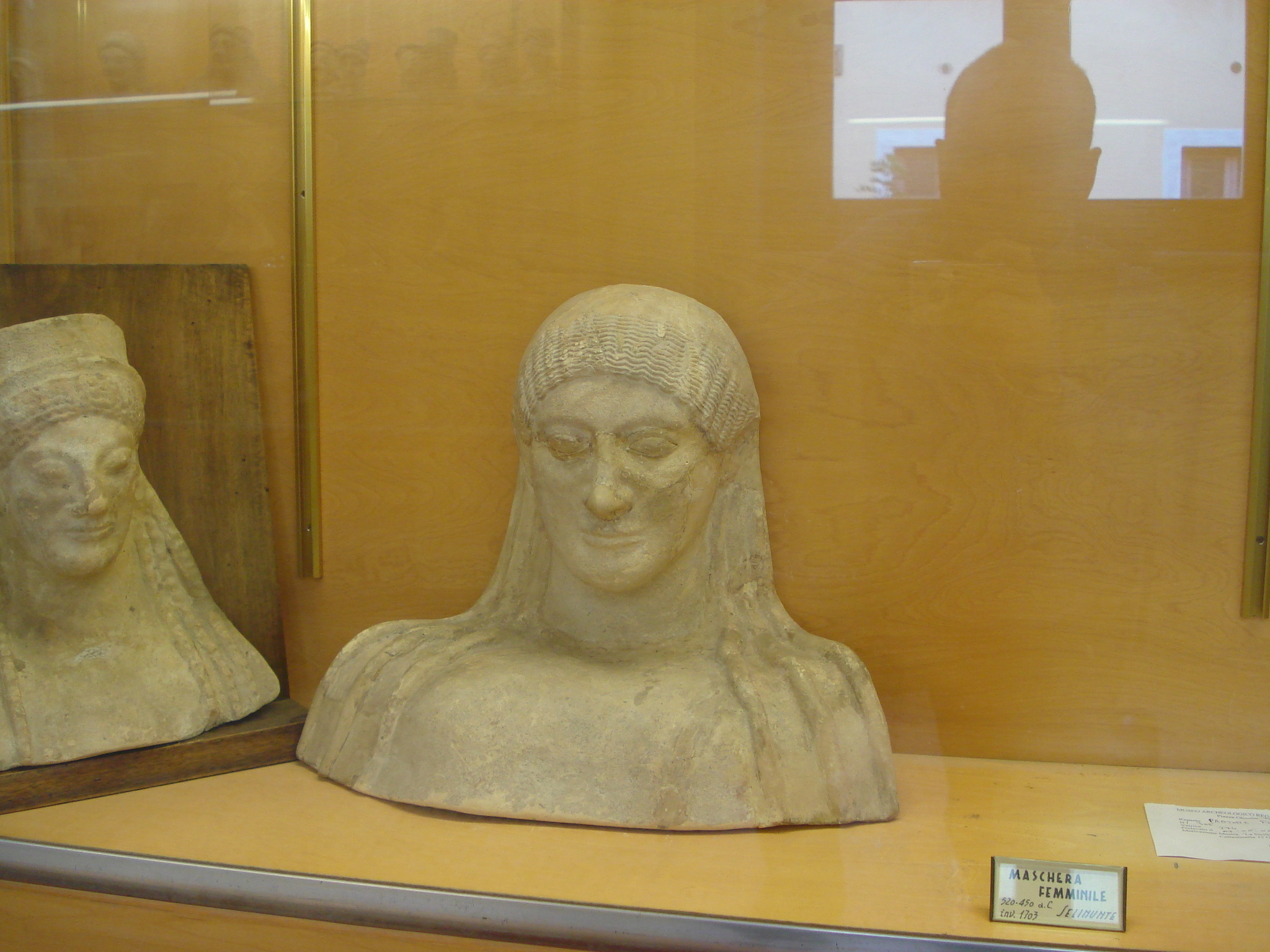
女性の胸像
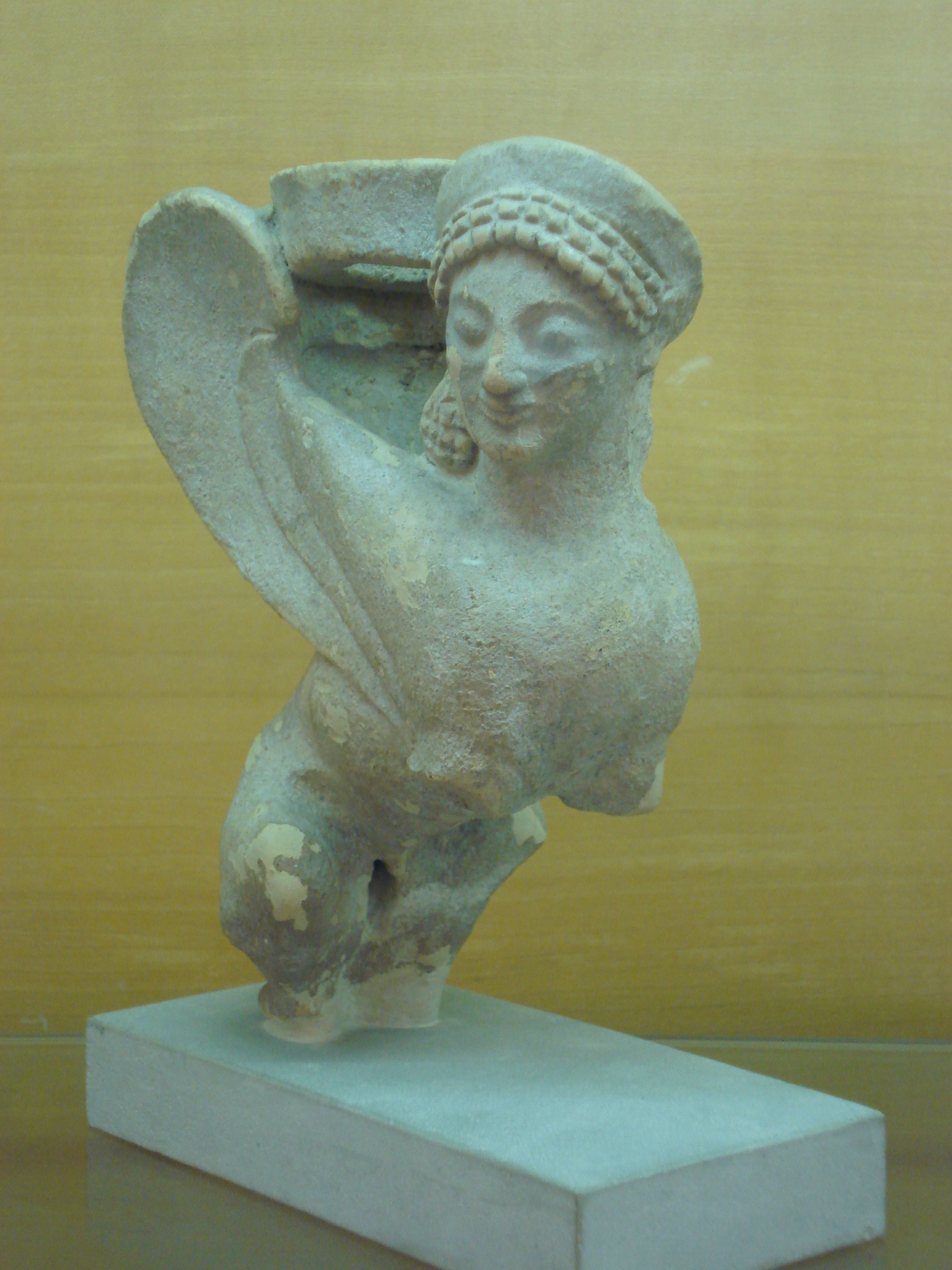
スフィンクス
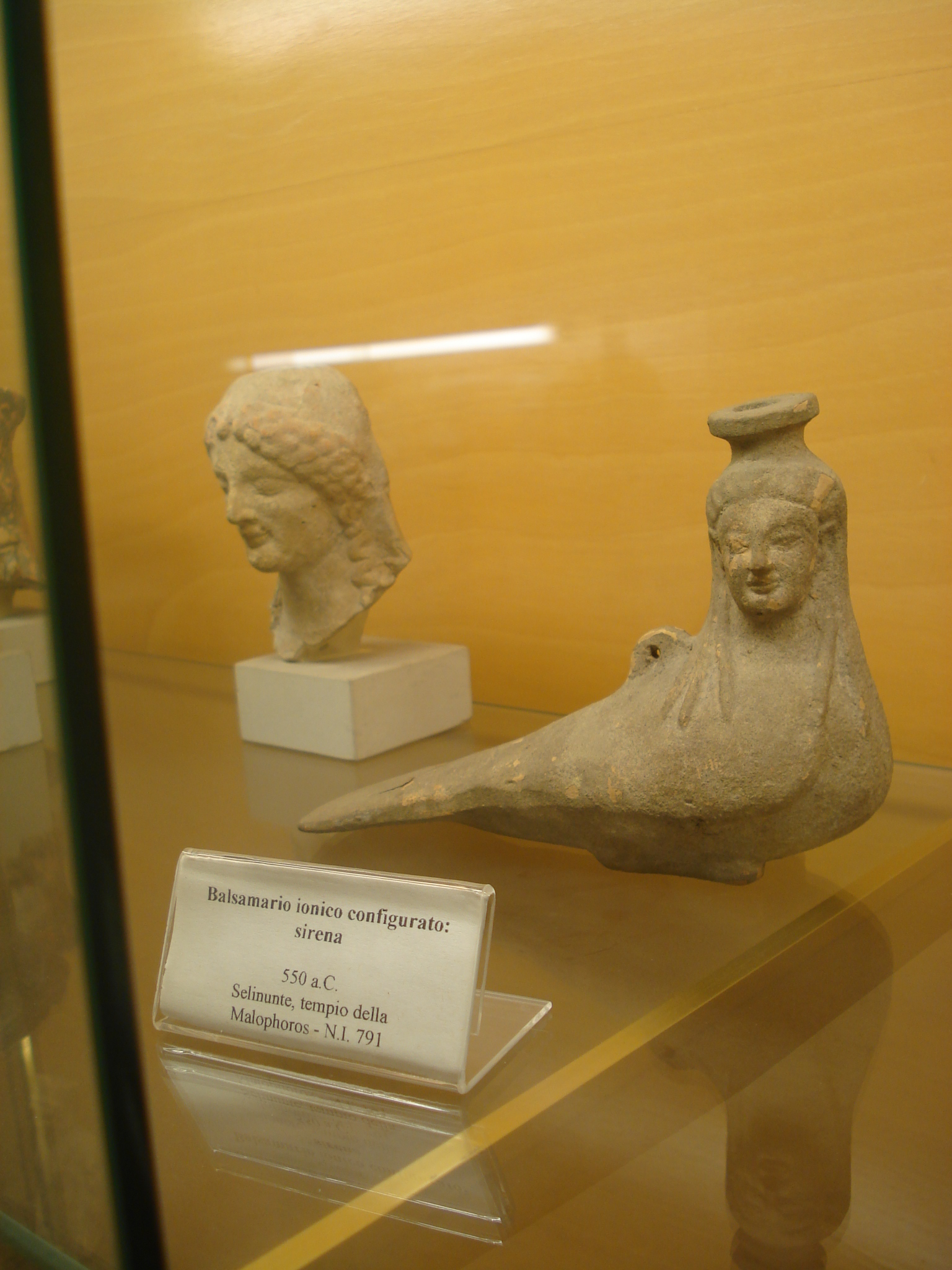
サイレーン
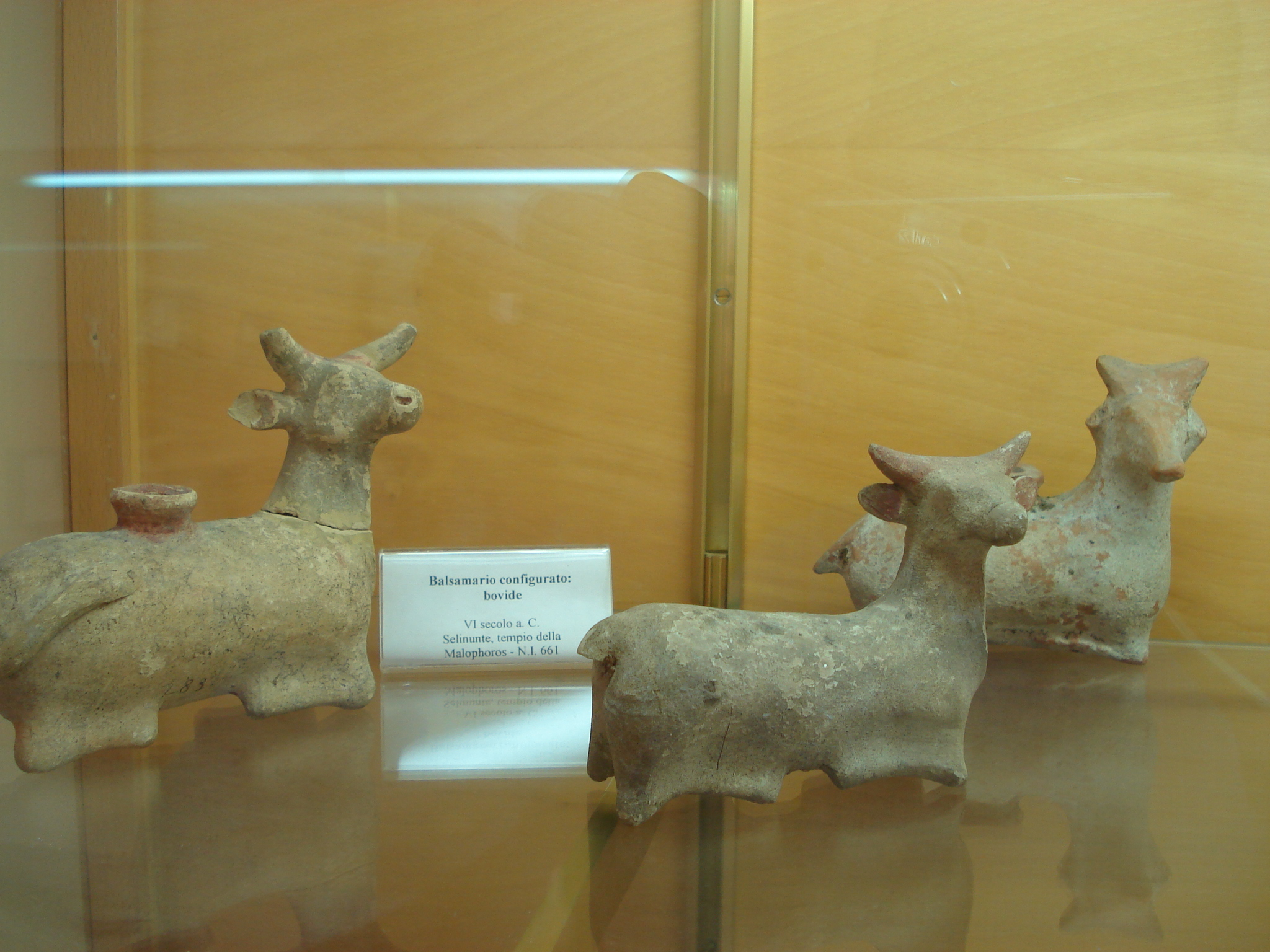
休息する雄牛

## その他画像

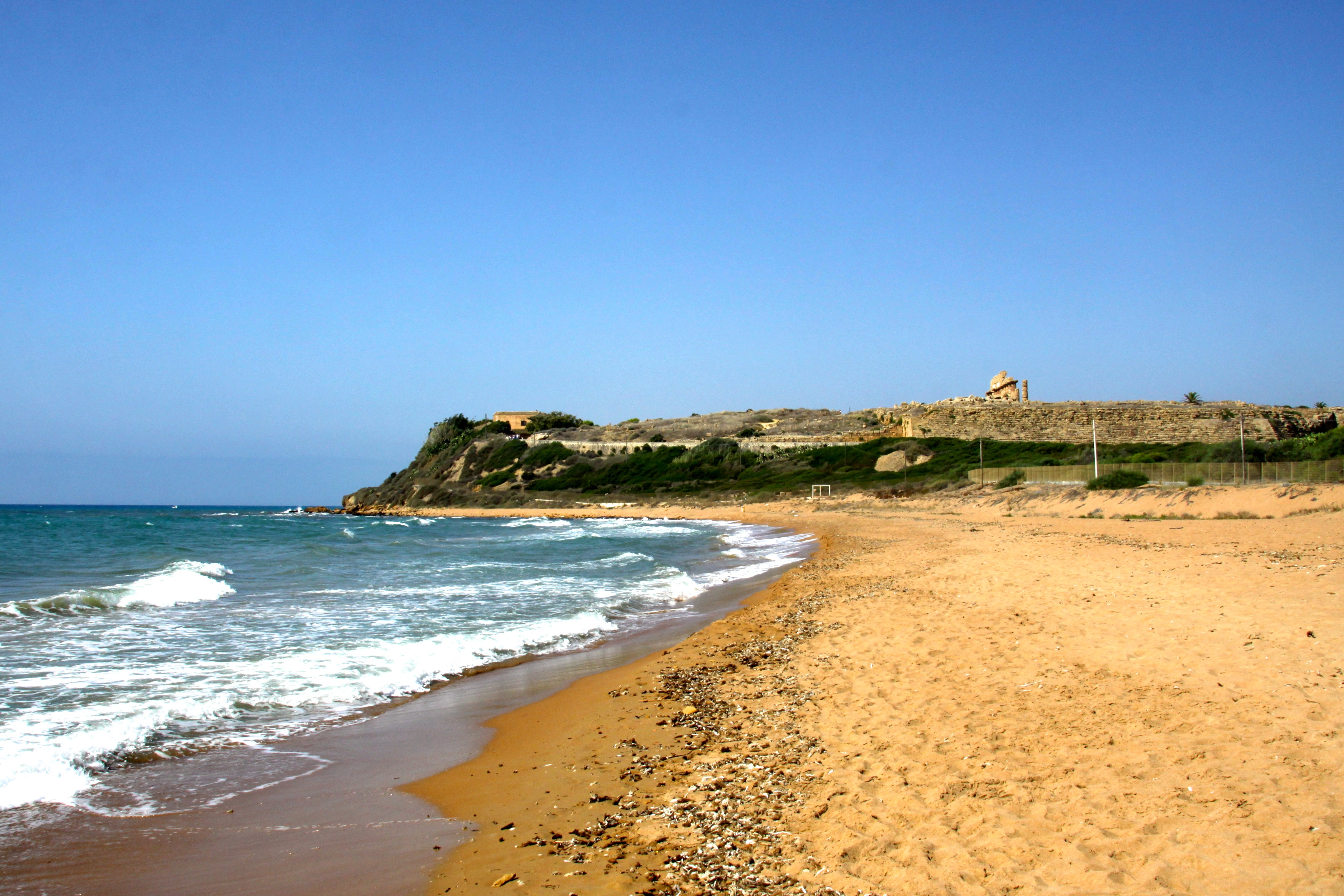
東側から見たアクロポリス
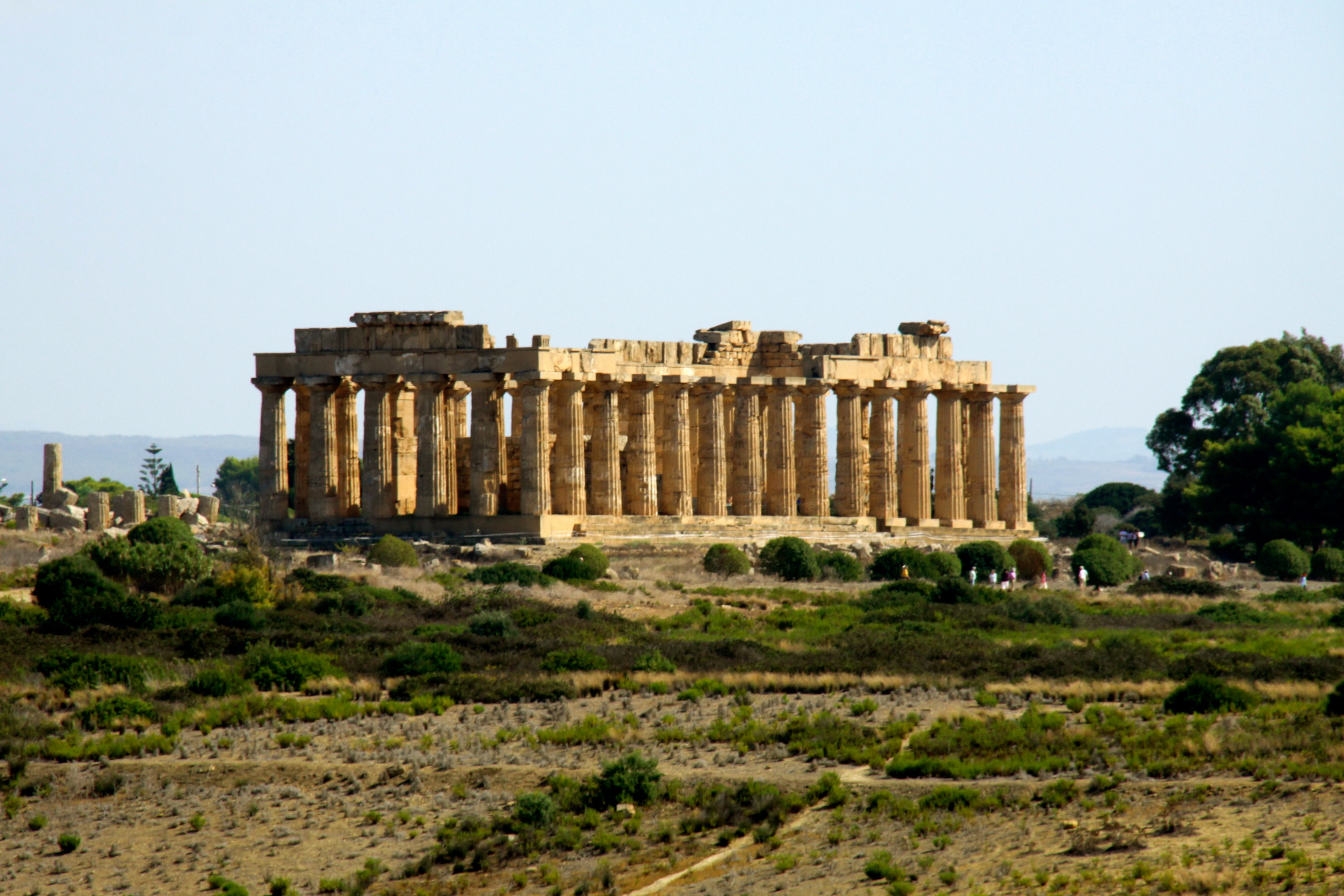
神殿E
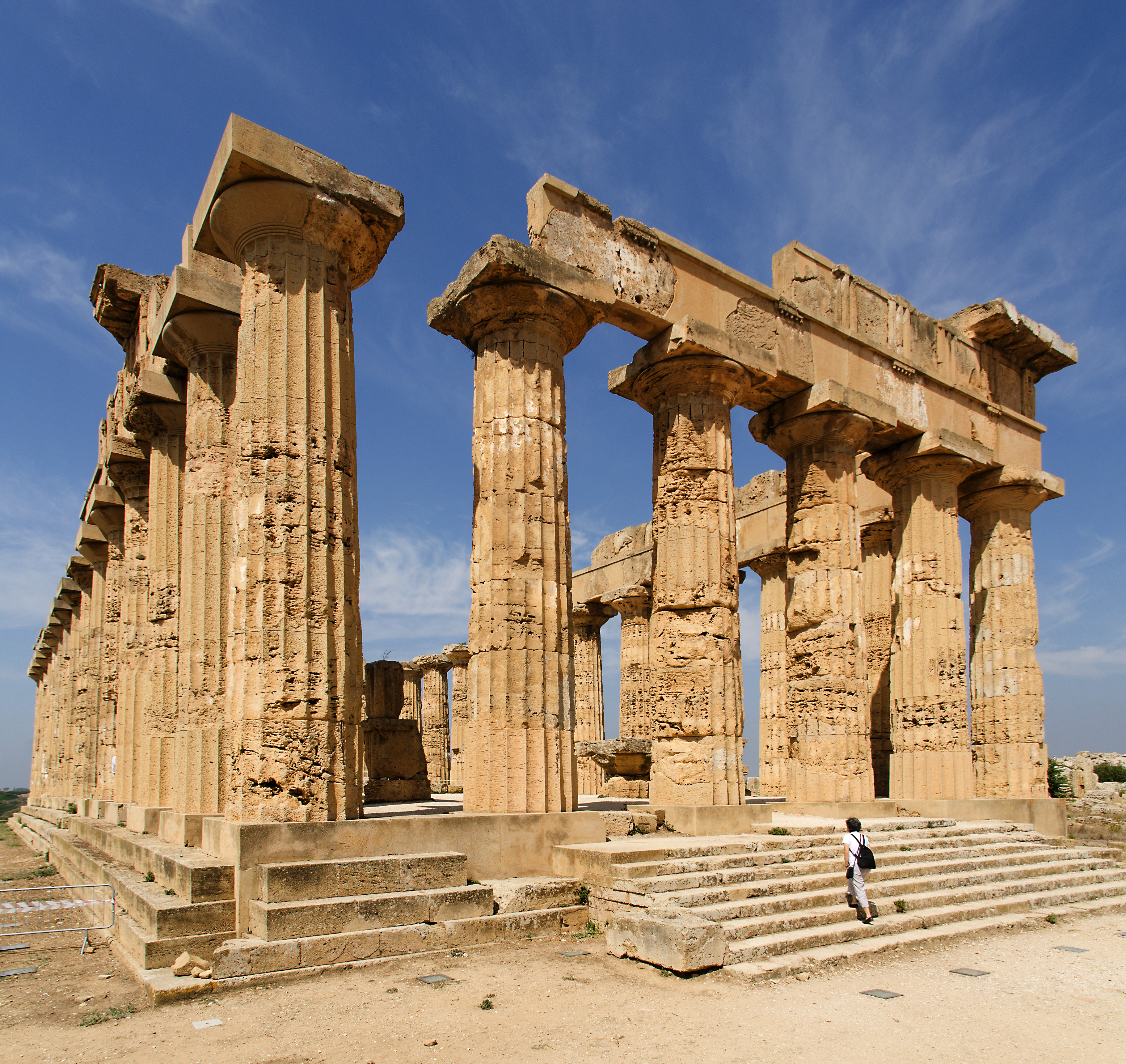
神殿Eの前部
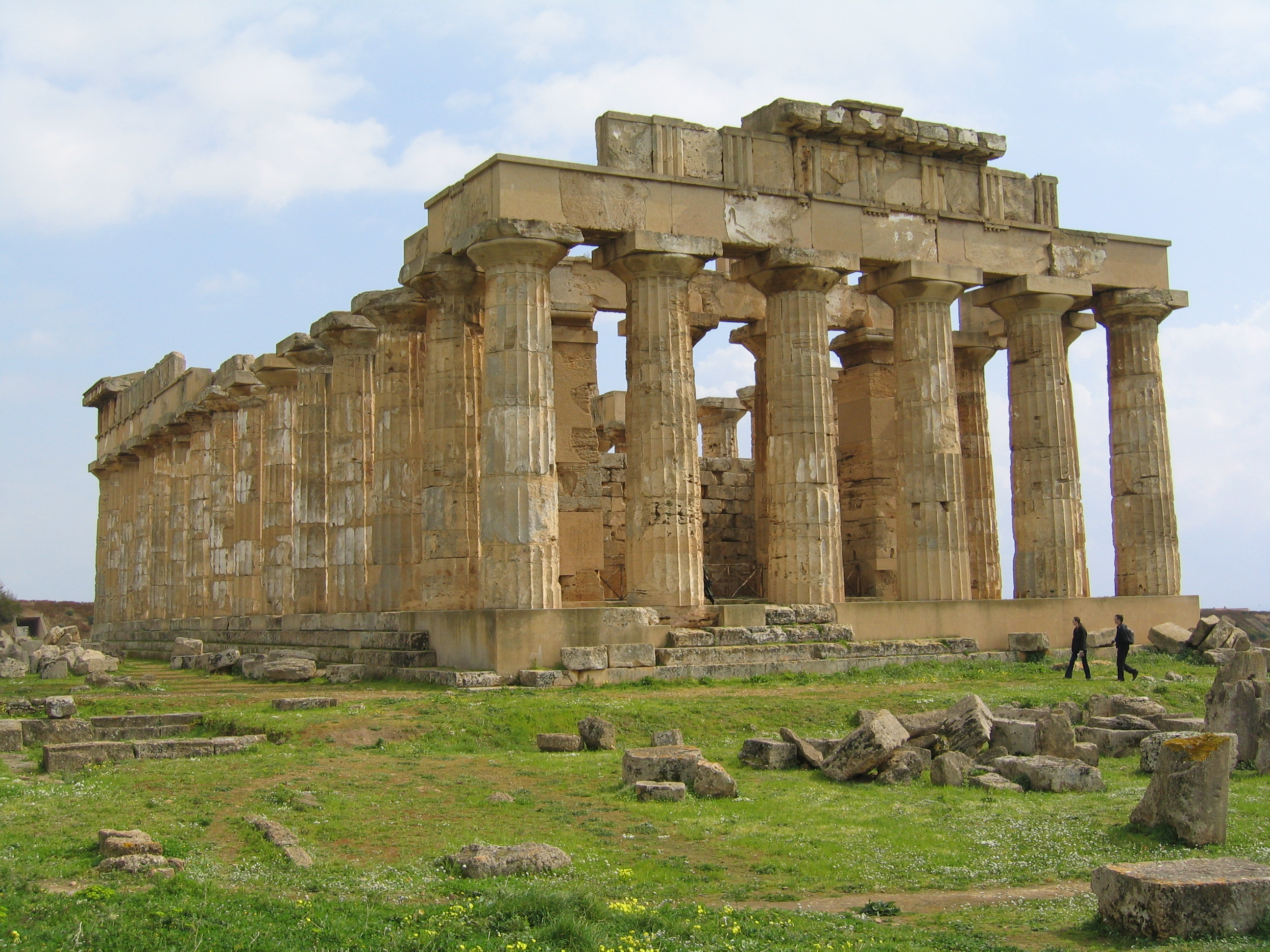
神殿Eの後部
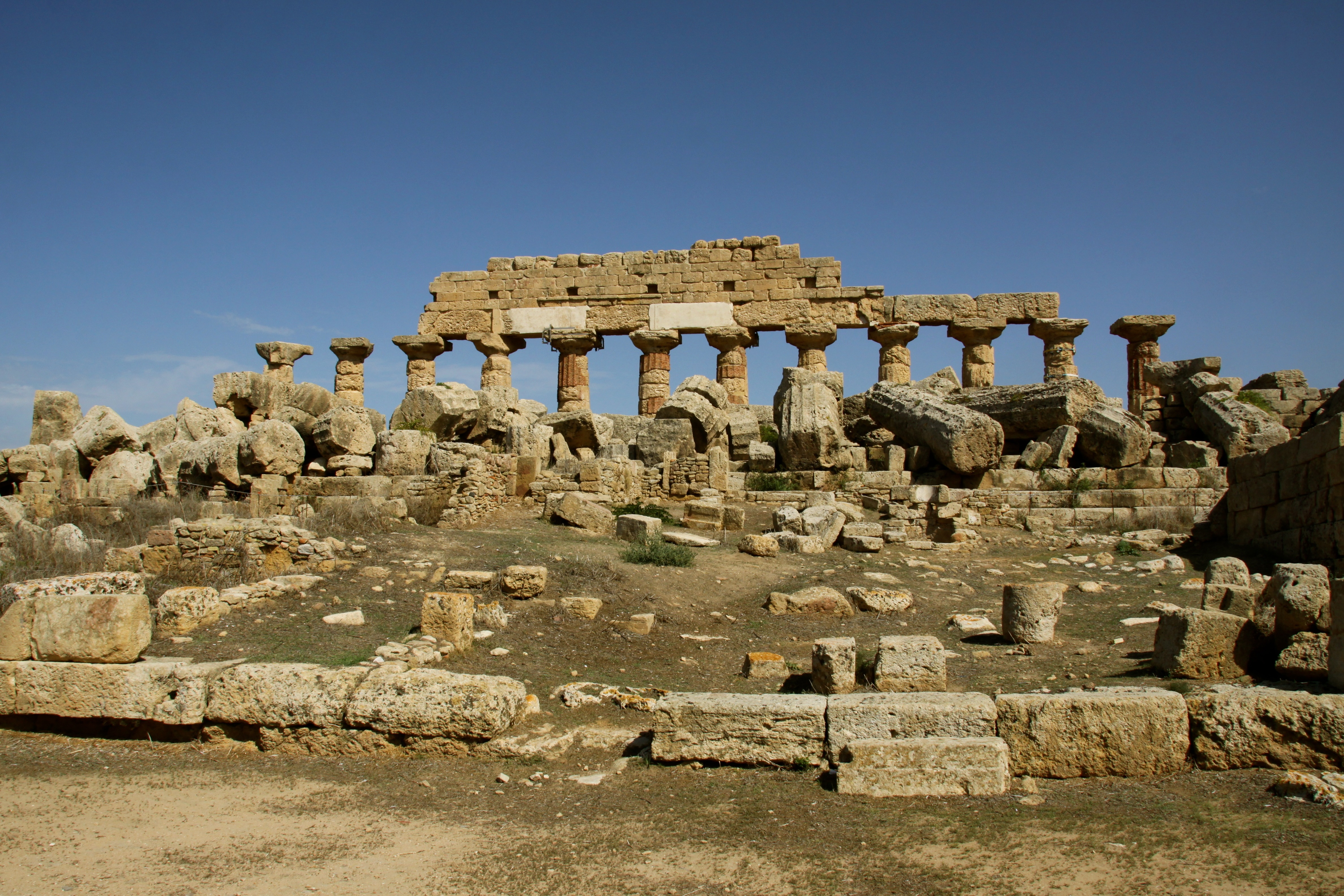
神殿C
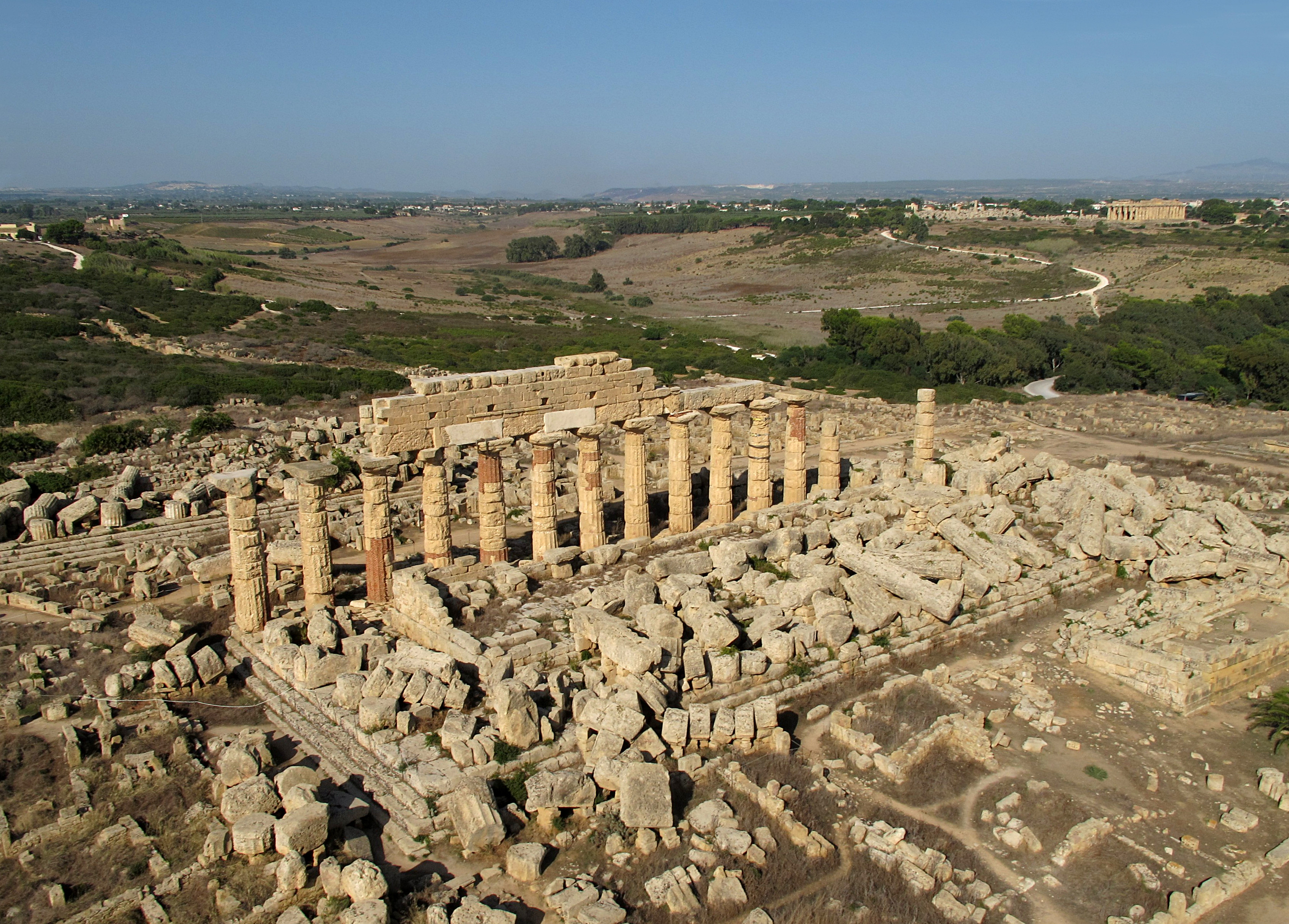
神殿Cの航空写真
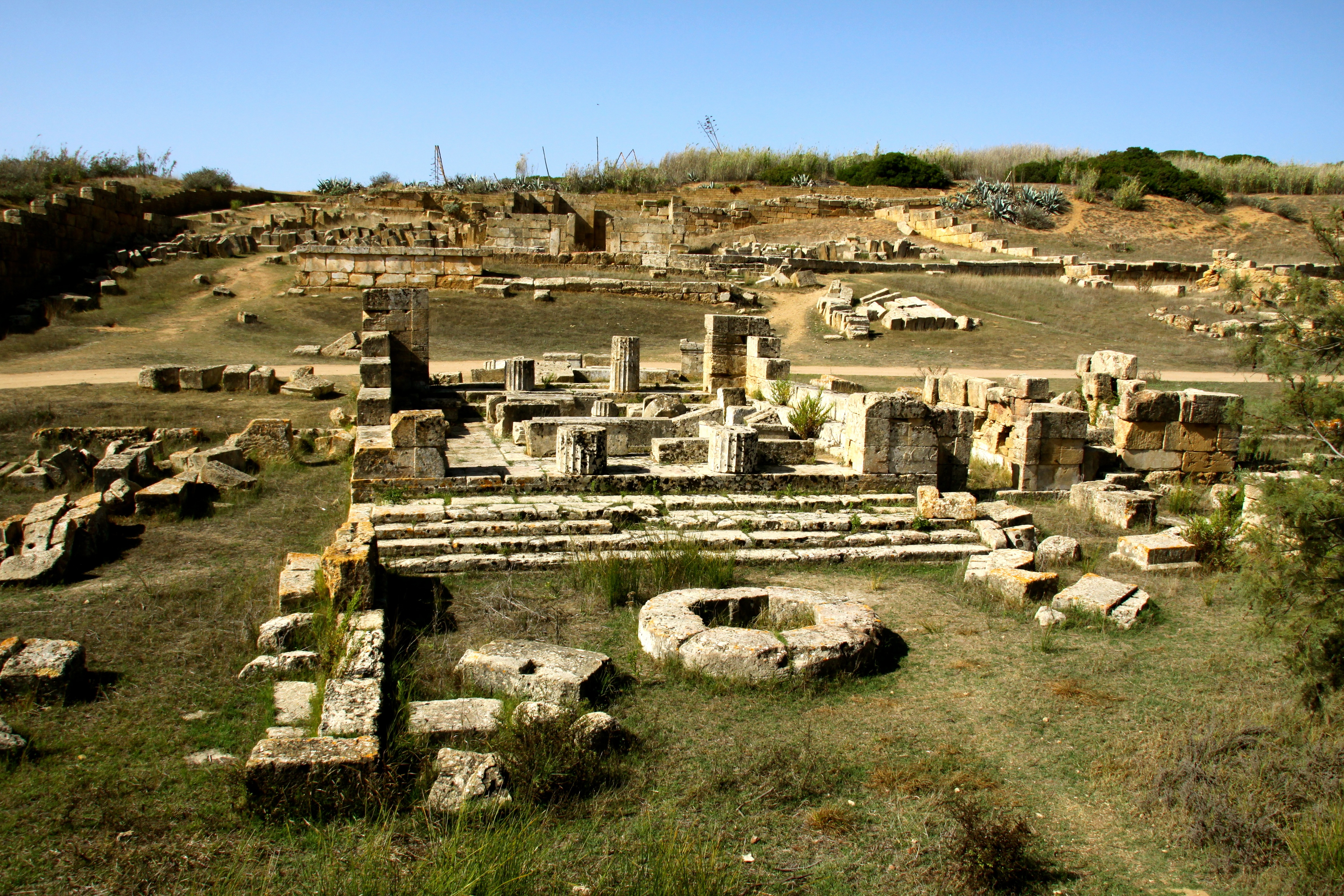
デメテール・マロフォロスの聖域